# Valle dei Re
(Howard Carter)
La Valle dei Re è un'area geografica dell'Egitto, di rilevante importanza archeologica, situata nei pressi dell'antica Tebe (Waset, o Uaset, per gli Egizi), l'odierna Luxor, il cui accesso è a meno di 3 km dalla riva occidentale del Nilo.
Per circa 500 anni, a partire dalla XVIII sino alla XX dinastia, ovvero dal 1552 a.C. al 1069 a.C., fu scelta quale sede delle sepolture dei sovrani del Nuovo Regno d'Egitto..
La valle, il cui nome originale, in lingua egizia, era Ta-sekhet-ma'at ("il Grande Campo"), era anche indicata come ta-int, semplicemente "la Valle". È oggi anche conosciuta, in arabo, come wadi Bībān al-Mulūk (بيبان الملوك) ovvero la valle "delle porte dei re" e nelle sue tombe sono infatti sepolti i sovrani del Paese appartenenti alle dinastie sopra indicate, mentre alle regine, alle consorti reali e ai principi di casa regnante era destinata un'altra area alquanto vicina: la cosiddetta Valle delle Regine (Ta-Set-Neferu).
Il nome della necropoli, in caratteri geroglifici, era il seguente:
| G41 | G1 | Aa1 · D21 | O1 | O29 · Y1 | A50 | s | Z4 · Y1 | G7 | N35 | C11 | Z2 · N35 |

| M4 | M4 | M4 | t · Z2 · N35 | O29 · O1 · O1 | G7 | S34 | U28 | s | D2 · Z1 | R14 | t · t | N23 · Z1 · N35 | R19 | t · O49 | G7 |

## Aspetti morfologici e geografici

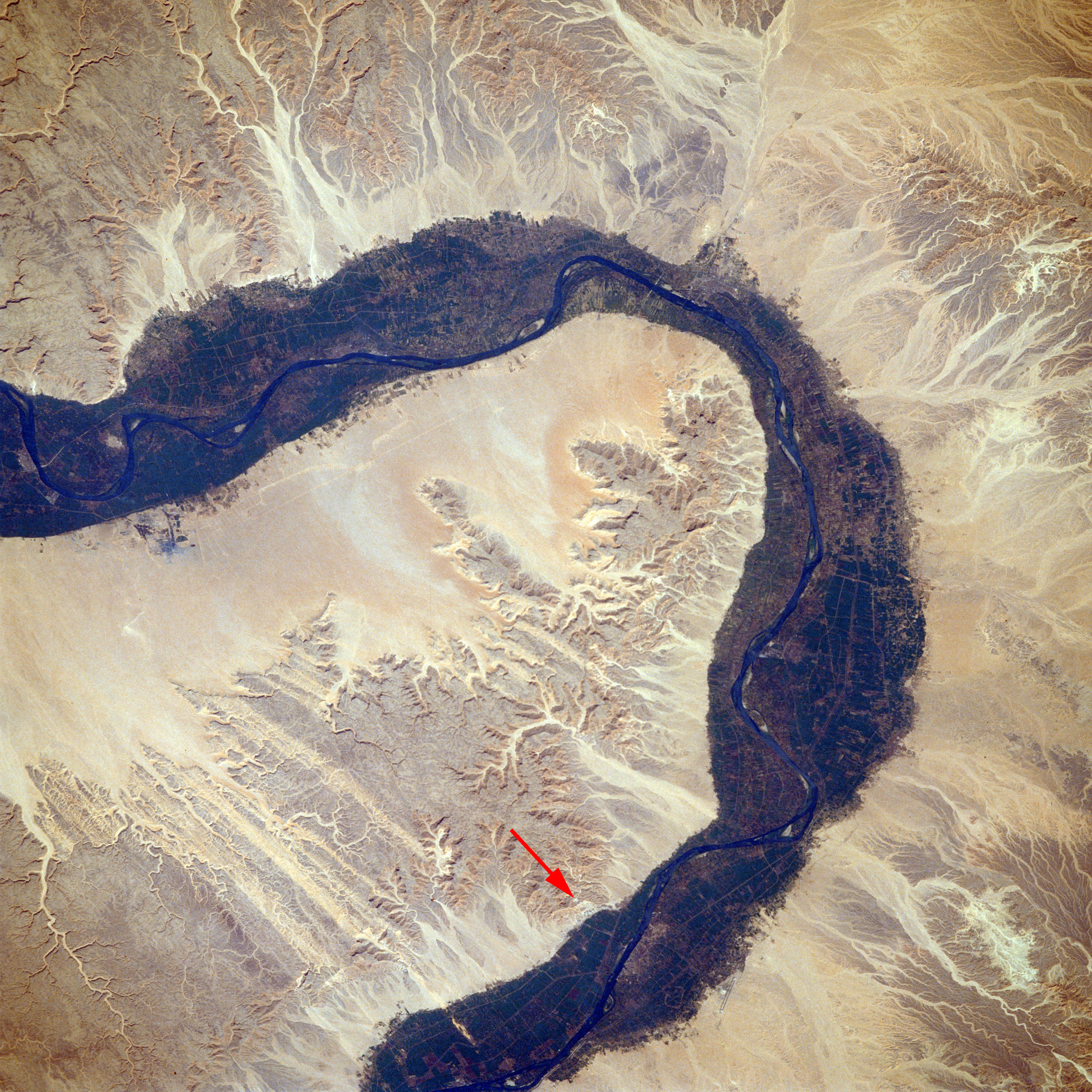
L'ubicazione della Valle dei Re ripresa dalla navetta Discovery, durante la missione STS-26

La valle copre un'estensione di circa 0,7 km² ed è costituita da uno wadi scavato da antichi fiumi e dalle piogge che erosero il calcare.
Di fatto è costituita, topograficamente, da due rami separati: mentre il ramo principale, orientale, ospita la maggior parte delle tombe reali oggi note, il ramo occidentale più ampio, e noto come west valley ("valle ovest"), ospita oggi un numero molto ridotto di sepolture.
In origine, l'elezione di questo particolare wadi (vallone), quale luogo di sepoltura regale derivò, molto verosimilmente, da differenti fattori di carattere morfologico-geografico oltre che di sicurezza e religiosi. Una prima motivazione fu di ordine strettamente pratico: la pietra calcarea di cui è costituita la valle è infatti facilmente scavabile e lavorabile, il che consentiva anche la possibilità altrettanto semplice di ottenere pareti abbastanza lisce su cui poter realizzare rilievi e dipingere.
Dal punto di vista della sicurezza, la valle presenta un solo accesso, il che ne consentiva il facile presidio a cura di sentinelle che venivano poste sui crinali che la sovrastano.
Non è da ritenere di scarsa importanza la relativa vicinanza con il Nilo, il che consentiva l'agevole approdo e il raggiungimento della località da parte delle processioni funerarie dei re, nonché il facile trasporto delle molteplici, e spesso molto pesanti, suppellettili funerarie.

### Struttura geologica

Schema degli strati geologici della Valle dei Re

La Valle dei Re è geologicamente strutturata in tre strati principali:
1. calcare bianco tebano (da 300 m s.l.m. - altezza media delle colline tebane - a 150 m);
2. scisto, detto di Esna (da 150 a circa 90 m s.l.m.);
3. gesso di Dakhla (da 90 m).

Un chiaro esempio della differenziazione morfologica del suolo è data dalla tomba KV17, di Seti I, in cui la parte superiore della camera funeraria fu scavata nello strato di calcare tebano, mentre la parte inferiore nella roccia scistosa.
Tali differenti formazioni rocciose furono grandemente influenzate, nel tardo periodo Terziario, dall'erosione causata dal Nilo e dai suoi più piccoli affluenti e tributari durante un periodo di violente piogge agli inizi del Pleistocene. Purtroppo le condizioni che diedero luogo alla nascita della Valle dei Re potrebbero essere causa anche della sua distruzione giacché la roccia calcarea, relativamente tenera da lavorare, è altrettanto facilmente suscettibile di modificazioni dovute a infiltrazioni d'acqua piovana che, benché scarsa nella zona, può talvolta divenire a carattere addirittura torrentizio a causa di forti piogge nelle aree desertiche circostanti.
In origine, con la XVIII dinastia, si incominciò a scavare le tombe nelle "pareti della valle" o sfruttando il "letto" di antiche cascate; in questo caso, proprio tale caratteristica ha fatto sì che le loro entrate siano state ricoperte, nel corso dei millenni, da detriti trascinati in basso dalle piogge.
Dalla fine della XVIII, e poi durante la XIX dinastia, al contrario, le tombe vennero invece scavate nel letto della valle, insinuandosi nel sottosuolo; per tale caratteristica, di fatto, sono le tombe che hanno maggiormente sofferto nel corso dei millenni per le infiltrazioni di acqua piovana.
Le tombe della XX dinastia, infine, vennero scavate all'interno delle pareti della valle, a livello del suolo, sotto speroni di roccia più compatta, e sono quelle che meno hanno sofferto per le infiltrazioni d'acqua.
A causa anche di movimenti tellurici intervenuti nei millenni, la valle è attraversata da fenditure geologiche la più larga delle quali, nota come "la faglia della Valle dei Re", corre con andamento nord-sud lungo il lato ovest della valle e fraziona il terreno in differenti aree una delle quali comprende il rilievo che sovrasta la tomba di Ramses III. In alcuni punti, nel corso dei millenni, la faglia ha causato lo spostamento del terreno anche di 30 m.

## Aspetti religiosi: Mertseger

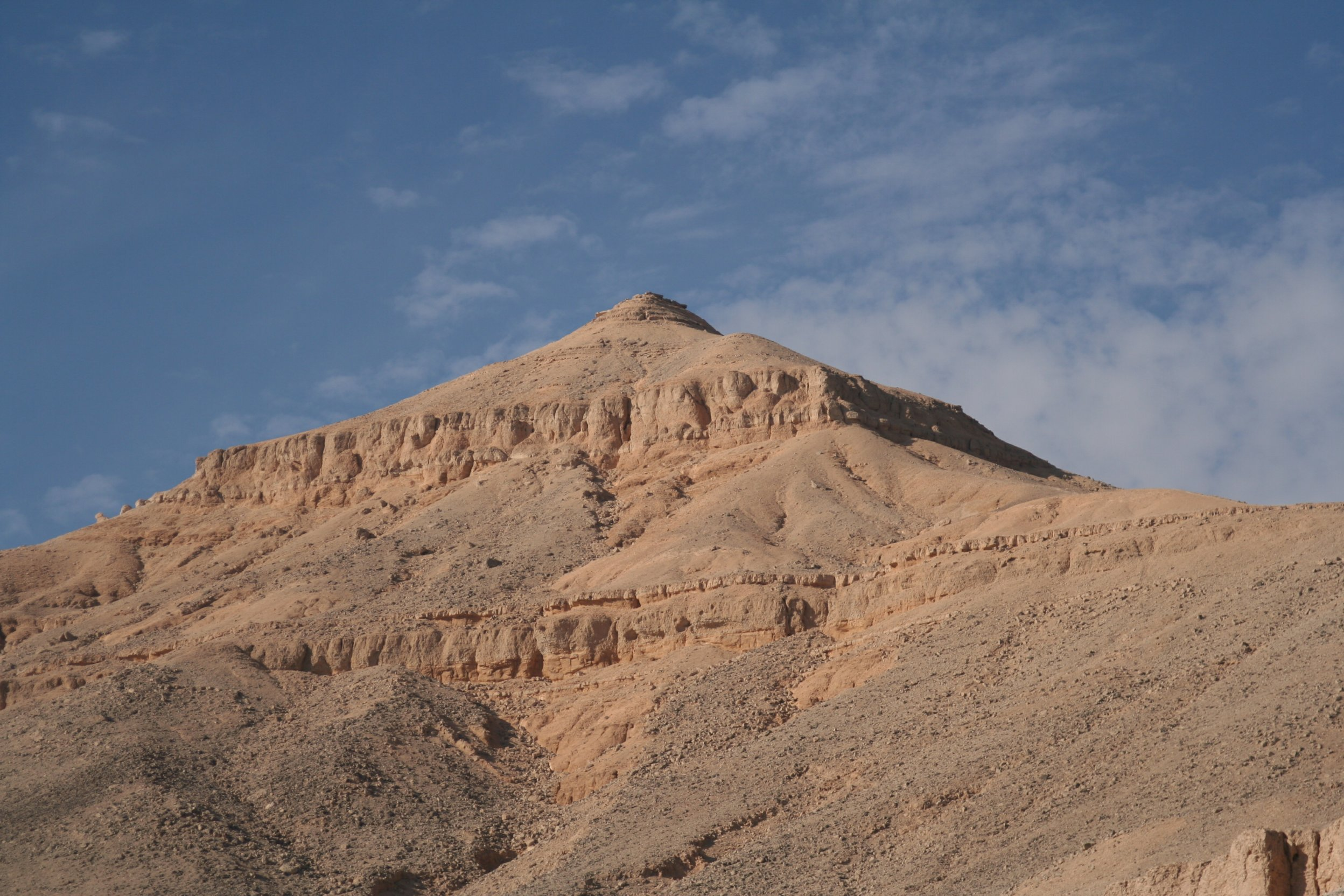
La piramide naturale

A fattori di ordine pratico per la scelta della Valle, se ne sommarono altri di carattere religioso; la dea Hathor, connessa all'idea di rinascita dei faraoni defunti, era infatti la protettrice dell'area montuosa tebana e la Valle era inoltre sovrastata da una montagna sacra, l'antica Dehenet ("La fronte"), che era il regno della dea Meretseger, ovvero "Colei che ama il silenzio". Solo dalla Valle, inoltre, e solo da questa prospettiva, la cima richiama nettamente la forma di una piramide.
Tuttavia, il termine "Valle", come sopra accennato, potrebbe essere considerato fuorviante giacché si tratta in realtà di due vallate confluenti, una occidentale che ospita, a oggi, solo 4 sepolture, e una orientale ove sono state scoperte altre 61 tombe, per un totale di 65, non considerando altri scavi (i cosiddetti "pozzi") impiegati nell'antichità quali sepolture minori, o di animali, o come depositi di materiale di risulta o di suppellettili utilizzate per le cerimonie funebri officiate nella Valle
Quanto alla sicurezza, che doveva essere garantita dall'unico accesso e dalle sentinelle disposte sui crinali che sovrastano la valle, questa di fatto venne violata già in tempi storici talché tutte le tombe a oggi note vennero depredate. Alcune di tali intrusioni avvennero, quasi certamente, per opera o comunque con la complicità, degli stessi guardiani. In ogni caso, tuttavia, i responsabili della Valle, e i sacerdoti che curavano il culto dei singoli sovrani ivi sepolti, provvidero a rimettere in ordine per quanto possibile le tombe saccheggiate, richiudendole e apponendo nuovamente il sigillo della necropoli.

## Architettura delle tombe
Da un punto di vista strettamente architettonico, è possibile rilevare differenze tra le tombe, a seconda della dinastia di appartenenza.
La Valle infatti ospita, come detto, sepolture appartenenti alle dinastie XVIII, XIX, e XX; preliminarmente, a fattor comune, si evidenzia la sequenza secondo uno schema logico che prevede quattro passaggi architettonici che si sviluppano indipendentemente dalla struttura planimetrica: a un'entrata segue, infatti, un "santuario in cui riposano gli dei dell'est e dell'ovest"; poco oltre si apre una "sala dell'attesa", quindi una prima sala colonnata detta anche "sala del carro" cui segue la camera funeraria (o "seconda sala colonnata"), detta anche "sala dell'oro", che ospita il sarcofago.

### XVIII dinastia

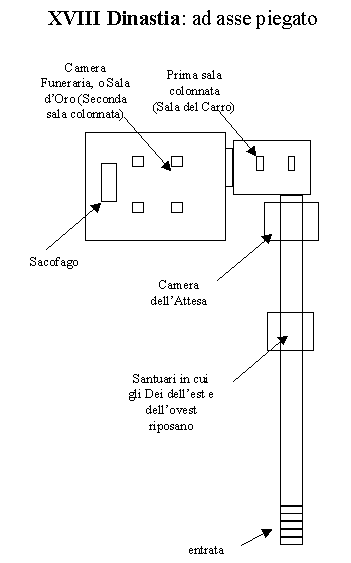
Schema di tomba della XVIII dinastia

La tomba si sviluppa verso il basso, mediante il ricorso a scale intagliate della roccia.
Dal punto di vista planimetrico (vedi rappresentazione schematica), le tombe della XVIII dinastia si sviluppano secondo un asse "piegato" o "a gomito", riprendendo di fatto la struttura dei passaggi esistenti nelle precedenti sepolture piramidali del Medio Regno. Tale andamento faceva riferimento al percorso contorto e pericoloso che, secondo i testi sacri, il sole deve percorrere con la barca solare nel suo viaggio notturno per poter risorgere al mattino; allo stesso modo il faraone defunto sarebbe risorto nel mondo ultraterreno. Non è da escludersi, tuttavia, che le prime tombe di questa dinastia siano state strutturate in tal modo così da adattarsi all'andamento delle rocce in cui erano scavate, seguendo linee naturali più facili da lavorare.
L'entrata è generalmente preceduta da una scala, cui segue un corridoio in discesa che sfocia nel "Santuario in cui gli dèi dell'est e dell'ovest riposano". Si tratta sostanzialmente di due nicchie scavate nelle pareti opposte, verosimilmente con una funzione pratica: dato il peso delle suppellettili e specialmente del sarcofago, in fase di trasporto all'interno della tomba qui si procedeva a una prima sosta di effettivo riposo.
Altri locali che forse rivestivano la medesima utilità pratica (oltre che rituale) erano la "Sala dell'Attesa" ove peraltro si procedeva a organizzare la volta che il sarcofago avrebbe dovuto compiere per poter incominciare discesa verso la camera funeraria, e la "prima sala colonnata".
Nella "sala dell'oro", infine, il sarcofago è posto con andamento ortogonale rispetto al corridoio di accesso alla camera funeraria.
È interessante rilevare che, almeno per le prime tombe di questa dinastia, la camera funeraria ha gli spigoli angolari arrotondati, riproducendo così, in pianta, la figura del cartiglio.

### XIX dinastia

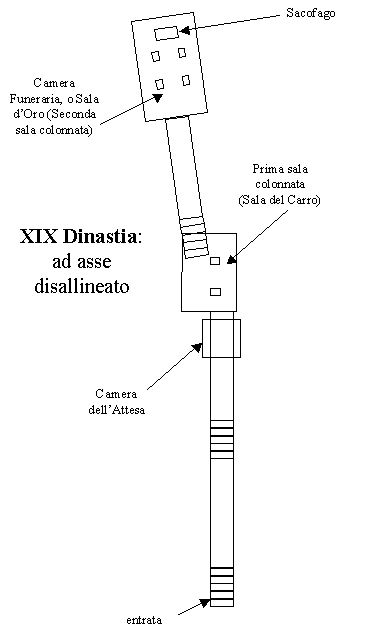
Schema di tomba della XIX dinastia

Con le tombe della XIX dinastia si assiste a una rettifica del percorso contorto precedente, ma ancora entrata e camera funeraria sono disallineate (vedi schema) e ancora il raggiungimento della camera funeraria avviene mediante scale talvolta molto ripide.
Al contrario di quanto avveniva con quelli della precedente XVIII dinastia, le cui entrate erano sigillate con pietrame, gli accessi alle tombe vengono preclusi con porte in legno per consentire, unitamente al servizio di sicurezza che presidiava la valle da intrusioni estranee, più agevoli e frequenti ispezioni da parte dei funzionari preposti.
In alcuni casi, nella prima sala colonnata si apriva un'ulteriore camera laterale (non riportata nello schema) che, talvolta rifinita completamente, doveva servire quale falsa camera sepolcrale nel tentativo di scoraggiare eventuali saccheggiatori.
Anche in queste sepolture il sarcofago è posizionato ortogonalmente rispetto al corridoio di entrata.

### XX dinastia

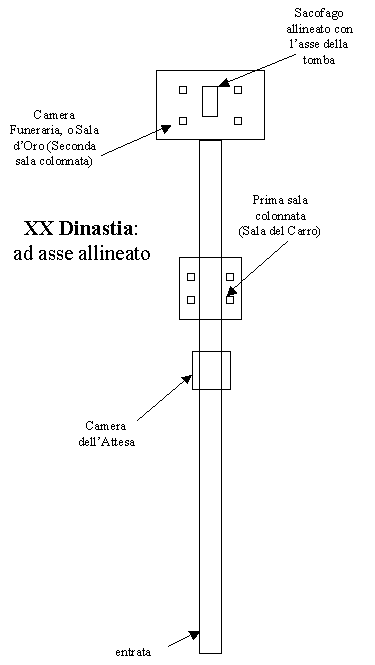
Schema di tomba della XX dinastia

Con la XX dinastia si giunge alla definitiva semplificazione della struttura tombale in chiave prettamente pratica: la sepoltura si apre infatti a livello del suolo, anche se il percorso è pur sempre in discesa, ma vengono eliminate le scale e i corridoi vengono allargati. Entrata e Camera funeraria sono posizionate sullo stesso asse e sul medesimo asse viene posizionato anche il sarcofago.
A riprova della valenza eminentemente pratica delle nicchie esistenti nel "Santuario in cui gli dei dell'est e dell'ovest riposano" delle precedenti dinastie, nelle tombe della XX queste spariscono. Compare, tuttavia, un pozzo lungo il corridoio di accesso il cui scopo, oltre che di garantire un'ulteriore relativa sicurezza in più, era principalmente quello di raccogliere l'acqua piovana evitando così l'allagamento della tomba.
È evidente, nel complesso delle modifiche intervenute con questa dinastia, l'intento pratico che tendeva a garantire risparmio di risorse vuoi per la realizzazione materiale del sito, vuoi per le operazioni di sepoltura in senso stretto.

### I testi sacri
Non tutte le tombe della Valle presentano rilievi o dipinti parietali, tuttavia, quando questi compaiono, si tratta nella maggior parte dei casi di testi sacri che entrano, dalla XVIII dinastia, a far parte del corredo stesso delle sepolture regali e che debbono accompagnare il defunto nel suo viaggio nella Duat, l'aldilà, per consentirgli di vivere ancora nel mondo ultraterreno. I testi si concretizzano, generalmente, in raccolte di formule, o detti, o racconti incentrati sul viaggio notturno del Dio sole (nelle sue diverse manifestazioni) e della sua lotta con le forze del male (tra cui il serpente Apopi) che tentano, nottetempo, di fermarlo per non farlo risorgere al mattino. Normalmente indicati con il titolo di Libro sono, di norma, riportati in rilievi parietali, ma anche a decorazione dei sarcofagi o più raramente, per ovvi motivi di fragilità del supporto, trascritti su papiro.

#### Tabella "A": distribuzione testi sacri
La tabella "A", a doppia entrata, riporta nella colonna "titolare" il sovrano per cui la tomba venne realizzata; in corrispondenza di ciascuna tomba, sulle righe, contrassegnata con una "X", la presenza dei singoli testi sacri (libri), completi o in capitoli, contenuti in ciascuna tomba. Tale tabella, cronologica per dinastia e per assunzione del trono da parte dei singoli re, consente, peraltro, di analizzare l'evoluzione nell'uso dei testi sacri il cui impiego in ambito funerario ebbe inizio con la XVIII dinastia che si limitò, in gran parte, alla sola Amduat (noto anche come "Libro di ciò che è nell'aldilà", o "Libro della Camera Nascosta"), per poi evolversi fino alla XX con la nascita del Libro della Terra.
| Titolare           | Dinastia | Tomba | Amduat                    | Litanie di Ra | Libro delle Porte | Libro dei Morti | Libro delle Caverne | Libri dei Cieli | Libro della Terra |
| ------------------ | -------- | ----- | ------------------------- | ------------- | ----------------- | --------------- | ------------------- | --------------- | ----------------- |
| Thutmose I         | XVIII    | KV38  | X                         |               |                   |                 |                     |                 |                   |
| Hatshepsut         | XVIII    | KV20  | X                         |               |                   |                 |                     |                 |                   |
| Thutmose III       | XVIII    | KV34  | X (completo)              | X             |                   |                 |                     |                 |                   |
| Amenofi II         | XVIII    | KV35  | X (completo)              |               |                   |                 |                     |                 |                   |
| Thutmose IV        | XVIII    | KV43  |                           |               |                   |                 |                     |                 |                   |
| Amenofi III        | XVIII    | KV22  | X                         |               |                   |                 |                     |                 |                   |
| Tutankhamon        | XVIII    | KV62  | X (solo 1ª ora)           |               |                   |                 |                     |                 |                   |
| Ay                 | XVIII    | KV23  | X (solo 1ª ora)           |               |                   | X               |                     |                 |                   |
| Horemheb           | XVIII    | KV57  |                           |               | X                 |                 |                     |                 |                   |
| Ramses I           | XIX      | KV16  |                           |               | X                 | X               |                     |                 |                   |
| Seti I             | XIX      | KV17  | X (prime 11 ore)          | X             | X                 |                 |                     | X               |                   |
| Ramses II          | XIX      | KV7   | X (ore: 1-2-4-5-6-7-8-12) | X             | X                 | X               | X                   | X               | X                 |
| Merenptah          | XIX      | KV8   | X (ore: 3-4-5-10-11)      | X             | X                 | X               | X                   |                 | X                 |
| Amenmesse          | XIX      | KV10  |                           | X             |                   |                 |                     |                 |                   |
| Seti II            | XIX      | KV15  | X (ore: 2-3-4-5)          | X             | X                 |                 |                     |                 |                   |
| Siptah             | XIX      | KV47  | X                         | X             |                   | X               |                     |                 |                   |
| Tausert/Sethnakht  | XX       | KV14  | X                         |               | X                 | X               | X                   |                 | X                 |
| Ramses III         | XX       | KV11  | X (ore: 4-5)              | X             | X                 |                 |                     | X               | X                 |
| Ramses IV          | XX       | KV2   | X                         | X             | X                 | X               | X                   | X               | X                 |
| Ramses V/Ramses VI | XX       | KV9   | X (prime 11 ore)          |               | X                 | X               | X                   | X               | X                 |
| Ramses VII         | XX       | KV1   |                           |               | X                 |                 | X                   |                 | X                 |
| Ramses IX          | XX       | KV6   | X (ore: 2-3-4)            | X             | X                 | X               | X                   | X               | X                 |
| Ramses X           | XX       | KV18  |                           |               |                   |                 |                     |                 |                   |
| Ramses XI          | XX       | KV43  |                           |               |                   |                 |                     |                 |                   |

## Posizione e numerazione delle tombe

### Il sistema di numerazione delle tombe
Sono, attualmente, 65 le sepolture scoperte nella Valle, tutte catalogate con la sigla "KV" (King's Valley) seguita da numeri progressivi da 1 a 65.
La numerazione, tuttavia non ha nulla a che vedere con la progressione sul trono dei titolari; nel 1827, infatti, l'egittologo inglese John Gardner Wilkinson numerò le tombe già scoperte da 1 a 22 seguendo l'ordine geografico da nord a sud. Solo da tale data in poi, ovvero dalla KV23, il numero corrisponde all'ordine di scoperta.
In alcuni casi la numerazione di alcune tombe della valle ovest è preceduta dalla sigla "WV", ovvero West Valley, ma è bene tener presente che la numerazione fa comunque riferimento alla Valle dei Re e, a titolo di esempio, la tomba WV23 di Ay, corrisponde, di fatto, alla KV23.

### Elenco delle tombe
Howard Carter ebbe a sottolineare che, nonostante l'affascinante storia della Valle, questa nulla avrebbe da offrire in sé, a un ulteriore approfondimento tematico, poiché la sua importanza non è intrinseca, ma deriva proprio dal suo contenuto.
In tal senso, tenendo presente quanto sopra detto sulla numerazione delle tombe incominciata da Wilkinson, la Valle dei Re ospita:

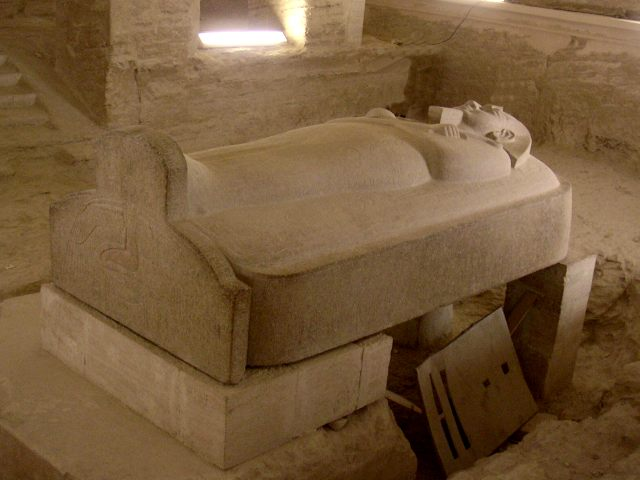
Il sarcofago di Merenptah dalla KV8

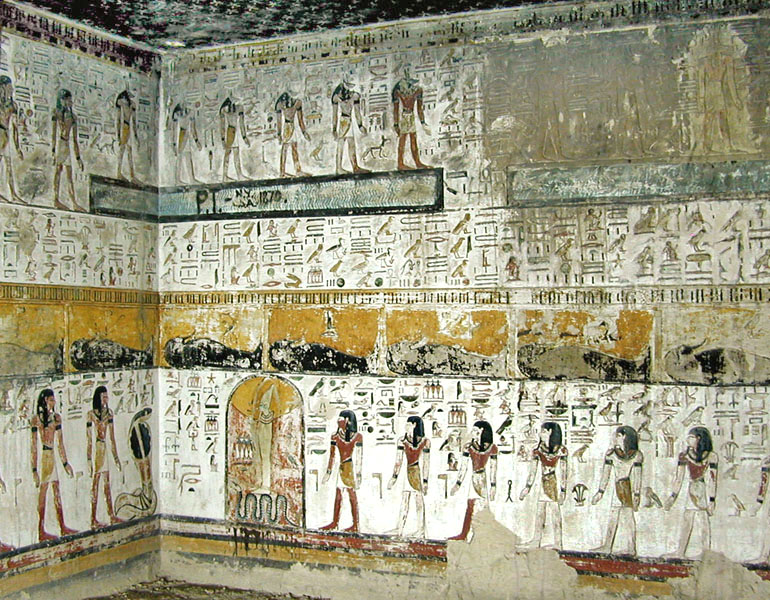
Una parete della KV17 di Seti I

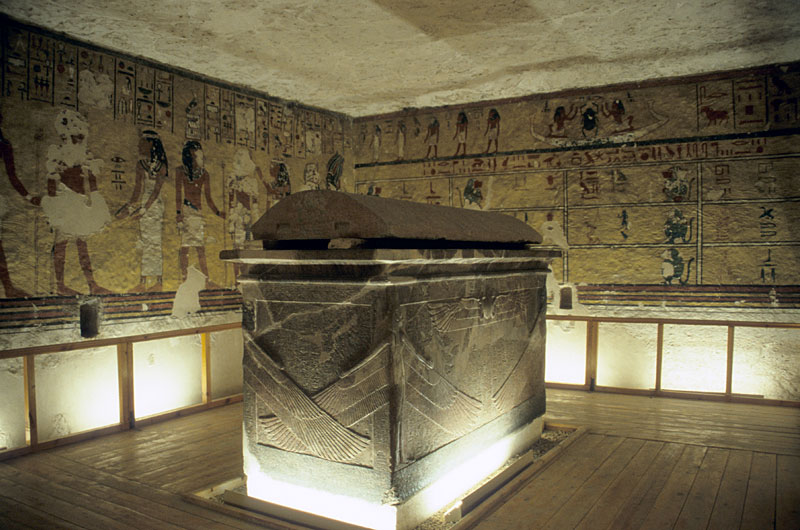
La camera funeraria della KV23 di Ay

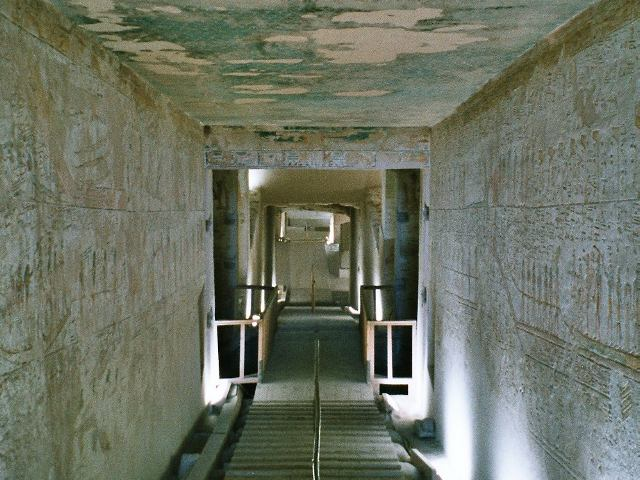
Il corridoio di accesso alla KV34 di Thutmose III

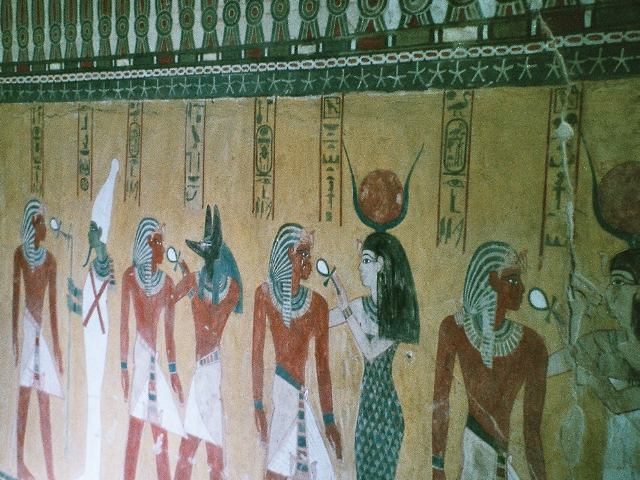
Una parete della KV43 di Thutmose IV

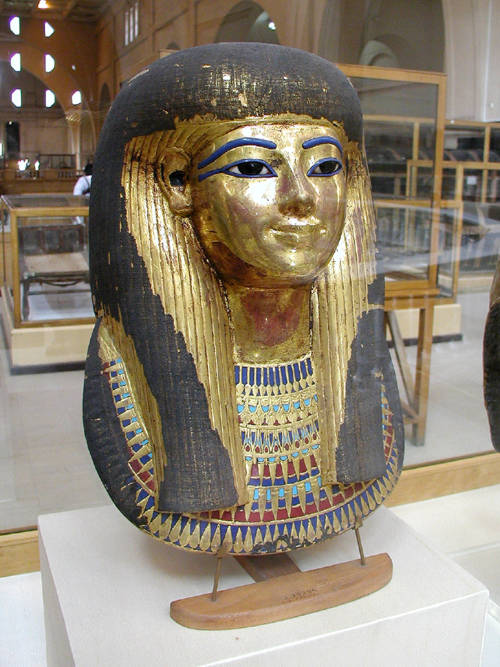
Maschera in cartonnage di Tuia dalla KV46

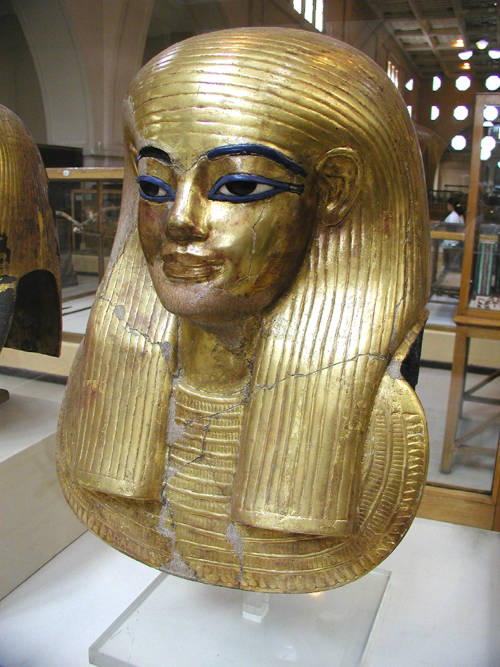
Maschera in cartonnage di Yuya dalla KV46

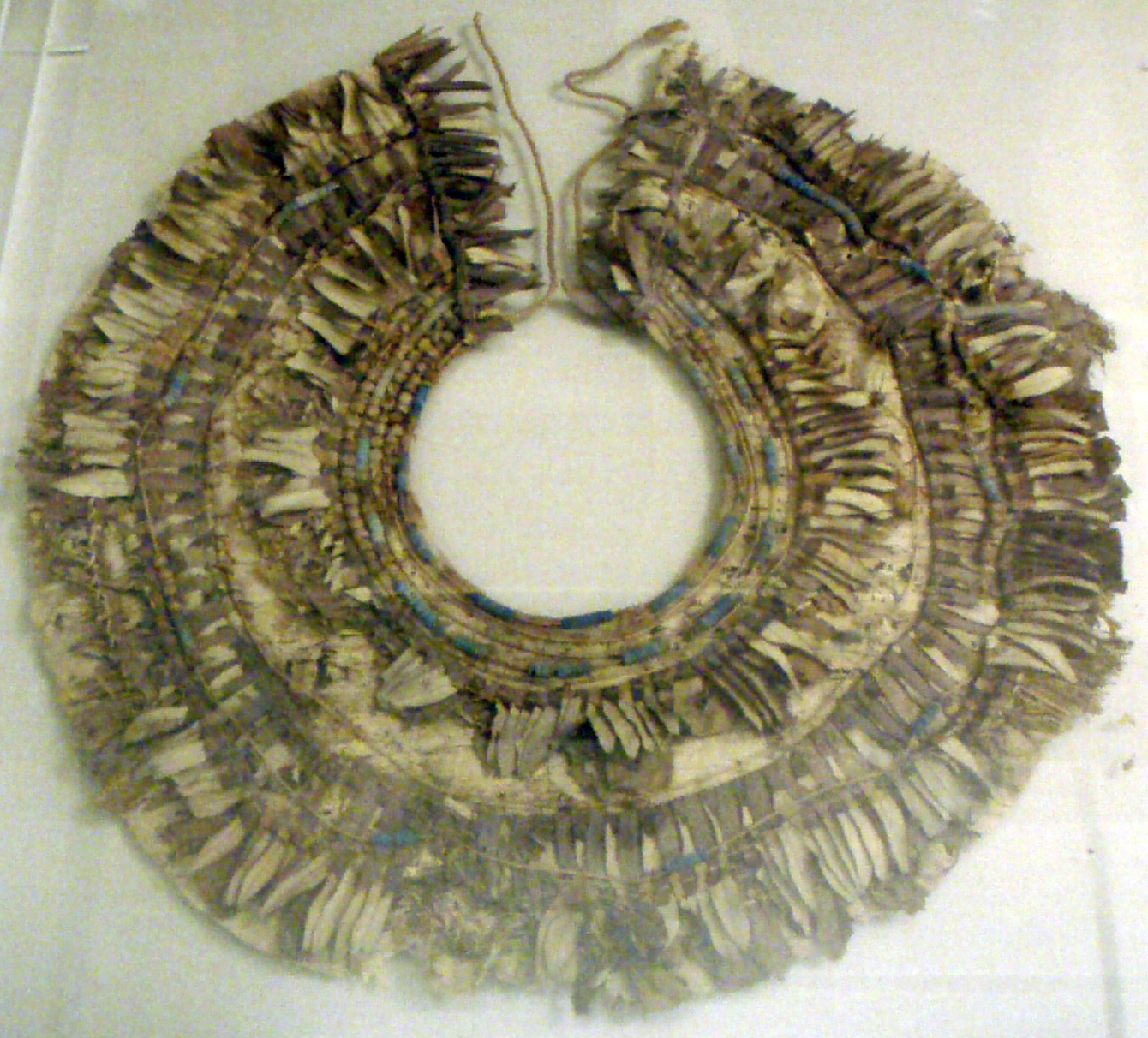
Collare di fiori rinvenuto nella KV54, forse proveniente dalla sepoltura di Tutankhamon, Metropolitan Museum

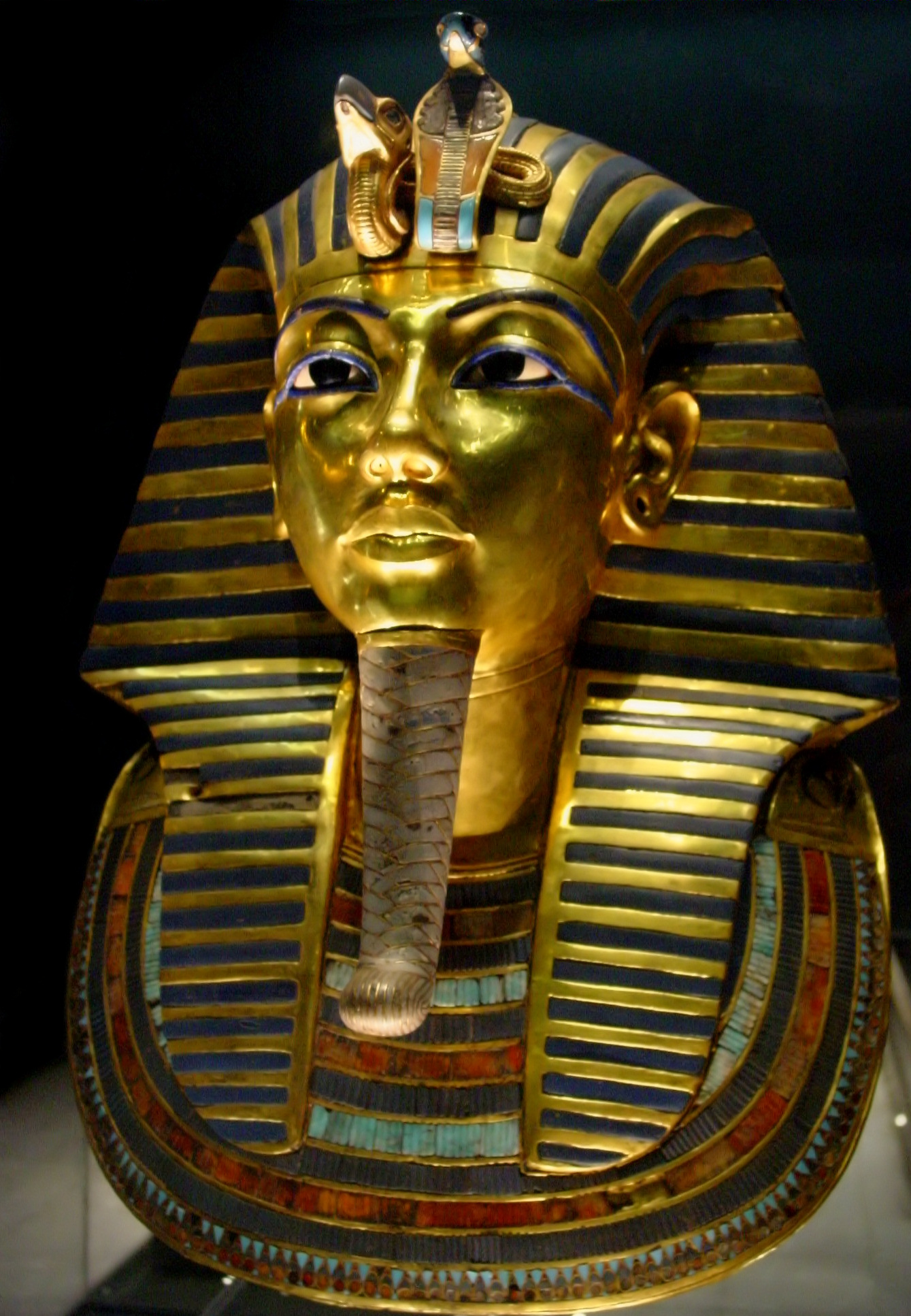
La maschera funeraria di Tutankhamon nella KV62, Museo del Cairo

- KV1: titolare Ramses VII (XX dinastia); ubicazione nota fin dall'antichità, sgombero e riapertura nel 1906[N 24];
- KV2: titolare Ramses IV (XX Dinastia); ubicazione nota fin dall'antichità, sgombero e riapertura nel 1906[N 25];
- KV3: mai usata come sepoltura (forse prevista per Ramses III o per un suo figlio); scavata intorno al 1820[N 26];
- KV4: ultima tomba scavata nella valle forse per Ramses XI (XX Dinastia); ubicazione nota fin dall'antichità[N 27];
- KV5: figli di Ramses II (XIX dinastia); alla fine dell'800 l'egittologo James Burton la visitò e mappò nove locali non procedendo oltre né a operazioni di svuotamento; dal 1995 la tomba viene scavata dal Theban Mapping Project, capeggiato dall'egittologo statunitense Kent R. Weeks, dimostrandosi la più vasta della Valle giacché, a oggi, si contano circa 150 locali. I lavori di liberazione sono ancora in corso (2017);
- KV6: titolare Ramses IX (XX dinastia); ubicazione nota dall'antichità, riapertura nel 1888; mummia del titolare rinvenuta nel 1881 nella cache di Deir el-Bahari (catalogata come DB320)[N 28];
- KV7: titolare Ramses II (XIX dinastia); nota fin dall'antichità, fu soggetta ad almeno due saccheggi documentati durante l'anno ventinovesimo del regno di Ramses III come risulta dal Papiro dello sciopero di Torino. Durante la XXI dinastia la mummia di Ramses II venne prima traslata nella KV17, poi nella cache DB320 di Deir el-Bahari dove venne rinvenuta nel 1881[N 29]
- KV8: titolare Merenptah (XIX dinastia); tomba utilizzata nella XIX dinastia come sepoltura di Merenptah, in epoca greco-romana e in periodo bizantino[N 30];
- KV9: titolare Ramses VI (XX dinastia); tomba incominciata per Ramses V, continuata e usurpata dal successore Ramses VI. Non è noto se i due sovrani abbiano condiviso la sepoltura. Il corridoio di entrata è sovrapposto alla tomba KV62 di Tutankhamon la cui quasi completa integrità si deve alle capanne degli operai che lavorarono alla realizzazione di questa tomba costruite sopra l'accesso alla tomba sottostante[N 31];
- KV10: titolare/i Amenmesse (XIX dinastia, ma non esistono evidenze di una sepoltura del re in questa tomba), poi delle regine Takhat e Baketwerel della XX dinastia[N 32];
- KV11: titolare Ramses III (XX Dinastia); la tomba venne incominciata per Sethnakht, ma venne abbandonata quando gli scavi sfociarono nella vicina tomba KV10. La tomba venne successivamente ultimata per Ramses III ampliandola[N 33];
- KV12: titolare non noto; l'assenza di rilievi o dipinti parietali non consente di datare la tomba che, verosimilmente, risale alla XVIII dinastia; si ritiene che sia stata comunque utilizzata, come sepoltura multipla forse di membri della casa regnante, durante la XIX e XX dinastia[N 34];
- KV13: titolare Bay dapprima scriba reale sotto Seti II e successivamente cancelliere sotto Siptah (XIX dinastia); riutilizzata successivamente come sepoltura dei principi Mentuherkhepeshef e Amonherkhepshef, figli di Ramses III (XX dinastia)[N 35];
- KV14: titolari Tausert, regina sposa di Siptah, ultimo esponente della XIX dinastia, e Sethnakht, fondatore della XX dinastia; sono state individuate da Hartwig Altenmüller più fasi di ampliamento coincidenti con i differenti livelli acquisiti dalla regina Tausert, dapprima come sposa reale, poi come co-reggente del marito Siptah, e quindi come regina autonoma. Si ritiene che Seti II sia stato originariamente sepolto in questa tomba per essere poi trasferito nella KV15. Il sarcofago della regina Tausert, tuttavia, venne riutilizzato nella KV13 per la sepoltura del principe Amonherkhepshef. Riutilizzata come tomba di Sethnakht, successore di Tausert, le cui immagini e cartigli si sovrapposero a quelli della regina[N 36];
- KV15: titolare Seti II (XIX dinastia); si ritiene che originariamente il corpo di Seti II sia stato sepolto nella KV14 e poi trasferito in questa tomba, che venne rapidamente ultimata, quando la KV14 divenne la sepoltura di Sethnakht. La mummia di Seti II venne comunque nuovamente trasferita nella KV35 per sottrarla ai saccheggi[N 37];
- KV16: titolare Ramses I (XIX dinastia); solo l'entrata e due corridoi erano ultimati alla morte di Ramses I. Le pessime condizioni del sarcofago dimostrano che la tomba venne saccheggiata forse durante la XX o XXI dinastia quando la mummia di Ramses I venne trasferita dapprima nella KV17 e poi, nell'anno decimo di regno di Saamen, nella cache DB320[N 38];
- KV17: titolare Seti I (XIX dinastia); nota anche come Tomba Belzoni, venne usata come temporanea sepoltura di Ramses I e Ramses II i cui corpi vennero poi trasferiti alla cache DB320[N 39];
- KV18 incompiuta, forse prevista per Ramses X della XX dinastia e successivamente invasa da depositi alluvionali; nel 1903 Howard Carter utilizzò il suo ingresso per l'installazione di un generatore elettrico per l'illuminazione di alcune tombe della Valle[N 40];
- KV19: originariamente prevista per Ramses Setherkhepeshef (successivamente Ramses VIII), poi destinata al principe Ramses Mentuherkhepershef, figlio di Ramses IX[N 41];
- KV20 originariamente Thutmose I, poi ampliata per ospitare anche Hatshepsut (XVIII dinastia); durante il regno di Thutmose III il corpo del I Thutmose venne trasferito nella KV38[N 42];
- KV21: titolare non noto; all'atto della scoperta, nel 1817 a cura di Giovanni Battista Belzoni, conteneva due mummie femminili che, per la postura delle braccia (braccio sinistro ripiegato sul torace), si suppose fossero due regine. Successivamente alla scoperta la tomba venne vandalizzata da ignoti e le due mummie smembrate alla ricerca di amuleti preziosi[N 43];
- KV22: incominciata sotto Thutmose IV (a lui sono dedicati materiali rinvenuti nel deposito di fondazione), decorata e ultimata sotto Amenofi III che vi fu sepolto (XVIII dinastia); si ritiene che vi siano state sepolte anche la regina Tiy e la principessa Sitamon, rispettivamente moglie e figlia di Amenofi III; il corpo del re venne trasferito nella KV35 durante il regno di Smendes I (XXI dinastia)[N 44];
- KV23: titolare Ay (XVIII dinastia); si ritiene che la tomba fosse stata prevista per Amenofi IV/Akhenaton, Smenkhara o per Tutankhamon che sarebbe stato originariamente qui sepolto prima di essere trasferito nella KV62; è dubbia la stessa sepoltura di Ay in questa tomba che viene supposta in base a suppellettili funerarie recanti il suo cartiglio[N 45];
- KV24: titolare non noto, verosimilmente risalente alla XVIII dinastia; il rinvenimento di suppellettili risalenti fino al periodo romano e copto indicano che la tomba è stata più volte riusata per almeno cinque differenti sepolture a partire dal Terzo Periodo Intermedio e dalla XXII dinastia[N 46];
- KV25: titolare non noto, forse Amenofi IV/Akhenaton (XVIII Dinastia); la tomba risale all'ultimo periodo della XVIII dinastia, ma non venne mai completata. Durante il Terzo Periodo Intermedio (dinastie XXI e XXII) la tomba venne riutilizzata come sepoltura per otto mummie e, forse, proprio in tale occasione venne depositato il materiale risalente alla XVIII proveniente dalla KV23[N 47];
- KV26: titolare non noto; conosciuta dall'antichità, inutilizzata, forse risalente alla XVIII dinastia[N 48];
- KV27: titolare non noto; conosciuta dall'antichità, inutilizzata, forse databile alla XVIII dinastia per frammenti di ceramica dei regno di Thutmose IV o Amenofi III[N 49];
- KV28: frammenti di vaso indicano il titolare, forse, in Thutmose IV (XVIII dinastia)[N 50];
- KV29: titolare non noto; la tomba è inaccessibile ed è forse costituita da una sola camera ancora piena di detriti[N 51];
- KV30: titolare non noto; da questa tomba, o forse dalla KV31 proverrebbe un sarcofago antropoide in quarzo, risalente alla XVIII dinastia, rinvenuto da Giovanni Battista Belzoni nel 1817 e donato al British Museum da Somerset Lowry-Corry, II conte di Belmore[N 52];
- KV31: titolare non noto; da questa tomba ancora piena di detriti, o forse dalla KV30 proverrebbe un sarcofago antropoide in quarzo, risalente alla XVIII dinastia, rinvenuto da Giovanni Battista Belzoni nel 1817 e donato al British Museum da Somerset Lowry-Corry, II conte di Belmore[N 53];
- KV32: titolare la regina Tia'a, moglie di Amenofi II, identificata attraverso le indicazioni riportate su un vaso canopico ivi rinvenuto nel 2000[N 54];
- KV33: titolare forse Thutmose III, o di altro membro della famiglia reale o del Visir Rakhmira (XVIII dinastia) (mai utilizzata)[N 55];
- KV34: titolare Thutmose III (XVIII dinastia); la tomba venne costruita in nove fasi differenti ognuna completata. Venne saccheggiata in antichità e il sarcofago e molte suppellettili vennero pesantemente danneggiati; il corpo di Thutmose III, ancora all'interno del suo sarcofago, venne traslato nella cache DB320 durante la XXI dinastia[N 56];
- KV35: titolare Amenofi II (XVIII Dinastia); durante la XXI dinastia la tomba venne utilizzata come magazzino per le mummie di Thutmose IV, Amenofi III, Merenptah, Seti II, Siptah, Ramses IV, Ramses V, Ramses VI, per una mummia femminile nota come Elder Woman (trad. Vecchia Signora), che alcuni studiosi hanno indicato come Tiy, e per un'altra mummia maschile forse di Sethnakht. Nella stessa tomba vennero rinvenute, infine, le mummie di Amenofi II, di suo figlio Ubensenu e di una donna ignota (un tempo identificata erroneamente con Nefertiti[28][29]), soprannominata The Younger Lady e risultata geneticamente figlia di Amenofi III, sorella della mummia maschile della tomba KV55 (probabilmente Akhenaton[30]) e madre di Tutankhamon[30][N 57];
- KV36: titolare Maiherpera principe dell'harem reale di Thutmose IV, forse figlio di Hatshesput morto a circa vent'anni (XVIII dinastia); la tomba venne rinvenuta quasi intatta poiché, dopo un furto al suo interno, in periodo ramesside, venne nuovamente sistemata e risigillata[N 58];
- KV37: titolare non noto; planimetria e posizione indicano probabilmente la XVIII dinastia. Probabilmente usata come sepoltura, a causa dei molti frammenti provenienti da differenti altre tombe e da diversi periodi storici, senza logica apparente, si ritiene fosse utilizzata come deposito da parte dei ladri[N 59];
- KV38: titolare forse Thutmose I (XVIII dinastia); per dimensioni e forma, si ritiene che la tomba fosse già originariamente destinata a Thutmose I (uno dei primi re a essere sepolto nella Valle), ma studi successivi tendono a indicare che il corpo del re venne dapprima sepolto nella KV20 che, successivamente ampliata, ospitò Hatshepsut, e che la traslazione in KV38 di Thutmose I venne successivamente eseguita per ordine di Thutmose III[N 60];
- KV39: titolare forse Amenofi I (XVIII dinastia); sono state individuate tre distinte fasi di realizzazione della tomba[N 61];
- KV40: titolare non noto; ancora piena di detriti e non accessibile[N 62];
- KV41: titolare, forse, la regina Tetisheri, moglie di Senekhtenra Ahmose (XVII dinastia); se confermato, si tratterebbe, in assoluto, della prima tomba costruita nella Valle[N 63];
- KV42: destinata alla regina Hatshepsut-Meryet-Ra, moglie di Thutmose III (XVIII dinastia) come risulta dai materiali, rinvenuti nel 1921, del deposito di fondazione; verosimilmente non venne mai utilizzata per la regina, che forse venne sepolta nella KV35 di suo figlio Amenofi II. La tomba venne verosimilmente usata per Senetnay, moglie del sindaco di Tebe Sennefer (XVIII dinastia)[N 64];
- KV43: titolare Thutmose IV (XVIII dinastia); iscrizioni ieratiche nella prima camera della tomba informano che venne risistemata nell'anno ottavo di regno di Horemheb; nel corso della XXI dinastia il corpo del re venne traslato nella KV35[N 65];
- KV44: titolare non noto; si ritiene potesse essere stata predisposta per Anen, figlio di Yuya e Tuia e forse per sua moglie. La tomba venne riusata durante la XXII dinastia come sepoltura di Tentkerer, "Signora della casa" sotto Osorkon I. Negli anni '90 del '900 durante lavori di ripulitura, vennero rinvenuti al suo interno i resti di altri sette corpi differenti[N 66];
- KV45: titolare Userhat (?) supervisore dei campi di Amon (XVIII dinastia), assegnazione derivante da frammenti di vasi canopici e da uno scarabeo rinvenuti nel 1902; riutilizzata durante la XXII dinastia per la sepoltura di due corpi non recuperabili[N 67];
- KV46: titolari Yuya e Tuia, genitori della Regina Tiy, moglie di Amenofi III (XVIII dinastia); sono state rilevate le evidenze di tre distinti furti avvenuti all'interno della KV46 di cui almeno due durante i lavori di realizzazione delle tombe KV3 e KV4 giacché l'accesso venne ostruito con materiale di risulta proveniente da questi due scavi[N 68];
- KV47: titolare Siptah (XIX dinastia); all'interno della tomba, i cartigli in rilievo del re erano stati scalpellati e successivamente ripristinati dipingendoli. Ritenendo Siptah un usurpatore, è stato considerato che la damnatio memoriae sia stata perpetrata alla fine della XIX dinastia per motivi politici. La mummia di Siptah venne rinvenuta nella KV35[N 69];
- KV48: titolare Amenemipet (noto anche con il nome di Pairy), fratello di Sennefer, sindaco di Tebe, visir e governatore durante il regno di Amenofi II (XVIII dinastia); la vicinanza con la KV35, ove era sepolto il re, dimostra l'alta considerazione in cui il funzionario era tenuto dal sovrano[N 70];
- KV49: titolare non noto; forse usata come sepoltura alla fine del Nuovo Regno[N 71];
- KV50: titolare non noto; con le tombe KV51 e KV52 sono note come "le tombe degli animali" giacché ne contenevano le mummie non più esistenti; in questa erano sepolti un cane e una scimmia; la vicinanza con la KV35 ha fatto ritenere si trattasse degli animali prediletti da Amenofi II[N 72];
- KV51: titolare non noto; conteneva le mummie di tre scimmie, un babbuino, un ibis, e tre oche[N 72];
- KV52: titolare non noto; inaccessibile e mai esattamente mappata; conteneva la mummia di una scimmia; unico oggetto significativo rinvenuto un ostrakon con il testo: Hori capo degli scribi del Luogo della Verità (Deir el-Medina)[N 72];
- KV53: titolare non noto; inaccessibile e mai esattamente mappata[N 72];
- KV54: titolare non noto, molto verosimilmente si tratta solo di un pozzo in cui vennero riposti oggetti abbandonati dai ladri della KV62 di Tutankhamon[N 73];
- KV55: titolare forse Amenofi IV/Akhenaton, o regina Tiy, o Smenkhara (XVIII dinastia); si ritiene che la tomba, malridotta anche a causa di notevoli infiltrazioni d'acqua intervenute nei millenni, contenesse originariamente resti provenienti dalle tombe di Amarna successivamente distribuiti in altre sepolture. Originariamente chiusa con blocchi di calcare con il sigillo della necropoli, il corridoio venne successivamente riempito di detriti e almeno un tentativo di intrusione è riscontrato dopo tale accorgimento. Risigillata durante la XX dinastia, sul suo ingresso vennero scaricati detriti dello scavo della vicina KV6 di Ramses IX. La presenza di suppellettili e simboli risalenti a diverse personalità della XVIII, e la quasi totale mancanza di diari di scavo da parte degli scopritori, ha fatto sì che attorno a questa tomba sorgessero numerosi interrogativi anche sul suo occupante oggi generalmente indicato come Amenofi IV/Akhenaton[N 74];
- KV56: titolare non noto, forse un figlio di Seti II; la presenza di oggetti recanti i nomi di Tausert, Seti II e Ramses II ha fatto supporre si trattasse di materiale proveniente dalla KV14, di Tausert, usurpata da Sethnakht. Altri studi l'hanno identificata come tomba di un figlio di Seti II e Tausert per poche tracce di stucco laminato in oro verosimilmente provenienti da un piccolo sarcofago[N 75][31].;
- KV57: titolare Horemheb (XVIII dinastia); il sarcofago rotto e le pessime condizioni di un contenitore per vasi canopici e altre suppellettili funerarie dimostrano che la tomba venne saccheggiata. Alcuni resoconti in scrittura ieratica presenti nella tomba, e risalenti alla XXI dinastia, dimostrano che i locali vennero adibiti a magazzino di sepoltura per altre mummie poi rimosse e traslate, verosimilmente, nella KV35[N 76];
- KV58: titolare non noto, forse deposito di corredo funebre associato alla vicina KV57; la presenza di materiali legati ad Ay, ha fatto anche supporre si trattasse di un nascondiglio di materiale trafugato dalla KV23[N 77];
- KV59: titolare non noto; nessun'informazione sulla tomba e sulla sua scoperta; già nota nell'800, venne forse scavata da Howard Carter nel 1921[N 78];
- KV60: titolare, forse Sit-Ra detta anche In, nutrice di Hatshepsut (XVIII dinastia). Nella tomba vennero rinvenute due mummie, una delle quali, di Sit-Ra, è oggi al Cairo mentre l'altra è ancora nella tomba e si ritiene sia quella di Hatshepsut, qui traslata sotto Thutmose III[N 79];
- KV61: titolare non noto; all'atto della scoperta si ritenne potesse essere l'ingresso a una tomba più ampia, in realtà è poco più di un pozzo profondo 1,70 m circa[N 80];
- KV62: titolare Tutankhamon (XVIII dinastia); unica rinvenuta pressoché intatta, venne probabilmente prevista per un alto funzionario di Corte (forse Ay prima di diventare faraone). Venne saccheggiata almeno due volte come indicarono i sigilli della necropoli apposti sugli accessi. Risistemata probabilmente per l'ultima volta sotto Horemheb, ne venne dimenticata l'esistenza e la chiusura fu sotterrata sotto strati di detriti provenienti dallo scavo delle tombe successive[N 81];
- KV63: titolare forse Ankhesepaaton[N 82];
- KV64: titolare Nehemes Bastet[N 83];
- KV65: titolare sconosciuto[N 84].

Come sopra evidenziato, i proprietari di alcuni ipogei sono stati identificati anche per mezzo dei depositi di fondazione. Questi erano delle fosse che raccoglievano varie offerte e oggetti sacri che venivano sotterrati nel terreno prescelto per la costruzione di una tomba o di un tempio. Ciò avveniva alla presenza del faraone, dei sacerdoti e delle maestranze durante la cerimonia sacra che individuava la scelta del sito.

### Tabella "B": dimensioni delle tombe
|      | Altezza massima | Larghezza minima | Larghezza massima | Lunghezza totale | Superficie totale | Volume totale | Titolare                |
| ---- | --------------- | ---------------- | ----------------- | ---------------- | ----------------- | ------------- | ----------------------- |
| KV1  | 4,25            | 2,74             | 5,17              | 44,30            | 163,56            | 463,01        | Ramses VII              |
| KV2  | 5,21            | 1,24             | 8,32              | 88,66            | 304,88            | 1105,25       | Ramses IV               |
| KV3  | 3,13            | 1,03             | 7,71              | 53,47            | 193,36            | 464,98        | Figlio di Ramses III    |
| KV4  | 5,01            | 2,75             | 11,30             | 104,09           | 503,50            | 1682,19       | Ramses XI               |
| KV5  | 2,85            | 0,61             | 15,43             | 443,20           | 1266,47           | 2154,82       | Figli di Ramses II      |
| KV6  | 4,61            | 0,81             | 8,55              | 105,02           | 396,41            | 1076,35       | Ramses IX               |
| KV7  | 5,82            | 0,74             | 13,06             | 168,05           | 868,40            | 2286,43       | Ramses II               |
| KV8  | 6,46            | 0,75             | 14,86             | 164,86           | 772,54            | 2622,08       | Merenptah               |
| KV9  | 6,92            | 2,48             | 13,03             | 116,84           | 510,07            | 1572,26       | Ramses V e Ramses VI    |
| KV10 | 3,81            | 0,98             | 9,47              | 105,34           | 350,27            | 821,23        | Amenemes                |
| KV11 | 6,55            | 0,75             | 13,85             | 188,11           | 726,33            | 2174,29       | Ramses III              |
| KV12 | 5,42            | 0,93             | 5,55              | 92,33            | 253,83            | 476,77        | sconosciuto             |
| KV13 | 2,75            | 0,85             | 5,09              | 71,37            | 180,99            | 381,67        | Bay                     |
| KV14 | 6,01            | 0,89             | 13,31             | 158,41           | 628,55            | 2128,83       | Tausert e Sethnakht     |
| KV15 | 3,50            | 2,17             | 8,06              | 88,65            | 298,11            | 816,53        | Seti II                 |
| KV16 | 4,96            | 1,28             | 6,26              | 49,34            | 147,94            | 283,83        | Ramses I                |
| KV17 | 6,05            | 0,66             | 13,19             | 138,19           | 649,04            | 1900,35       | Seti I                  |
| KV18 | 4,44            | 2,74             | 3,70              | 42,68            | 144,32            | 319,73        | Ramses X                |
| KV19 | 3,79            | 2,74             | 3,69              | 38,68            | 132,83            | 240,13        | Montuherkhepshef        |
| KV20 | 4,53            | 0,69             | 7,17              | 210,32           | 513,29            | 1094,63       | Thutmose I e Hatshepsut |
| KV21 | 5,71            | 0,88             | 6,78              | 41,04            | 120,29            | 305,73        | sconosciuto             |
| KV22 | 4,98            | 0,79             | 8,42              | 126,68           | 554,92            | 1485,88       | Amenofi I               |
| KV23 | 5,44            | 1,51             | 8,89              | 60,16            | 212,22            | 618,26        | Ay                      |
| KV24 | 2,50            | 1,35             | 5,63              | 6,42             | 23,36             | 47,37         | sconosciuto             |
| KV25 | 2,39            | 1,95             | 2,39              | 15,59            | 35,58             | 36,27         | sconosciuto             |
| KV26 | n.n.            | 0,80             | 2,84              | 11,26            | 20,05             | n.n.          | sconosciuto             |
| KV27 | 2,89            | 0,89             | 7,65              | 20,78            | 91,87             | 178,50        | sconosciuto             |
| KV28 | 2,39            | 0,64             | 6,23              | 8,19             | 28,88             | 55,09         | sconosciuto             |
| KV29 | n.n.            | 1,14             | 1,14              | 1,39             | 1,62              | n.n.          | sconosciuto             |
| KV30 | 2,71            | 0,93             | 3,15              | 42,06            | 105,12            | 210,58        | sconosciuto             |
| KV31 | 0,98            | 1,74             | 1,74              | 3,25             | 5,65              | 5,30          | sconosciuto             |
| KV32 | 6,11            | 1,03             | 6,17              | 39,67            | 106,30            | 312,42        | Tia'a                   |
| KV33 | n.n.            | n.n.             | n.n.              | n.n.             | n.n.              | n.n.          | sconosciuto             |
| KV34 | 4,86            | 1,08             | 8,52              | 76,11            | 310,92            | 792,71        | Thutmose III            |
| KV35 | 3,44            | 0,94             | 10,15             | 91,87            | 362,85            | 852,21        | Amenofi II              |
| KV36 | 1,62            | 1,01             | 4,03              | 6,34             | 18,54             | 24,77         | Maiherpera              |
| KV37 | 1,96            | 1,12             | 4,05              | 18,39            | 38,04             | 61,38         | sconosciuto             |
| KV38 | 2,64            | 1,22             | 5,78              | 37,31            | 133,16            | 207,77        | Thutmose I              |
| KV39 | 4,94            | 1,12             | 3,92              | 104,34           | 210,05            | 475,82        | Amenofi I (?)           |
| KV40 | n.n.            | 2,00             | 2,00              | 2,24             | 3,57              | n.n.          | sconosciuto             |
| KV41 | 11,23           | 1,82             | 1,82              | 1,62             | 2,96              | 33,13         | sconosciuto             |
| KV42 | 4,32            | 0,86             | 7,61              | 58,18            | 184,77            | 423,60        | Hatshepsut-Meryet-Ra    |
| KV43 | 5,32            | 0,89             | 10,26             | 105,73           | 407,70            | 1062,36       | Thutmose IV             |
| KV44 | n.n.            | 0,75             | 5,65              | 6,00             | 22,59             | n.n.          | sconosciuto             |
| KV45 | n.n.            | 0,91             | 5,36              | 5,80             | 20,09             | n.n.          | Userhat                 |
| KV46 | 4,51            | 1,25             | 10,02             | 21,31            | 62,36             | 135,63        | Yuya e Tuia             |
| KV47 | 5,30            | 1,79             | 13,72             | 124,93           | 501,42            | 1560,95       | Siptah                  |
| KV48 | 2,02            | 0,93             | 4,69              | 8,43             | 31,02             | 57,49         | Amenemipet              |
| KV49 | 2,24            | 1,00             | 3,50              | 24,14            | 46,61             | 69,72         | sconosciuto             |
| KV50 | 1,51            | 0,79             | 1,59              | 3,79             | 5,11              | 5,25          | sconosciuto             |
| KV51 | 1,90            | 0,74             | 2,66              | 7,67             | 17,86             | 29,94         | sconosciuto             |
| KV52 | 1,26            | 0,81             | 1,37              | 4,50             | 5,25              | 4,30          | sconosciuto             |
| KV53 | 1,88            | 1,11             | 5,17              | 8,44             | 36,56             | 65,47         | sconosciuto             |
| KV54 | n.n.            | 1,17             | 1,17              | 1,69             | 2,00              | n.n.          | cache di Tutankhamon    |
| KV55 | 3,93            | 1,34             | 6,63              | 27,61            | 84,30             | 185,25        | Tiy (?)/Akhenaton (?)   |
| KV56 | 3,13            | 1,39             | 7,59              | 7,34             | 39,25             | 109,67        | sconosciuto             |
| KV57 | 5,36            | 0,66             | 8,94              | 127,88           | 472,61            | 1328,17       | Horemheb                |
| KV58 | 2,36            | 1,49             | 4,05              | 7,04             | 23,67             | 48,86         | sconosciuto             |
| KV59 | n.n.            | 2,11             | 2,11              | 3,01             | 6,40              | n.n.          | sconosciuto             |
| KV60 | 1,92            | 1,00             | 6,57              | 20,98            | 55,66             | 86,62         | Sit-Ra                  |
| KV61 | 1,71            | 1,35             | 3,30              | 6,34             | 15,49             | 22,38         | sconosciuto             |
| KV62 | 3,68            | 0,66             | 7,86              | 30,79            | 109,83            | 277,01        | Tutankhamon             |
| KV63 | n.n.            | n.n.             | n.n.              | n.n.             | n.n.              | n.n.          | sconosciuto             |
| KV64 | n.n.            | n.n.             | n.n.              | n.n.             | n.n.              | n.n.          | sconosciuto             |
| KV65 | n.n.            | n.n.             | n.n.              | n.n.             | n.n.              | n.n.          | sconosciuto             |

### Tabella "C": XVIII-XIX-XX dinastia
Ipotizzando che tutti i re delle dinastie XVIII-XIX-XX siano stati sepolti nella Valle dei Re, si riporta l'elenco dei sovrani delle dinastie con l'annotazione delle tombe (ove note):
| Re                            | Dinastia | Tomba | Regno (~date a.C.) |
| ----------------------------- | -------- | ----- | ------------------ |
| Ahmose I                      | XVIII    | -     | 1549-1524          |
| Amenofi I                     | XVIII    | KV39  | 1524-1503          |
| Thutmose I                    | XVIII    | KV38  | 1503-1491          |
| Thutmose II                   | XVIII    | -     | 1491-1479          |
| Thutmose III                  | XVIII    | KV33  | 1479-1424          |
| Hatshepsut                    | XVIII    | KV20  | 1424-1398          |
| Amenofi II                    | XVIII    | KV35  | 1398-1388          |
| Thutmose IV                   | XVIII    | KV43  | 1398-1388          |
| Amenofi III                   | XVIII    | KV22  | 1388-1348          |
| Amenofi IV/Akhenaton          | XVIII    | -     | 1360-1343          |
| Akhenaton (?) / Smenkhara (?) | XVIII    | KV55  | 1346-1343          |
| Tutankhamon                   | XVIII    | KV62  | 1343-1333          |
| Ay                            | XVIII    | KV23  | 1333-1328          |
| Horemheb                      | XVIII    | KV57  | 1328-1298          |
| Ramses I                      | XIX      | KV16  | 1298-1292          |
| Seti I                        | XIX      | KV17  | 1296-1279          |
| Ramses II                     | XIX      | KV7   | 1279-1212          |
| Merenptah                     | XIX      | KV8   | 1212-1201          |
| Seti II                       | XIX      | KV15  | 1201-1195          |
| Amenmesse                     | XIX      | KV10  | 1200-1196          |
| Siptah                        | XIX      | KV47  | 1195-1189          |
| Tausert                       | XIX      | KV14  | 1189-1187          |
| Sethnakht                     | XX       | KV14  | 1187-1185          |
| Ramses III                    | XX       | KV11  | 1185-1153          |
| Ramses IV                     | XX       | KV2   | 1153-1146          |
| Ramses V                      | XX       | -     | 1146-1141          |
| Ramses VI                     | XX       | KV9   | 1141-1133          |
| Ramses VII                    | XX       | KV1   | 1133-1125          |
| Ramses VIII                   | XX       | -     | 1125-1123          |
| Ramses IX                     | XX       | KV6   | 1123-1104          |
| Ramses X                      | XX       | -     | 1104-1094          |
| Ramses XI (?)                 | XX       | KV4   | 1094-1164          |
| Herihor                       | XX       | -     | 1075-1069          |

## Il villaggio operaio

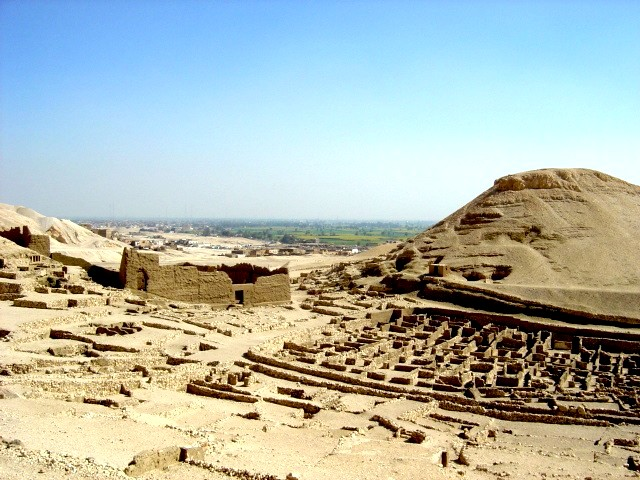
Il villaggio operaio di Deir el-Medina

Un'area tanto vasta, così importante nel panorama politico-religioso dell'antico Egitto e il cui impiego durerà per circa 5 secoli, aveva necessariamente bisogno di maestranze specializzate e dedicate a tempo pieno alla progettazione, allo scavo delle tombe, nonché alla loro decorazione e sicurezza.
A sud est, poco discosto dalla Valle e da questa separato solo da un crinale, esisteva perciò un insediamento abitativo che ospitava gli operai, gli artigiani e gli artisti, che lavoravano alla realizzazione e alla manutenzione delle tombe della valle, ed erano noti come "i servi del Luogo della Verità".
Si tratta del villaggio di Deir el-Medina, uno dei tre villaggi destinati agli operai egizi di cui si ha notizia.
Il luogo in cui sorge il villaggio, di cui si hanno però notizie fin dall'XI dinastia, è relativamente lontano dal Nilo ed è circondato da mura, verosimilmente con intento difensivo, ma forse maggiormente con intento restrittivo della libertà degli operai, i quali erano tuttavia, per ogni altro aspetto, liberi e regolarmente salariati.
Il villaggio comprendeva abitazioni per le maestranze e per i funzionari; la popolazione, di media, non superò mai le cento-centocinquanta unità in un ambiente decisamente cosmopolita, cosmopolitismo peraltro confermato dalla presenza di 16 templi di altrettante divinità, non tutte del pantheon egizio, tra cui Osiride, Hathor, Ptah, Mertseger, i re divinizzati Amenofi I (cui si dovrebbe la scelta della Valle per la sepolture regali e verosimilmente la fondazione del villaggio) e Ramses II, e la regina Ahmose Nefertari, madre di Amenofi II.
Gli operai, suddivisi in due squadre di 60 unità, lavoravano nella Valle, che raggiungevano seguendo un sentiero che ancora oggi è percorribile e sul quale erano peraltro posizionate le sentinelle che proteggevano le sepolture, per una "settimana" lavorativa di dieci giorni cui seguiva un periodo di riposo di due giorni.

## La Valle nella storia dell'archeologia
La passione per l'antico Egitto ha sempre spinto curiosi e appassionati a visitare la Valle dei Re, fin dall'antichità e ancor prima che l'avventura archeologica incominciasse con il suo corredo di scoperte.

### Greci e Romani
Dopo il declino della Valle quale luogo di sepoltura dei re delle dinastie XVIII, XIX e XX, del luogo si perse anche il ricordo. Si ricomincia a trattare della valle nel I secolo a.C. con i greco-macedoni qui giunti al seguito di Alessandro Magno. Dal III secolo a.C. al II secolo d.C. l'Egitto fu meta di curiosi e appassionati, tra i quali l'Imperatore Adriano nel 130. I primi studiosi della Valle, tanto da lasciare vere e proprie guide, sono da indicarsi negli scrittori greci Diodoro Siculo (che visitò l'Egitto tra il 60 a.C. e il 56 a.C.) e Strabone (tra il 25 e il 24 a.C.). Entrambi indicarono, basandosi tuttavia sui racconti di sacerdoti egizi, un numero di tombe compreso tra 47 (Diodoro) e 40 (Strabone).
Se si escludono alcune migliaia di graffiti coevi alla realizzazione delle tombe, circa 2000 sono quelli oggi noti in greco e latino, lasciati dai primi visitatori della Valle; altri sono stati rinvenuti in fenicio, cipriota, licio, nonché altre lingue e in copto. Dalle date rilevabili e in base ai testi, è stato possibile valutare che il periodo invernale, da gennaio ad aprile, era quello di maggior affluenza nella Valle (24 testi), mentre i meno frequentati erano l'autunno, da settembre a dicembre (11 graffiti datati) e l'estate, da maggio ad agosto (10 graffiti).
Il graffito più antico, individuato nella tomba KV1 di Ramses VII, risalirebbe al 278 a.C., mentre il più recente reca la firma di Orion, governatore dell'Alto Egitto, e risale al 537 d.C..
La tomba maggiormente soggetta a graffiti è la KV9 di Ramses VI che ne ospita circa un migliaio. Tra questi uno in greco che assegna la tomba a Memnone, eroe morto durante l'assedio di Troia.

#### Tabella "D": distribuzione dei graffiti greco-romani
Quanto alla distribuzione dei graffiti all'interno delle tombe si veda la tabella:
|                   | N. graffiti | Nell'entrata | Nella tomba |
| ----------------- | ----------- | ------------ | ----------- |
| Ramses VII (KV1)  | 132         | -            | X           |
| Ramses IV (KV2)   | 656         | -            | X           |
| Ramses XI (KV4)   | 58          | X            | -           |
| Ramses IX (KV6)   | 46          | X            | -           |
| Ramses II (KV7)   | 4           | X            | -           |
| Merenptah (KV8)   | 121         | X            | -           |
| Ramses V/VI (KV9) | 995         | -            | X           |
| Amenmesse (KV10)  | 7           | X            | -           |
| Ramses III (KV11) | 19          | X            | -           |
| Seti II (KV15)    | 59          | -            | X           |

### I primi viaggiatori (1595-1792)

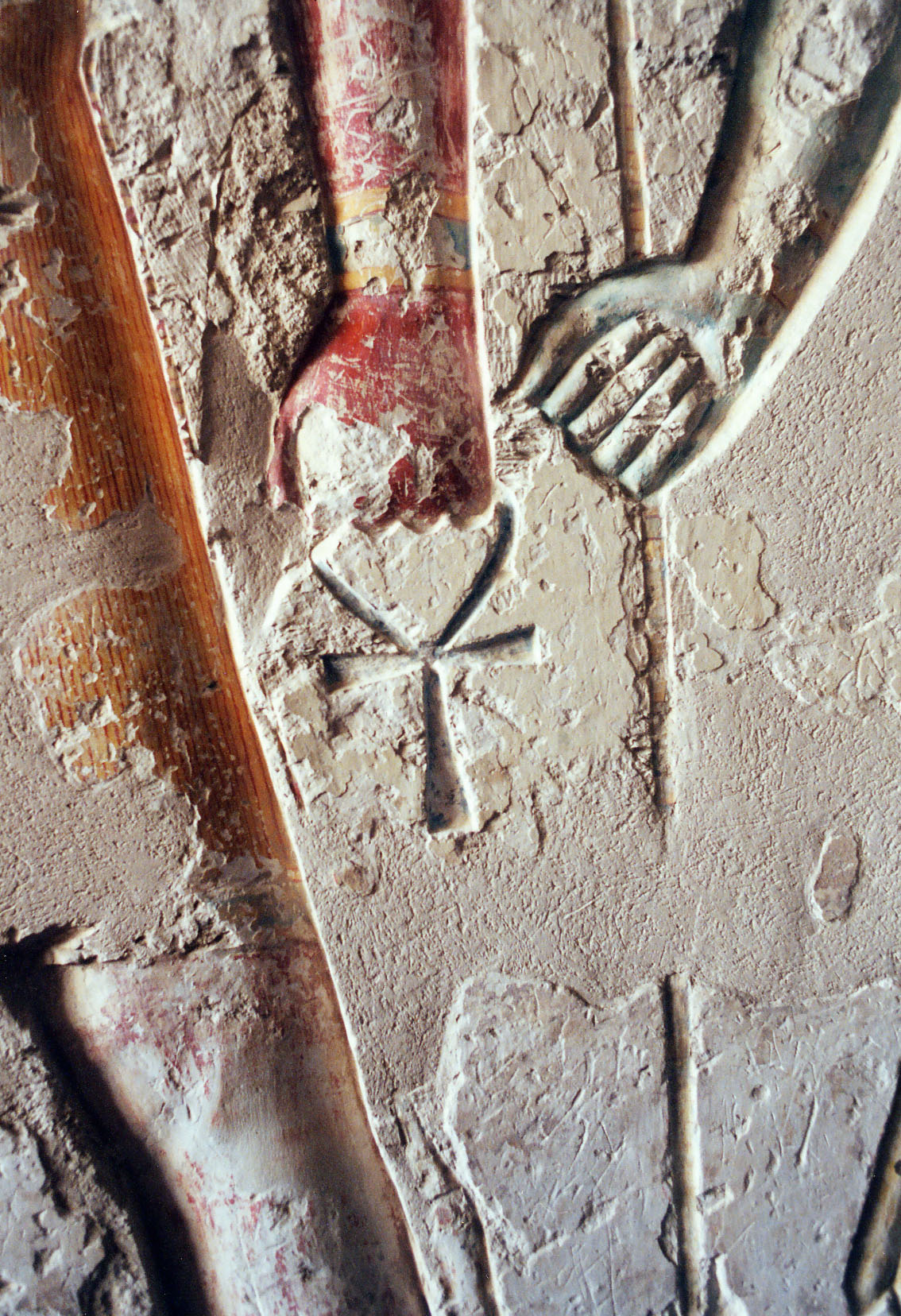
Rilievi della Tomba di Ramses VI (particolare)

Dopo il periodo greco-romano, la Valle dei Re cadde nuovamente nell'oblio fatto salvo per comunità cristiano-copte che occuparono le tombe più facilmente raggiungibili trasformandole, oltre che in abitazioni, in chiese.
L'interesse per l'Egitto in questo periodo si incentrò sul Basso Egitto, a nord del paese, e anche questo contribuì a far dimenticare l'esistenza della Valle dei Re fino a che il cartografo fiammingo Abraham Ortelius, in una sua mappa del 1595, non identificò Luxor con l'omerica "Tebe dalle cento porte".
Primo viaggiatore che raggiunse "il luogo delle mummie chiamato Biban el Melouc" fu il padre cappuccino Charles-François d'Orléans, che vi giunse nel 1668 assieme al confratello Protais. Nel 1708 fu la volta di Padre Claude Sicard, capo della missione gesuitica a Il Cairo, nel più ampio quadro di un viaggio in Egitto che durò fino al 1726. È noto che padre Sicard avesse localizzato 10 tombe, ma non esiste riscontro giacché le carte relative a questa tappa del suo viaggio sono andate perse.
La prima pubblicazione organica sulla Valle, e un primo tentativo di classificazione delle tombe con lettere dell'alfabeto, si deve a un inglese, Richard Pococke (successivamente vescovo di Meath, in Irlanda), che visitò il Paese negli anni '30 del '700, e pubblicò nel 1742 Osservazioni sull'Egitto in cui precisò di aver visitato 15 tombe. A ricordo della sua missione nella Valle, egli lasciò un graffito il 16 settembre 1739 di cui oggi non si ha più traccia, ma che venne notato da un altro viaggiatore inglese, Sir William Richard Hamilton.
Nel 1768, James Bruce visitò la Valle e nel 1790 descrisse dettagliatamente la tomba KV11 di Ramses III tanto che tale sepoltura è oggi nota anche come "tomba Bruce" o "tomba delle arpiste".
I resoconti di viaggio dell'esploratore inglese William George Browne, che giunse nella Valle nel 1792 appaiono importanti poiché sono i primi a testimoniare un interesse nelle ricerche da parte delle popolazioni locali; si testimonia, infatti che: "da circa trent'anni" il figlio dello Sceicco Hamam sta eseguendo ricerche "con la speranza di trovare tesori".

### Antiquari, mercanti e sapienti (1672 - 1820)
Il rinnovato interesse per l'antico Egitto fece nascere sempre più una sorta di mania di collezionismo che spinse molti nobili e sovrani a sovvenzionare spedizioni alla ricerca di tesori o di semplici oggetti con cui arricchire la propria collezione privata. La prima spedizione di tal genere si deve al tedesco Padre Johann Michael Vansleb che nel 1672, per ordine di re Luigi XIV di Francia, raggiunse la valle per cercarvi "manoscritti, antiche monete, statue, bassorilievi di buona fattura per la raccolta di Sua Maestà". La spedizione si risolse, sotto il profilo strettamente archeologico e di rinvenimento di tesori, in maniera negativa, ma aprì di certo la strada alle successive.
Solo nel 1693 il console francese Benoît de Maillet suggerì di fare viaggi in Egitto e nella Valle dei Re non solo per collezionare valori ma anche per studiare le tombe.

#### Napoleone

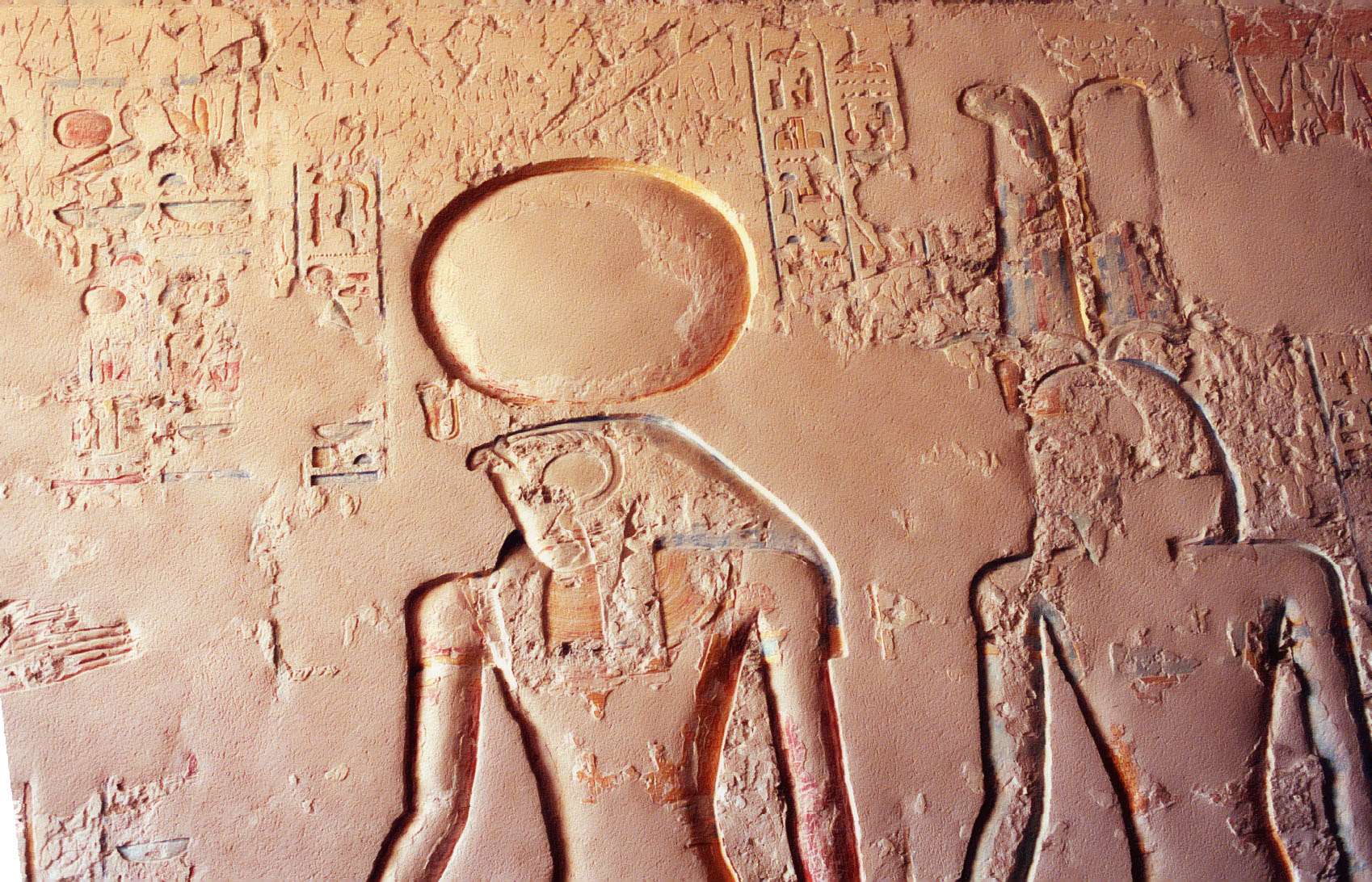
Rilievi dalla tomba di Ramses VI: Horus e Amon

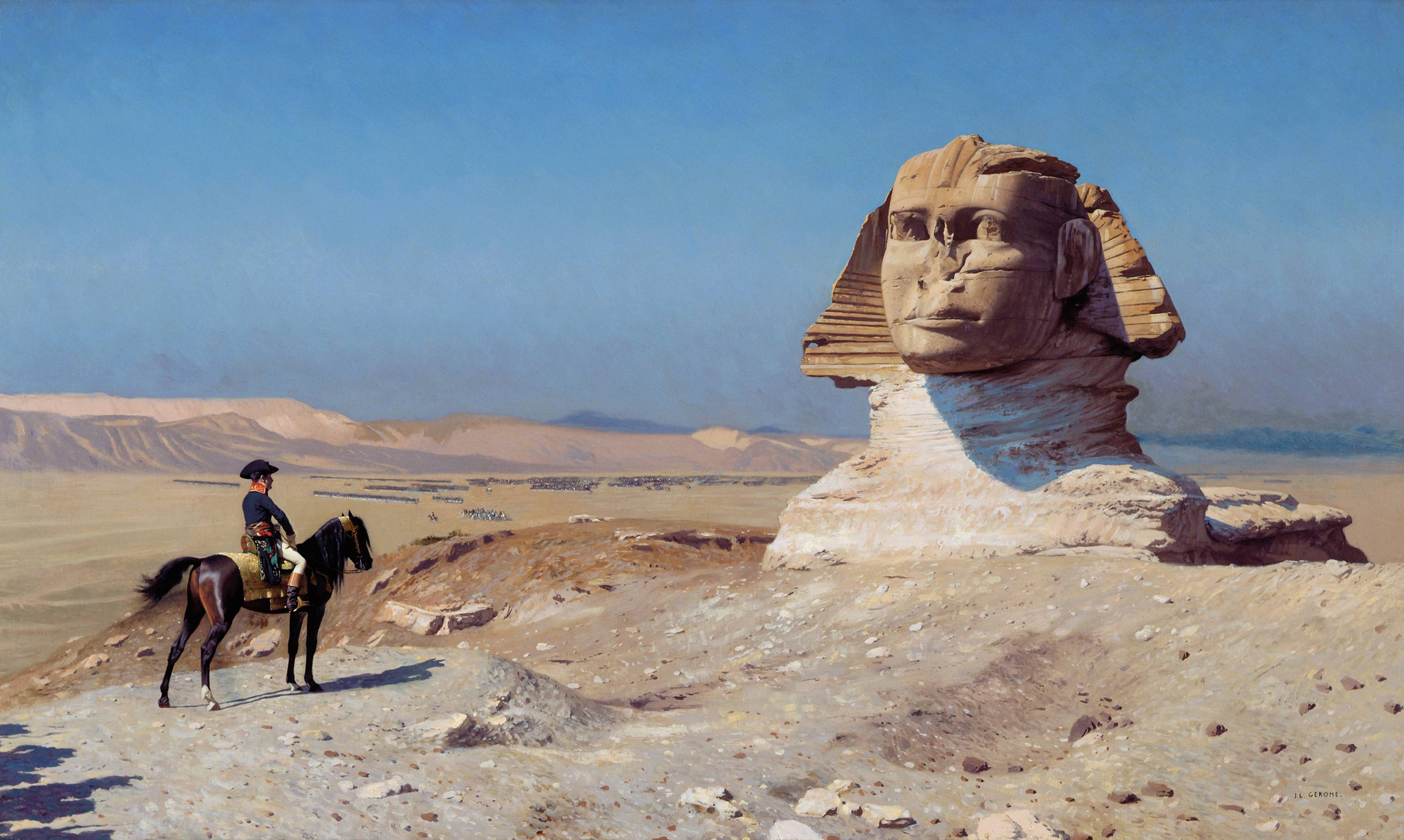
Bonaparte davanti alla Sfinge, dipinto di Jean-Léon Gérôme

Nel 1798 Napoleone Bonaparte tentò l'avventura egiziana per assicurare alla Francia un passaggio verso le ricchezze dell'India attraverso Suez. Della sua Armata facevano parte anche 139 Savants (ovvero "sapienti") il cui ruolo era, pur se alle dipendenze di un esercito in pieno assetto di guerra, quello di studiare ogni possibile aspetto geografico, storico, antropologico, del paese moderno, ma anche di quello antico. Tra tali saggi, ma in questo caso non facente parte del gruppo, figurava il barone Vivant Denon che nel 1802 pubblicò Voyages dans le Basse et la Haute Egypt, un resoconto che contribuì ancor di più a scatenare la passione europea, e non solo, per l'antico Egitto.
Se la spedizione militare si risolse in un disastro per Napoleone, quella antropologico-culturale degli studiosi, seppure ridotti di un terzo per perdite varie, proseguì nella sua attività di studio e il 25 gennaio 1799 raggiunse Tebe e la Valle dei Re.
Gli studiosi — che nel frattempo avevano fondato l'Institut d'Égypte — si appassionarono alla Valle e a due di essi, Jean-Baptiste Prosper Jollois ed Édouard de Villiers du Terrage, venne dato espresso incarico di mappare la valle e studiarla, tracciando planimetrie delle tombe e riportando disegni dei rilievi. La cartografia conseguente fu una delle più esatte, da quella "primitiva" di Pococke di circa 60 anni prima, e riportò l'ubicazione esatta di 16 tombe. Analogamente furono perfetti, e oggi unico ricordo in molti casi, i disegni dei rilievi tombali e delle pitture.
Il lavoro di Jollois e de Villiers confluì poi nell'opera monumentale, voluta dallo stesso Napoleone, della Description de l'Égypte che venne pubblicata tra il 1809 e il 1822 in 19 volumi.

#### Drovetti, Salt e Belzoni
Dell'Armata Napoleonica, che era entrata in Egitto nel 1798, faceva parte anche il colonnello Bernardino Drovetti, piemontese di nascita, comandante di squadrone degli ussari piemontesi. A partire dal 1803, e nei successivi trent'anni, svolse attività diplomatiche in Egitto, dapprima come incaricato d'affari e poi come console generale francese.
Grande collezionista di oggetti antichi, a partire dal 1816 intraprese un viaggio nel Paese che lo portò fino alla seconda cataratta del Nilo.
Avvalendosi, peraltro, della collaborazione dell'italiano Giovanni Battista Belzoni, eseguì inoltre scavi nell'area tebana, e segnatamente nella Valle dei Re, ricorrendo anche, come era d'uso in quei tempi, a metodi drastici, ivi compreso l'uso della dinamite, per ottenere i risultati desiderati.
La sua prima collezione di materiale egittologico, costituita da circa ottomila pezzi, venne venduta nel gennaio 1824, per la cifra di 400.000 lire, a Carlo Felice, re di Sardegna; fu questo l'embrione del Museo Egizio di Torino.
Durante l'assenza del Drovetti, nel 1816, era intanto giunto in Egitto Henry Salt, console generale britannico e, a sua volta, appassionato collezionista di reperti egizi. La rivalità tra i due consoli generali divenne così aspra che Sir Fredrick Henniker ebbe a scrivere: «Una linea di demarcazione è stata tracciata attraverso ogni tempio e quegli edifici, che avevano superato gli attacchi dei barbari, non resisteranno alla speculazione della cupidigia civilizzata dei virtuosi e degli antiquari».
La tensione tra i due consoli si acuì ulteriormente quanto, nel 1817, Giovanni Battista Belzoni passò alle dipendenze di Salt e cominciò, inoltre, a ottenere ottimi risultati nella Valle dei Re. Tra gli altri lavori che Salt commissionò a Belzoni, il trasporto dalla tomba Bruce, di Ramses III (KV11) fino al Nilo, e quindi in Francia dove sarebbe entrata a far parte prima della collezione privata del Re Luigi XVIII e poi di quella del Louvre, il sarcofago del Re.
I rapporti tra Belzoni e Salt, tuttavia, però ben presto si deteriorarono anche perché il console britannico si rifiutò di dare il giusto risalto alla figura dell'italiano per le sue effettive scoperte tra cui otto nuove tombe. Tra queste particolare merito spetta al Belzoni per la scoperta della KV17 di Seti I, detta anche "la Cappella Sistina egiziana" per le sue bellissime pitture parietali, oggi nota, appunto, come "tomba Belzoni".
Interrotta la collaborazione con Salt, Belzoni proseguì per un certo periodo a lavorare nella Valle e, dalla KV17 di Seti I, trasse il sarcofago di alabastro translucido che portò a Londra e offrì, per 2.000 sterline, al British Museum che rifiutò suscitando le ire dell'opinione pubblica per il mancato acquisto. Il sarcofago venne poi acquistato, nel 1824, dall'architetto britannico John Soane che lo installò nella "cripta" della sua casa di Londra, in Lincoln's Inn Fields, ove ancora oggi si trova.

##### Tabella "E": tombe scoperte da Belzoni
| N. assegnato da Belzoni | Titolare                   | Numerazione della Valle |
| ----------------------- | -------------------------- | ----------------------- |
| 1                       | Ay                         | KV23                    |
| 2                       | forse Amenofi IV/Akhenaton | KV25                    |
| 3                       | Ramses I                   | KV16                    |
| 4                       | (due mummie femminili)     | KV21                    |
| 5                       | Mentuherkhepeshef          | KV19                    |
| 6                       | Seti I                     | KV17                    |
| 7                       | (non noto)                 | KV30                    |
| 7 (sic)                 | (non noto)                 | KV31                    |

#### I "dilettanti"
Accanto ai ricercatori di tesori, o agli studiosi e "sapienti", sono di certo da annoverare i "dilettanti" senza, comunque, voler dare a tale termine un valore dispregiativo, giacché in alcuni casi proprio l'opera di non professionisti ancora oggi perdura. Sono questi, del resto, gli anni in cui, con la decifrazione dei geroglifici da parte di Jean-François Champollion, nasce l'egittologia e proprio i dilettanti cui si fa riferimento, saranno poi considerati i padri di questa nuova branca dell'archeologia.

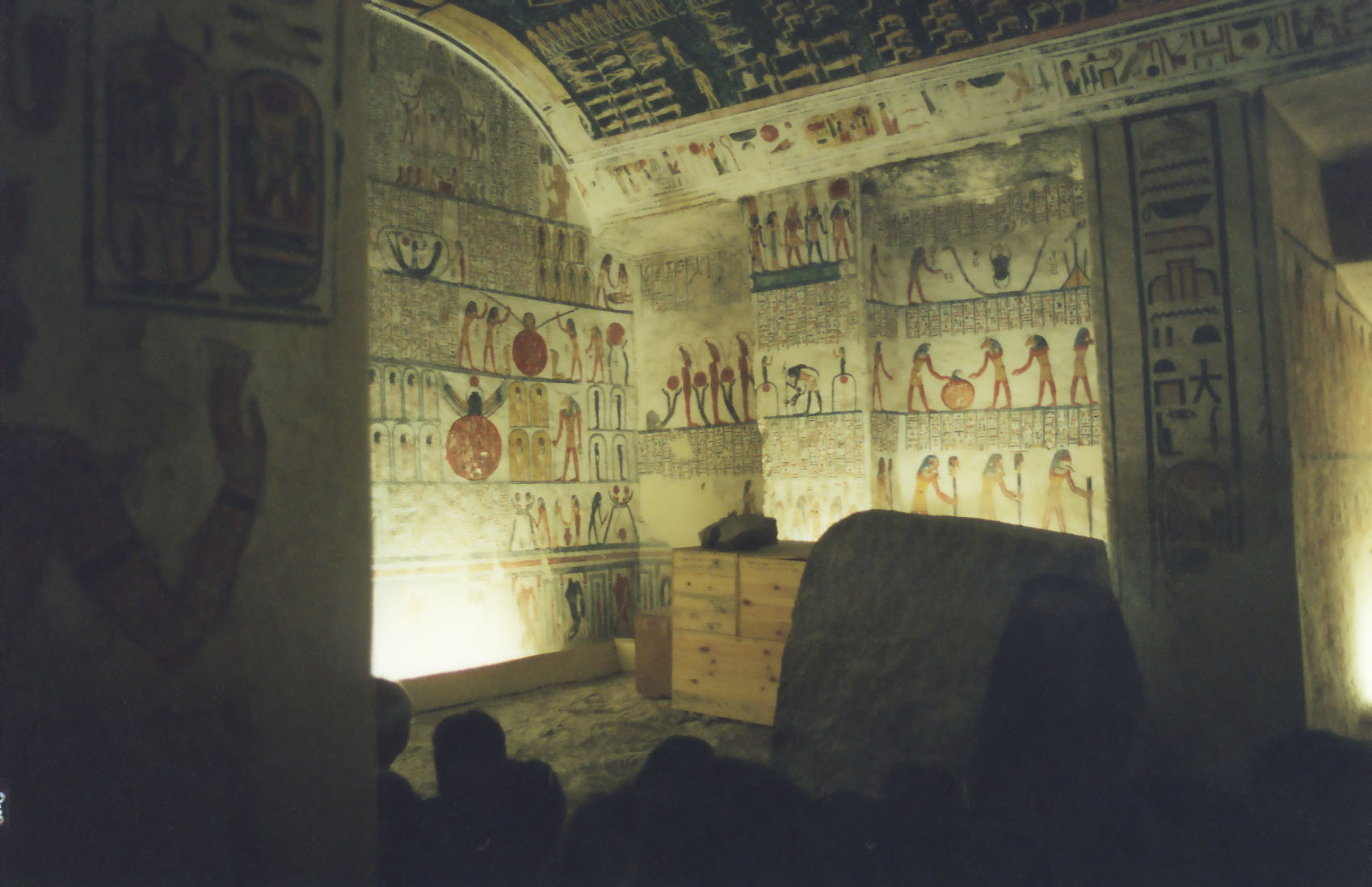
La camera funeraria della tomba di Ramses VI

In questo senso, particolarmente importante fu l'opera di John Gardner Wilkinson, annoverato oggi tra i padri dell'egittologia; destinato alla carriera militare, di fatto, la sua passione per l'antico Egitto lo portò nel Paese per lungo tempo e a lui, specialmente appassionato di epigrafia e di rilievi tombali, si deve tra l'altro il sistema di numerazione delle tombe della Valle ancor oggi utilizzato e che egli assegnò, dipingendo materialmente i numeri all'ingresso, alle sepolture all'epoca note, da 1 a 21. A queste vanno aggiunte quattro altre tombe già note nella West Valley che, all'epoca, Wilkinson classificò a parte da 1 a 4, ma che oggi vengono indicate con la numerazione progressiva della Valle (da KV22 a KV25, ma note anche come WV22 a WV25).
Altro "dilettante" che ha tuttavia lasciato il suo indelebile ricordo nella storia della Valle dei Re fu James Burton che compì numerosi scavi e il cui impegno contribuì anche alla salvaguardia di alcune delle tombe più importanti come, ad esempio, la KV17, la "Tomba Belzoni", di Seti I. Egli provvide infatti alla costruzione di piccole dighe innanzi all'ingresso e allo svuotamento del pozzo esistente all'inizio della tomba, che era stato riempito da Belzoni per consentire un più agevole svolgersi dei lavori all'interno del sepolcro e che, come nell'antichità, riacquistò perciò il proprio compito di raccolta delle acque piovane le quali, altrimenti, avrebbero invaso la tomba.
A Burton si deve inoltre l'inizio dei lavori di svuotamento della KV20 di Hatshepsut che, sospesi per timore di esalazioni venefiche, venne poi completato, oltre 80 anni dopo, da Howard Carter per conto di Theodore Davis. Burton, inoltre, strisciando in un cunicolo strettissimo, penetrò nella KV5 senza però spingersi oltre e non identificandola, perciò, come quella dei figli di Ramses II e la più grande a oggi scoperta nella Valle. Anche Burton, così come Wilkinson, assegnò un riferimento alle tombe conosciute, ma nel suo caso preferì ricorrere a lettere dell'alfabeto. Il lavoro svolto da Burton non fu mai pubblicato; dopo la sua morte, venne tuttavia raccolto in 63 volumi, oggi al British Museum.
Nel decennio 1820-1830 la Valle dei Re vide un altro appassionato frequentatore: il ricchissimo antiquario Robert Hay, lontano cugino di Burton, che installò la sua base all'interno della tomba di Ramses IV (KV2) non disdegnando di utilizzare quale "stanza per gli ospiti" la tomba KV9 di Ramses VI, nonché altre sepolture per l'alloggiamento del suo seguito. Anche il suo lavoro, come quello di Burton, venne raccolto postumo in 49 volumi oggi alla British Library. A lui si deve inoltre un terzo sistema di catalogazione delle tombe della Valle semplicemente numerate in ordine progressivo in funzione delle sue visite.

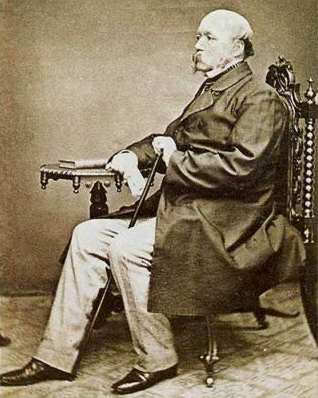
John Gardner Wilkinson

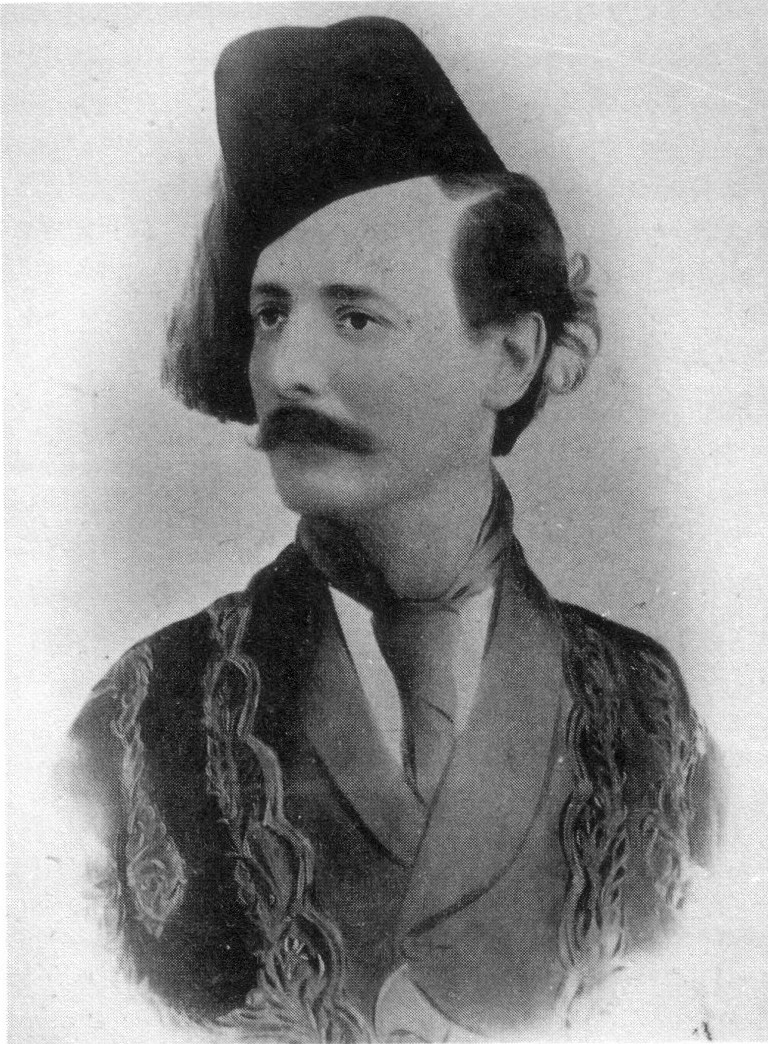
Robert Hay

##### Tabella "F": differenti catalogazioni delle tombe
|      | Numerazione assegnata da Wilkinson       | Catalogazione assegnata da Burton                     | Catalogazione assegnata da Hay |
| ---- | ---------------------------------------- | ----------------------------------------------------- | ------------------------------ |
| KV1  | 1                                        | O                                                     | 1                              |
| KV2  | 2                                        | N                                                     | 2                              |
| KV3  | 3                                        | P                                                     | 3                              |
| KV4  | 4                                        | Q                                                     | 4                              |
| KV5  | 5                                        | M                                                     | 8                              |
| KV6  | 6                                        | L                                                     | 9                              |
| KV7  | 7                                        | K                                                     | 10                             |
| KV8  | 8                                        | I                                                     | 14                             |
| KV9  | 9                                        | H                                                     | 15                             |
| KV10 | 10                                       | G                                                     | 16                             |
| KV11 | 11                                       | F                                                     | 17                             |
| KV12 | 12                                       | -                                                     | 18                             |
| KV13 | 13                                       | E                                                     | 19                             |
| KV14 | dapprima indicata con S poi 14           | D                                                     | 20                             |
| KV15 | dapprima indicata con T poi 15           | C                                                     | 21                             |
| KV16 | 16                                       | X                                                     | 11                             |
| KV17 | 17                                       | W                                                     | 12                             |
| KV18 | 18                                       | V                                                     | 13                             |
| KV19 | 19                                       | S                                                     | 6                              |
| KV20 | 20                                       | R                                                     | 7                              |
| KV21 | 21                                       | T                                                     | -                              |
| KV22 | WV1                                      | -                                                     | -                              |
| KV23 | WV2                                      | -                                                     | -                              |
| KV24 | WV3                                      | -                                                     | -                              |
| KV25 | WV4                                      | -                                                     | -                              |
| KV26 | -                                        | ubicazione nota, ma catalogazione non assegnata       | 22                             |
| KV27 | ubicazione nota, ma numero non assegnato | -                                                     | -                              |
| KV28 | ubicazione nota, ma numero non assegnato | -                                                     | -                              |
| KV29 | ubicazione nota, ma numero non assegnato | ubicazione nota, ma catalogazione non assegnata       | -                              |
| KV30 | -                                        | ubicazione nota, ma catalogazione non assegnata       | 23                             |
| KV31 | -                                        | ubicazione nota, ma catalogazione non assegnata       | 24                             |
| KV32 | -                                        | ubicazione nota, ma catalogazione non assegnata       | 24 (sic)                       |
| KV33 | -                                        | ubicazione forse nota, ma catalogazione non assegnata | -                              |

### Le grandi spedizioni (1828 - 1840)
L'importanza della ricerca "sul campo" sotto il profilo storico artistico spinse i governi a coinvolgersi nelle spedizioni, fornendo alle stesse una valenza ben diversa che non fosse esclusivamente il profitto o la ricerca privata e inorganica di oggetti e "tesori" svincolati dal contesto.

#### Rosellini e Champollion

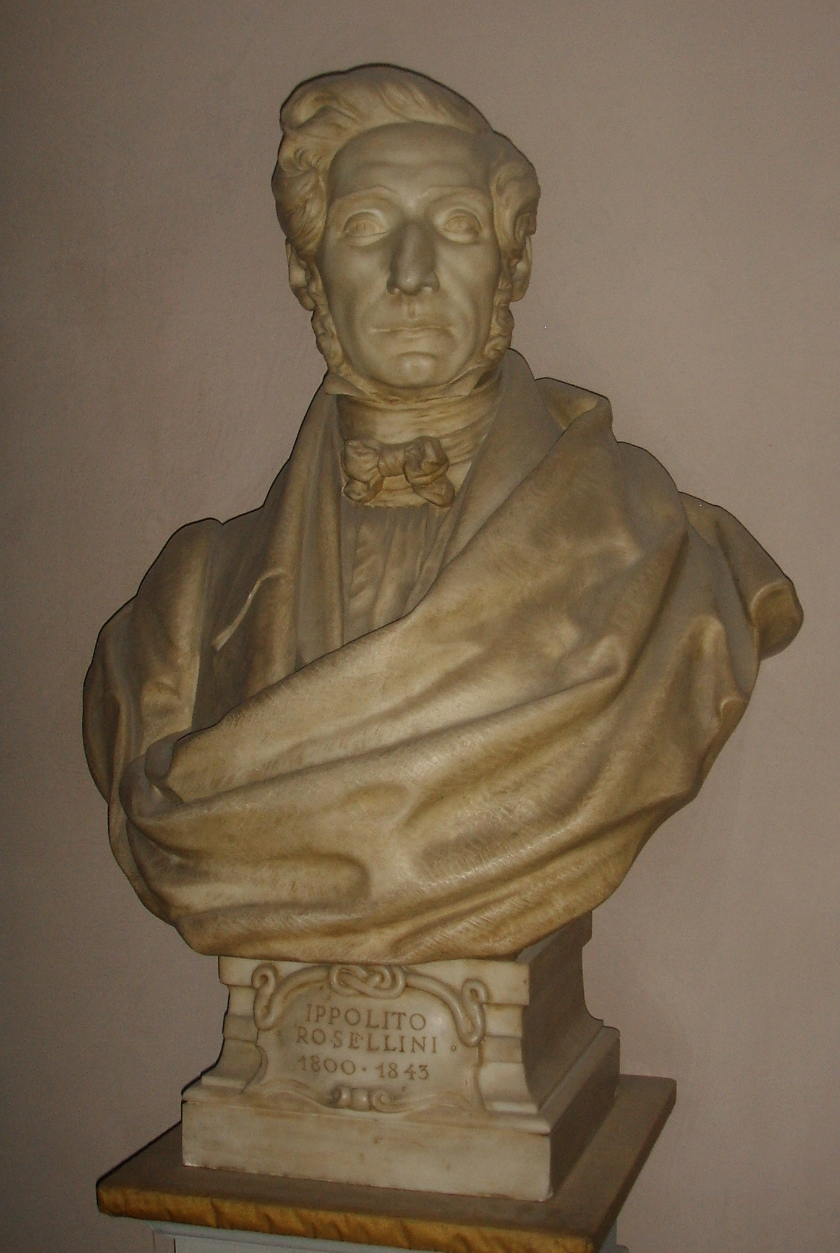
Museo archeologico di Firenze, busto di Ippolito Rosellini

La prima grande spedizione di tale genere può senz'altro identificarsi in quella che Ippolito Rosellini, professore di lingue orientali all'Università di Pisa, intraprese nel 1828 con il finanziamento del Granduca di Toscana. Del corpo di spedizione facevano parte, oltre lo stesso Rosellini, 12 tra architetti e artisti nonché Jean-François Champollion, il decifratore della Stele di Rosetta e dei geroglifici.

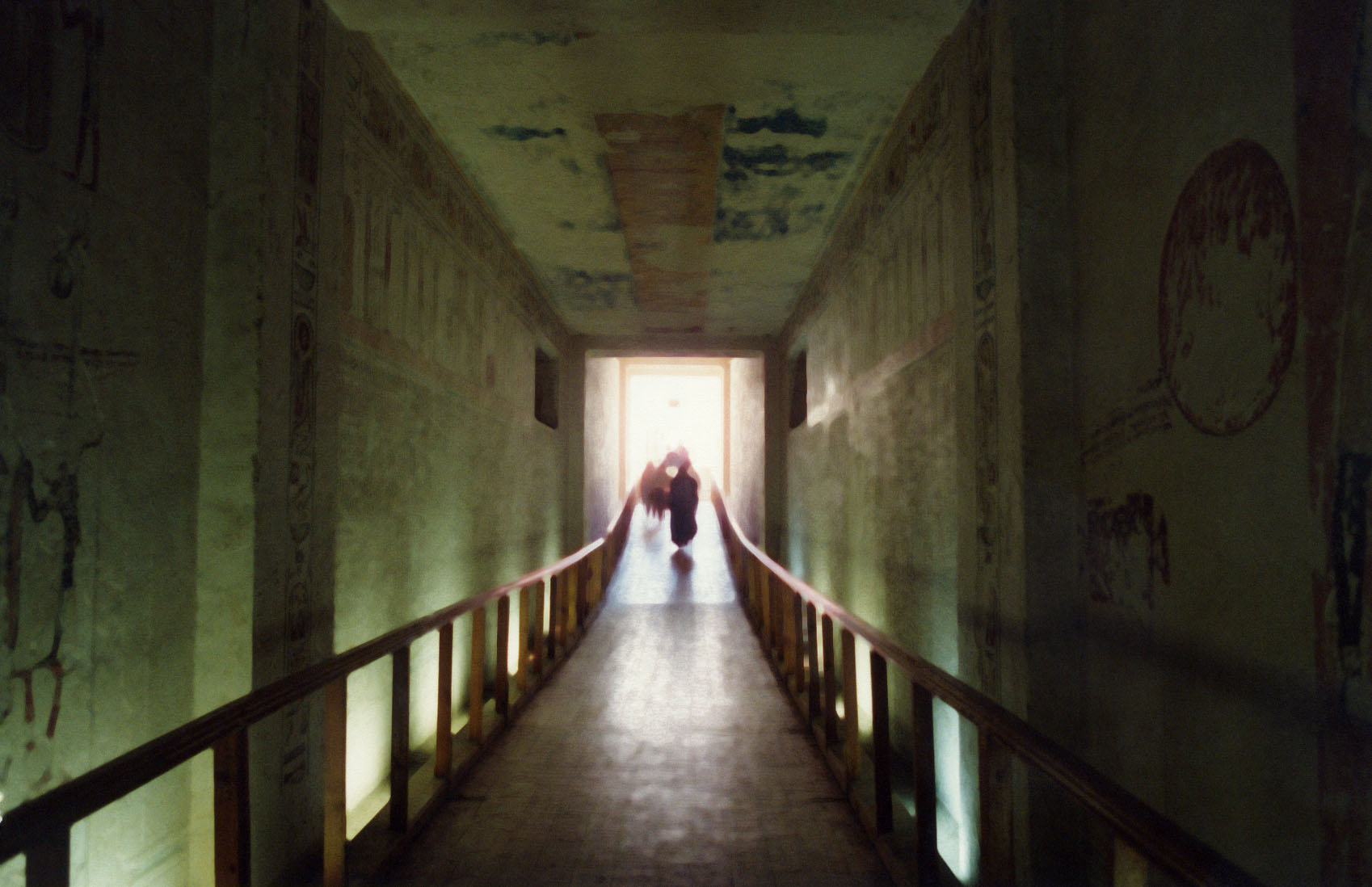
Il corridoio della tomba di Ramses IV

La missione approdò a Luxor nel marzo del 1829, dopo tre mesi in Nubia, e si accampò, come era usanza all'epoca, nella tomba di Ramses VI (KV9). Nella Valle dei Re la spedizione sostò per due mesi, copiando e studiando i geroglifici, cosicché Champollion poté dimostrare l'esattezza della sua scoperta.
La squadra di Rosellini e Champollion visitò 16 tombe della Valle principale da cui ricopiò tutti i rilievi e i dipinti che sarebbero poi confluiti, nel 1832, nell'opera di Rosellini "I Monumenti dell'Egitto e della Nubia", in nove volumi, in cui appaiono disegni ricchi del colore che all'epoca doveva essere ancora ben visibile sulle pareti delle tombe. Nel 1845 venne pubblicato, postumo, il Monuments de l'Egypte e de la Nubie di Champollion.

#### Karl Richard Lepsius

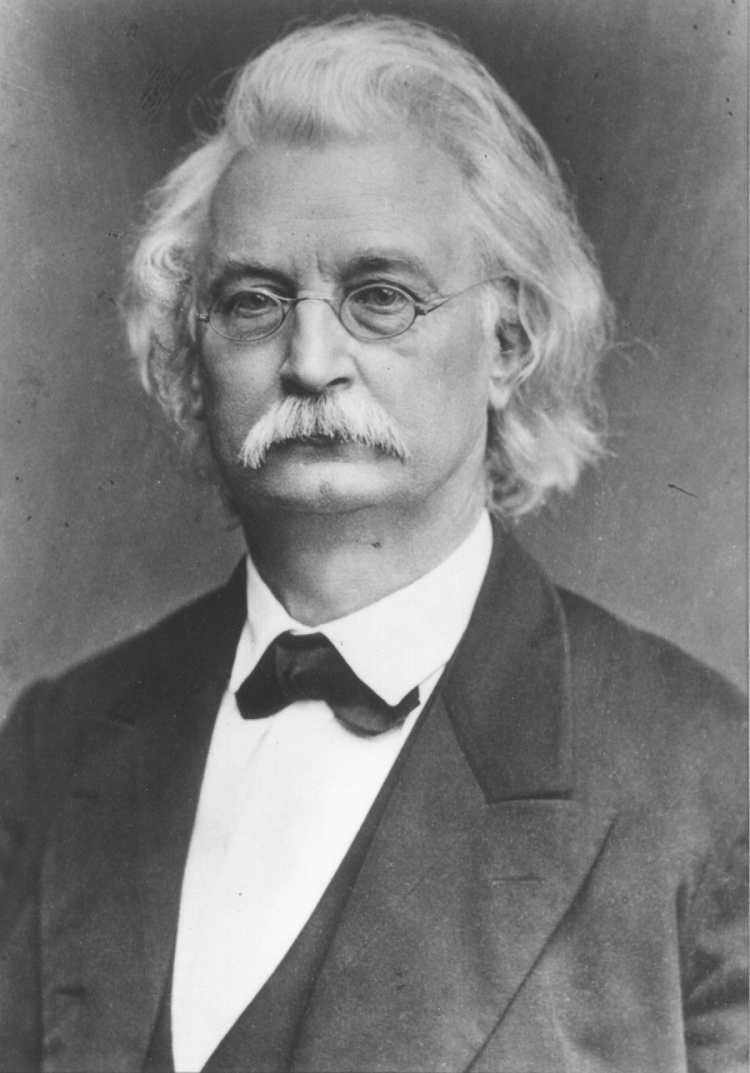
Karl Richard Lepsius (1810-1884)

Nel 1842 giunse in Egitto, organizzata da Federico Guglielmo IV di Prussia e capeggiata dall'archeologo tedesco Karl Richard Lepsius, una spedizione che soggiornò nel paese per quattro anni (sino al 1845). La missione, di fatto, si proponeva due obiettivi: la salvaguardia dei monumenti e la raccolta di antichità per uno studio sistematico e organico dell'antico Egitto; Lepsius inviò in patria oltre quindicimila pezzi e gli esiti del lavoro vennero pubblicati, tra il 1849 e il 1859, in 12 volumi complessivamente denominati Denkmäler aus Aegypten und Aethiopien (traduzione: Monumenti dall'Egitto e dall'Etiopia).
Nella Valle dei Re, ove la spedizione si stanziò dall'ottobre del 1844 al febbraio 1845, furono mappate e rilevate 25 tombe (21 nella valle principale e 4 nella West Valley), seguendo la numerazione proposta da Wilkinson; vennero inoltre eseguite scientificamente operazioni di svuotamento delle tombe KV7 di Ramses II, KV8 di Merenptah e KV20 di Hatshepsut; per tale approccio scientifico, Lepsius viene oggi considerato il padre della moderna egittologia.

### La modernizzazione (1844-1899)

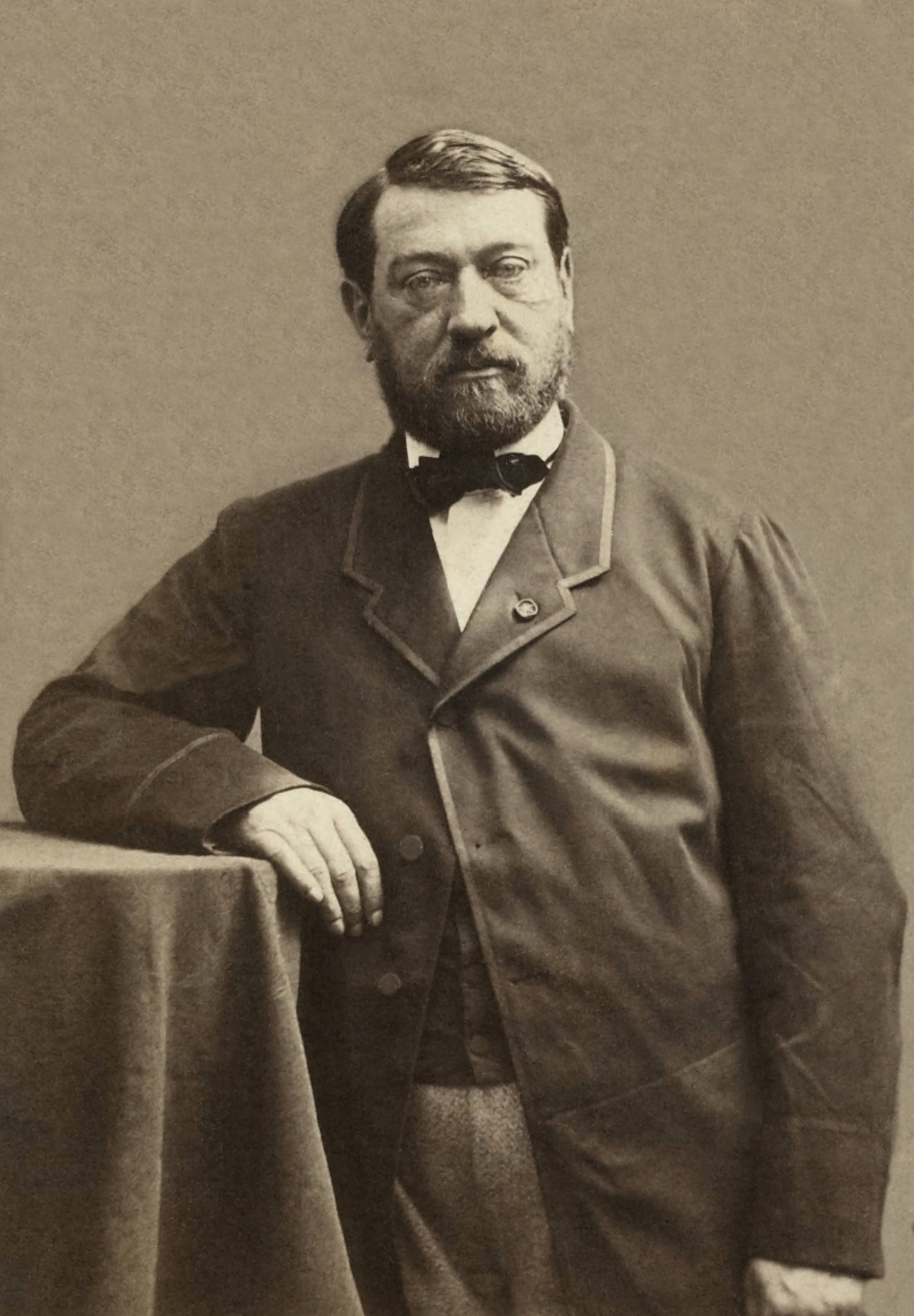
Auguste Mariette in una fotografia del 1861

Con la seconda metà dell'Ottocento l'egittologia assunse piena valenza scientifica e si puntò alla difesa del territorio e del suo contenuto archeologico per uno studio sistematico dell'antica civiltà egizia. Non più quindi solo demolizioni brutali di tombe alla ricerca di tesori sepolti, o razzie di oggetti e mummie, ma esame approfondito del contesto in cui determinati oggetti si trovavano, catalogazione dei medesimi, studio sistematico per giungere alla possibile ricostruzione della realtà antica.
Primo egittologo non professionista (era infatti laureato in legge) a basarsi su metodi scientifici di ricerca, fu lo scozzese Alexander Henry Rhind che nel 1855 eseguì scavi sistematici nella Valle dei Re senza esito.

#### Auguste Mariette
In tale nuovo approccio egittologico deve inquadrarsi anche la figura del francese Auguste Mariette, inviato nel 1850 in Egitto dal Louvre con il preciso scopo di reperire antichi papiri copti. Lo scopo principale della sua missione non venne raggiunto, ma altre scoperte, tra cui il Serapeo, ovvero il luogo di sepoltura dei sacri tori Api, furono alla base di quel che in seguito divenne il Museo Egizio.
Rientrato in Francia, tornò infatti in Egitto nel 1857 divenendo, nel 1858, il primo direttore del Museo di Bulaq da cui deriverà, nel 1902, il Museo Egizio del Cairo. A lui, e al suo successore Gaston Maspero, subentrato alla sua morte nella direzione del museo, si deve anche l'istituzione dell'Egyptian Antiquities Service (il Servizio egiziano delle antichità archeologiche).

#### Lefébure e Loret
Con l'assunzione della direzione del museo e del servizio delle antichità egizie da parte di Gaston Maspero, l'incarico di direttore della missione archeologica francese venne assunto, nel 1881, da Eugène Lefébure.
Nel gennaio 1883 raggiunse la Valle dei Re, installò il proprio campo base nella tomba KV2 di Ramses IV, e ad aprile dello stesso anno aveva già copiato, per intero, tutti i geroglifici della tomba KV17 di Seti I. Nel giro di quattro anni pubblicò due volumi dal titolo Les hypogées royaux de Thèbes contenenti, tra l'altro, le prime planimetrie di 8 tombe non ancora numerate.
A Maspero, nel 1886, subentrò, quale direttore del servizio delle antichità, Eugène Grébaut cui successe, nel 1892, Jacques de Morgan che resse l'incarico fino al 1897, quando fu a sua volta sostituito da Victor Loret.
Loret operò nella Valle dei Re dal 1898 al 1899 aggiungendo 16 tombe alla cartografia locale di cui solo cinque già note dall'antichità. Sfortunatamente, il materiale documentale lasciato da Loret è molto scarso e si è in possesso solo dei rapporti preliminari delle due tombe di Amenofi II (KV35) e di Thutmose III (KV34). Solo a partire dagli anni settanta del XX secolo, inoltre, si è a conoscenza di una planimetria di Loret, scoperta al Brooklyn Museum, con annotazioni di Charles Edwin Wilbour.

##### Tabella "G": tombe aggiunte da Loret
| 1898                  | 1899                    |
| --------------------- | ----------------------- |
| KV26                  | KV29                    |
| KV37                  | KV36 di Maiherpera      |
| KV28                  | KV37                    |
| KV30                  | KV38 di Thutmose I      |
| KV31                  | KV39 forse di Amenofi I |
| KV32                  | KV40                    |
| KV34                  | KV41                    |
| KV35 di Thutmose III  | -                       |
| KVL – M di Amenofi II | -                       |

### I grandi scopritori (1900 - 1922)
Con il nuovo secolo e l'ormai assestata cultura egittologica, la Valle dei Re vedrà intensificarsi ancora più l'attività di scavo, da cui scaturiranno alcune delle più importanti scoperte archeologiche, a cura ancora di "avventurieri" a caccia prevalentemente di fama e tesori nascosti, ma anche, tra gli altri, di colui che nel mondo rappresenta forse il prototipo dell'archeologo "scientifico": Howard Carter.

#### Howard Carter (1900-1904)
(Gaston Maspero a proposito di Howard Carter)
(Emma B. Andrews a proposito di Howard Carter)

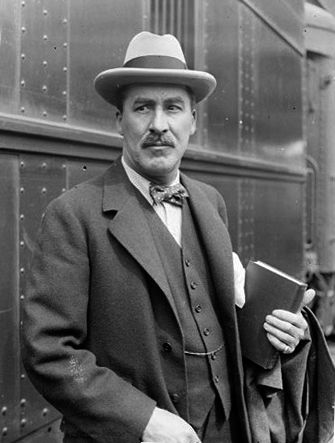
Howard Carter

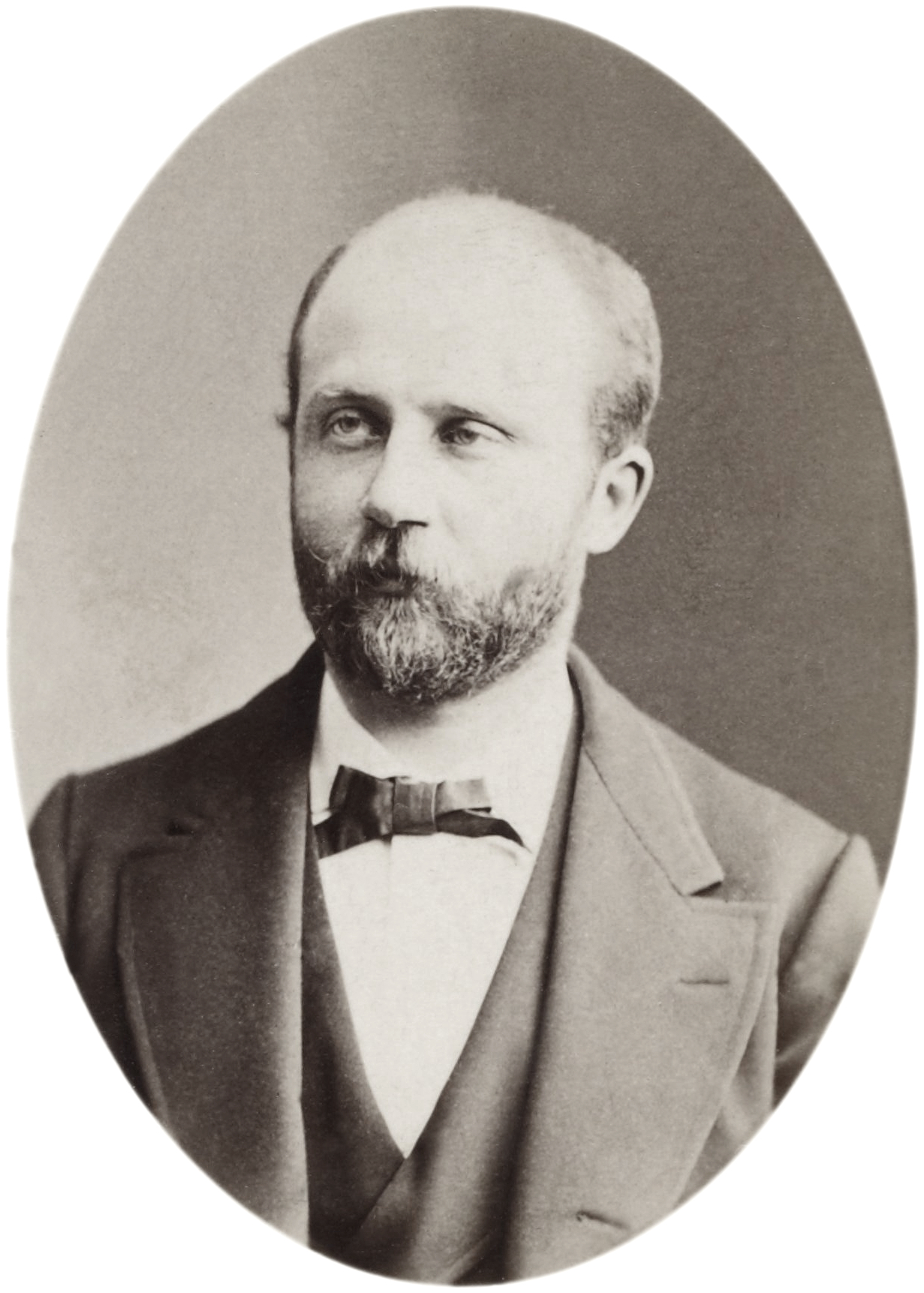
Gaston Maspero

Nel 1899 Gaston Maspero, dopo un intervallo di 13 anni, tornò al suo incarico di direttore del servizio delle antichità. Se è pur vero che l'attività di Victor Loret era stata prodiga di scoperte, fu proprio Maspero, o più esattamente il giovane archeologo da lui protetto, Howard Carter, che diede il massimo impulso alla ricerca archeologica egiziana e della Valle in particolare. Nel 1899 Carter, che aveva 25 anni e già vantava quasi otto anni di esperienza di scavo, venne nominato capo ispettore delle antichità dell'Alto Egitto. Il suo primo ritrovamento nella Valle avvenne nell'inverno del 1900: si trattava della tomba KV42, originariamente incominciata per la Regina Hatshepsut-Meryetre (moglie di Thutmose III), poi destinata al nobile Sennefer, "sindaco" dell'antica Tebe durante la XVIII Dinastia. Alcuni oggetti di questa tomba, ma non la tomba stessa, erano stati rinvenuti precedentemente durante gli scavi di Loret.
Proseguendo nei suoi scavi nella Valle, nel gennaio 1901 Carter scoprì la KV44 contenente sette differenti corpi, verosimilmente appartenenti a una famiglia nobile della XXII Dinastia.
Nel 1903 Carter portò a compimento l'immane lavoro di svuotamento di quella che, con i suoi oltre 200 m, è la tomba più lunga della Valle, la KV20 della Regina/Re Hatshepsut.
L'approccio scientifico di Carter derivava anche dal convincimento che più importante che scoprire nuovi tesori nascosti, fosse il preservare e restaurare quanto era già stato scoperto. Nella campagna 1901-1902 si dedicò, perciò, alla conservazione e restauro delle strutture tombali, nonché delle suppellettili, dei sepolcri di Amenofi II (KV35), Ramses I (KV16), Ramses III (KV11), Ramses VI (KV9), Ramses IX (KV6), impegnando somme considerevoli ottenute da donatori tra i quali l'avvocato americano Theodore Davis, l'industriale chimico Robert Mond e una non meglio nota Mrs. Goff.
Una delle innovazioni che va senz'altro a merito dell'ispettore Carter fu l'illuminazione con luce elettrica, nel 1903, di sei delle tombe più note con installazione del generatore nella tomba KV18 (incompiuta e prevista, forse, per Ramses X).

##### Tabella "H": illuminazione delle tombe 1903
|      | Titolare   | Numero di lampade |
| ---- | ---------- | ----------------- |
| KV6  | Ramses IX  | 4                 |
| KV9  | Ramses VI  | 12                |
| KV11 | Ramses III | 18                |
| KV16 | Ramses I   | 7                 |
| KV17 | Seti I     | 37                |
| KV35 | Amenofi II | 21                |

Nel 1903-1904 Carter proseguì nello svuotamento dai detriti della KV8 di Merenptah e nella salvaguardia della KV15 di Seti II.
Alla fine del 1904, ultimato il suo periodo come capo ispettore delle antichità dell'Alto Egitto, Carter, visti anche i positivi risultati conseguiti, venne trasferito, con il medesimo incarico, nel Basso Egitto.

#### Theodore Davis

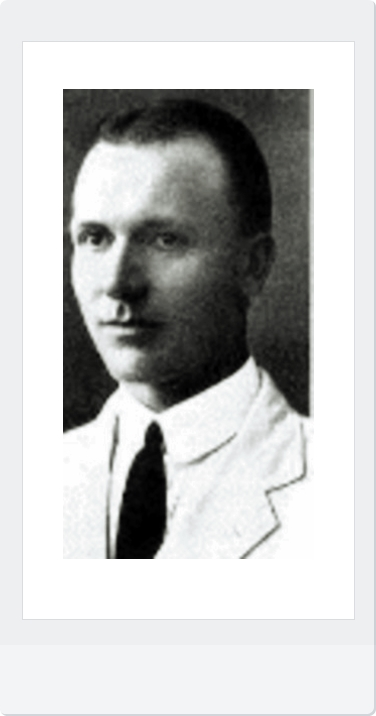
Edward Russell Ayrton

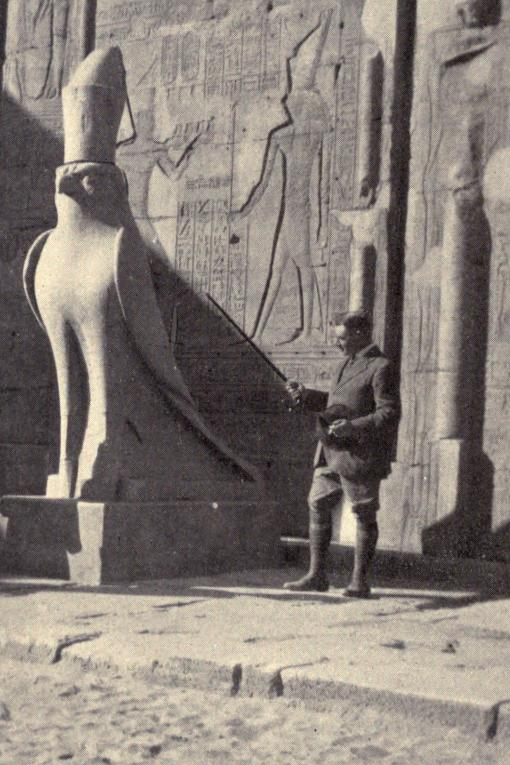
Arthur Weigall nel tempio di Edfu, 1913

Appartenente più alla categoria degli avventurieri che a quella degli egittologi fu il finanziere e avvocato statunitense Theodore Davis. Fin dal 1889 questi navigava lungo il Nilo, ma la passione per lo scavo archeologico lo colpì solo molto più tardi, nel 1902/3.
Benché a lui si debbano molte delle scoperte più importanti della Valle dei Re, tuttavia non si può tacere che i suoi metodi di ricerca, scavo, documentazione e conservazione siano stati quanto meno superficiali.
Verosimilmente la passione per l'archeologia gli venne suggerita dallo stesso Carter che a lui si appoggiò, viste le risorse economiche di cui disponeva, per essere sovvenzionato nelle sue attività di scavo nella Valle. Grazie alle sovvenzioni di Davis, Carter scoprì, nel gennaio 1903, la tomba di Thutmose IV, KV43; successivamente, nel febbraio 1903, Carter pose mano allo sgombero della KV20 di Hatshepsut che durò fino al febbraio 1904 quando, destinato ad altro incarico, Carter lasciò la Valle.
Le sovvenzioni di Davis, tuttavia, continuarono con il suo successore, James Edward Quibell, che nel 1905 scoprì la KV46 di Yuya e Tuia. Le interferenze di Davis nei lavori di scavo divennero tuttavia così pressanti che Quibell se ne lamentò con Maspero, temendo i danni che potevano essere causati alla Valle. Maspero, dal suo canto, si dimostrò alquanto debole in questo caso e, poco tempo dopo la scoperta della KV46, Quibell venne sostituito nell'incarico di capo ispettore da Arthur Weigall, consentendo a Davis di acquisire un potere sempre più ingestibile.
Fu così che Davis dapprima si limitò a contribuire economicamente per poi giungere all'idea di divenire a sua volta archeologo.
Se il valore di un archeologo si misurasse in numero di scoperte, sicuramente Davis meriterebbe uno dei primi posti, ma non si può tacere che i metodi utilizzati, la scarsa esperienza, l'arroganza più volte dimostrata solo mitigata dall'affiancamento di valenti archeologi professionisti, siano stati alla base di risultati concreti di molto inferiori a quanto il valore delle scoperte avrebbe lasciato sperare.
Avendo Davis deciso di intraprendere in proprio l'attività di scavo, Arthur Weigall riuscì diplomaticamente a convincerlo a farsi affiancare da un archeologo professionista. Fu così che nel 1905, Davis si fece dapprima affiancare da un giovane archeologo, Edward Russell Ayrton. Questi, che di certo aveva metodo nella ricerca e ben conosceva il giusto criterio di scavo, sotto la continua pressione di Davis si dedicò a parecchi siti, abbandonandoli poi, per disposizione dello stesso Davis, senza poter approfondire le sue ricerche.
Le scoperte forse più famose di Ayrton e Davis in questo periodo si devono ritenere una piccola coppa in faience iscritta con il prenome (Titolatura reale dell'antico Egitto) di Tutankhamon: Neb-Kheperu-Ra, che confermò agli archeologi l'effettiva esistenza di un re di tal nome, e un ostrakon con la rappresentazione dell'estinto elefante siriano dalle caratteristiche piccole orecchie.
Nel 1905 Ayrton, sotto lo stretto controllo di Davis, incominciò l'esame sistematico di tutte le colline della Valle dei Re, effettuando così numerose scoperte; oltre a una grande quantità di oggetti, tra cui una scatola in faience con il nome di Horemheb, scoprì la tomba di Siptah (KV47, nonché la KV48 di Amenepimet visir sotto Amenofi II; la KV49) forse dello scriba Butehamon; la KV50, la KV51, la KV52 contenenti animali mummificati.
Nel 1906 provvide allo svuotamento della KV19 di Montuherkhepeshef; fu quindi la volta della KV53 e, ancora una volta, Davis e Ayrton sfiorarono Tutankhamon quando scoprirono il pozzo KV54, che conteneva oggetti e residui dei materiali di imbalsamazione di quel sovrano. In tale occasione Davis dichiarò che quella era certamente la tomba di Tutankhamon e che era inutile perciò proseguire in quella ricerca.

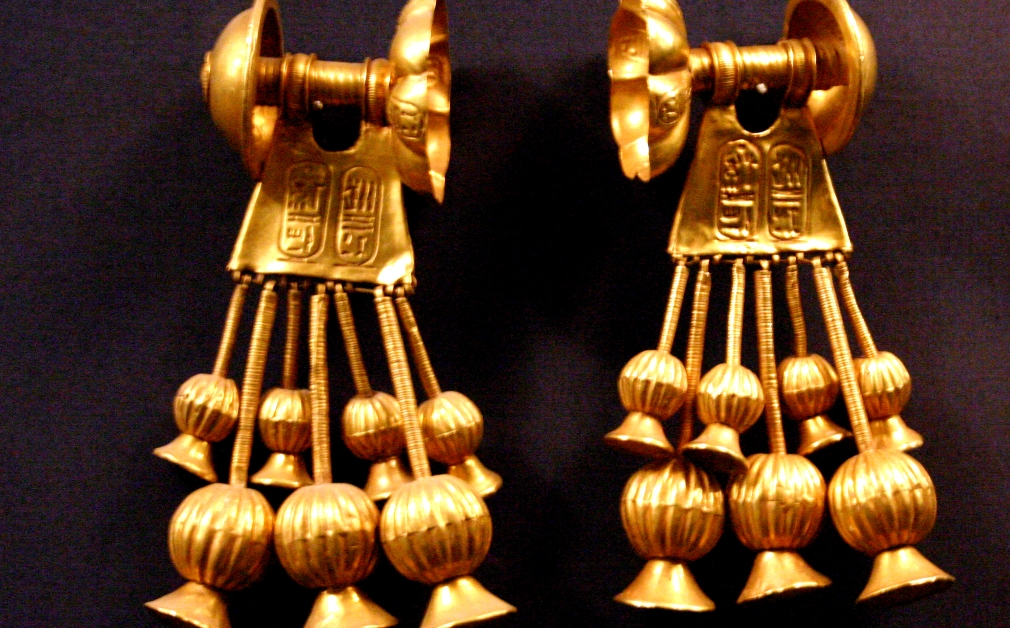
Una coppia di orecchini rinvenuta nella tomba KV56 recanti i cartigli di Seti II

Ancora al 1906 risale la scoperta della KV55 che Davis caparbiamente volle assegnare alla regina Tiy. Non esiste purtroppo documentazione dello scavo e, quando esiste, è stata compilata a posteriori, molto dopo i lavori, riportando contraddizioni tra differenti versioni; la tomba venne svuotata con grave danno per le suppellettili, che erano già gravemente danneggiate per le infiltrazioni piovane succedutesi nei millenni.
Nel gennaio 1908 Ayrton portò alla luce la KV56, una semplice tomba appartenente forse a un figlio di Seti II, in cui vennero rinvenuti svariati oggetti di gioielleria in oro, tanto che la tomba è anche nota come Tomba d'Oro, e argento.
Nel febbraio dello stesso 1908 fu la volta della KV57 di Horemheb, dopo di che Ayrton interruppe la collaborazione con Davis.
Davis sostituì immediatamente Ayrton con Ernest Harold Jones, archeologo non professionista (era in realtà un disegnatore), che nella campagna 1908/9, completò lo svuotamento di alcune tombe già note e scoprì la KV58 contenente alcune suppellettili e frammenti di foglia d'oro provenienti dalla tomba KV23 di Ay.
Nel 1910 Jones, minato dalla tubercolosi (morirà l'anno successivo), lasciò la Valle e venne sostituito da Harry Burton, fotografo. Nel 1912 Burton svuotò la KV3, mentre nel 1913/1914 si dedicò allo svuotamento della KV7 di Ramses II, ma dovette sospendere il lavoro a causa dei depositi alluvionali presenti nella tomba, che si erano pietrificati nel corso dei millenni.
Nel 1912, intanto, Davis aveva dichiarato: "temo che la Valle delle Tombe sia ormai esaurita".

##### Tabella "I": scoperte di Davis
| Tomba       | Titolare                       | Scavatore  | Data                  |
| ----------- | ------------------------------ | ---------- | --------------------- |
| KV3         | figlio di Ramses (?)           | Burton     | feb. 1912             |
| KV7         | Ramses II                      | Burton     | dic. 1913 - feb. 1914 |
| KV10        | Amenmesse                      | Ayrton     | Dic. 1907             |
| KV11        | Ramses III                     | Ayrton (?) | 1905 (?)              |
| KV19        | Montuherkhepeshef              | Ayrton     | feb. 1906             |
| KV20        | Thutmose I                     | Carter     | feb. 1903 - feb. 1904 |
| KV43        | Thutmose IV                    | Carter     | gen 1903              |
| KV45        | Userhat                        | Carter     | feb. 1902             |
| KV46        | Yuya e Tuia                    | Quibell    | feb. 1905             |
| KV47        | Siptah                         | Ayrton     | nov. 1905             |
| KV48        | Amenemipet                     | Ayrton     | 1905 - 1906           |
| KV49        | tomba privata                  | Ayrton     | 1905 - 1906           |
| KV50        | tomba di animali               | Ayrton     | 1905 - 1906           |
| KV51        | tomba di animali               | Ayrton     | 1905 - 1906           |
| KV52        | tomba di animali               | Ayrton     | 1905 - 1906           |
| KV53        | tomba privata                  | Ayrton     | 1905 - 1906           |
| KV54        | pozzo funerario di Tutankhamon | Ayrton     | 1905 - 1906           |
| KV55        | Tiy (?)/Akhenaton (?)          | Ayrton     | gen. 1907             |
| KV56        | figlio di Seti II (?)          | Ayrton     | gen. 1908             |
| KV57        | Horemheb                       | Ayrton     | feb. 1908             |
| KV58        | deposito funerario (?)         | Jones      | gen. 1909             |
| KV60        | Sit-Ra                         | Carter     | 1903                  |
| KV61        | vuota                          | Jones      | gen. 1910             |
| WV A        | annesso a KV22 vuota           | Jones      | gen. 1910             |
| KV B        | tomba non ultimata             | Ayrton     | 1905 - 1906           |
| KV C        | deposito di giare              | Ayrton     | gen. 1907             |
| KV da L a R | pozzi                          | Jones      | 1905 - 1909           |

#### Carnarvon - Carter (1915-1922)
Carter, che intanto aveva lasciato nel 1905 l'incarico di capo ispettore del Basso Egitto, ritornò nella Valle dei Re nel 1914 essendo stato assunto quale esperto archeologo da Lord Carnarvon.
Le ricerche, e le scoperte, di Davis si erano specialmente indirizzate nella parte "visibile" della Valle dei Re; Carter, più esperto, riteneva invece che, considerati i depositi alluvionali accumulatisi nel corso dei millenni, molto fosse ancora da scoprire scavando e raggiungendo lo strato "0", ovvero quello che doveva effettivamente essere il piano di calpestio all'epoca in cui le sepolture erano state eseguite. L'archeologo britannico era inoltre convinto che la tomba KV54, al contrario di quanto supposto da Davis, non fosse l'effettiva sepoltura del Re fanciullo Tutankhamon, ma che questa fosse ancora da scoprire.
Nel 1912, inoltre, aveva acquistato da un antiquario locale, per conto del suo finanziatore tre placche da bracciali che ne recavano i titoli regali e che erano stati dichiaratamente rinvenuti nei pressi della tomba di Amenofi III (KV22).
Nel 1915 perciò, sovvenzionato da Lord Carnarvon, che nel frattempo aveva ottenuto una concessione di scavo nella Valle dei Re, Carter riprese le operazioni di svuotamento della KV22, rinvenendo ulteriori tracce del giovane sovrano in un deposito funerario nei pressi della tomba. L'interesse di Carnarvon si fece maggiore e Carter incominciò nuovi lavori di scavo interrotti, tuttavia, dallo scoppio della prima guerra mondiale.
Alla ripresa degli scavi, nel 1917, Carter rinvenne nei pressi della tomba di Ramses VI (KV9) dozzine di ostraka e una serie di elenchi del materiale che era stato sepolto con il VI dei Ramses, nonché alcuni vasi di unguenti da imbalsamazione usati per Merenptah tanto che ebbe a dichiarare: "stiamo scavando in aree mai toccate e non sappiamo cosa possa esserci".
Essendo tuttavia interesse primario di Lord Carnarvon il reperimento di materiale per la sua collezione privata, questi giunse alla decisione di ritirare la concessione per la campagna 1921-1922. Appreso la decisione di Carnarvon, Carter lo raggiunse in Inghilterra (nell'ottobre 1922) e gli propose di mantenere la concessione ancora un altro anno, offrendosi di pagare le spese di tasca propria.
Ottenuto il benestare del finanziatore, Carter rientrò alla Valle dei Re alla fine di ottobre del 1922, spostando il cantiere di scavo proprio nel triangolo prospiciente la tomba di Ramses VI.
Il 4 novembre 1922, scavando sotto i resti di alcune antiche capanne che gli operai avevano costruito quale riparo durante i lavori di realizzazione della sovrastante tomba di Ramses VI, venne scoperto il primo gradino di una scala che adduceva alla tomba, pressoché intatta, di un oscuro Faraone della XVIII Dinastia, neppure riportato nelle liste reali: Tutankhamon. La tomba venne classificata con la sigla KV62 e fu l'ultima scoperta nella Valle almeno fino al febbraio 2006.

##### Tabella "J": lavori di Carter per conto di Lord Carnarvon
| Data                | Tomba o area                          | Catalogazione Carter   |
| ------------------- | ------------------------------------- | ---------------------- |
| feb - mar 1915      | KV22 (Amenofi III)                    | 001 - 105              |
| dic 1917 - feb 1918 | tra KV7 (Ramses II) e KV9 (Ramses VI) | 106 - 215              |
| feb 1919            | nei pressi di KV38 (Thutmose I)       | 216 - 226              |
| gen 1920            | entrata di KV2 (Ramses IV)            | 227 - 242              |
| gen 1920            | tra KV7 (Ramses II) e KV2 (Ramses IV) | 243                    |
| gen 1920            | entrata di KV7 (Ramses II)            | 244-249                |
| feb - mar 1920      | KV34 (Thutmose III)                   | 250 - 275              |
| dic 1920            | tra KV7 (Ramses II) e KV9 (Ramses VI) | 276 - 285              |
| dic 1920            | entrata di KV12 (non noto)            | -                      |
| dic 1920            | svuotatura di KV4 (Ramses XI)         | -                      |
| dic 1920 - gen 1921 | entrata di KV9 (Ramses VI)            | 286 - 302              |
| gen 1921            | area antistante KV34 (Thutmose III)   | 303 - 319 / 326 - 336  |
| gen - mar 1921      | tra KV6 (Ramses IX) e KV55 (Tiy?)     | 320 - 325              |
| feb - mar 1921      | a sud di KV55 (Tiy?)                  | 337 - 350              |
| feb - mar 1922      | nei pressi di KV47 (Siptah)           | 351 - 432              |
| nov 1922            | entrata di KV9 (Ramses VI)            | 433 KV62 (Tutankhamon) |

## Tabelle di compendio
Per completezza dell'argomento, alcune vicende inerenti alla storia della Valle possono essere compendiate in tabelle; così, qui di seguito, si riportano quelle relative ai pozzi segnalati nella Valle, ma di cui spesso si sono perse le tracce, o le più note azioni di ruberia subite da alcune delle principali tombe.

### Tabella "K" dei Pozzi
La superficie della Valle dei Re è butterata da altri scavi, oltre le tombe, che costituivano o semplici pozzi/magazzino o inizi di tombe mai proseguite che, per minor importanza o per palese insussistenza di ulteriore sviluppo archeologico, non hanno dato luogo a scavi specifici. Data la scarsa rilevanza questi, salvo un paio di casi, sono stati generalmente indicati con la sigla KV (WV se ubicati nella West Valley) seguita da lettera dell'alfabeto; nella stragrande maggioranza dei casi, inoltre, pur conoscendone l'esistenza, non sono stati rilevati né mappati o se ne sono addirittura perse le tracce. 
| N.   | Data scoperta | Note                                                                                                  |
| ---- | ------------- | --- |
| KV54 | 1907          | materiali da imbalsamazione e altri oggetti dal corridoio di KV62                                     |
| KV59 | -             | a nord della KV37 (forse usata come deposito provvisorio)                                             |
| KV B | -             | a sud di KV43 di Thutmose IV (forse usata come deposito provvisorio per quella)                       |
| KV C | 1907          | gruppo di grandi giare forse associate alla KV6 di Ramses IX                                          |
| KV D | 1907 - 1908   | - |
| KV E | 1907 - 1908   | - |
| KV F | 1921          | forse un inizio di tomba per Thutmose III                                                             |
| KV G | -             | inizio forse di un corridoio a est della KV18 di Ramses X [segnalato da Elizabeth Thomas]             |
| KV H | -             | a est di KV39 [segnalata da Elizabeth Thomas]                                                         |
| WV I | -             | nei pressi della KV23 (WV23) di Ay [segnalata da Nestor l'Hôte]                                       |
| WV J | -             | nei pressi di KV23 (WV23) di Ay [segnalato da Nestor l'Hôte]                                          |
| WV K | -             | nei pressi di KV23 (WV23) di Ay [segnalato da Elizabeth Thomas]                                       |
| KV L | 1898          | scoperto da Victor Loret, vuotato da Ernest Harold Jones per Theodore Davis nel 1908                  |
| KV M | 1898          | scoperto da Victor Loret, vuotato da Ernest Harold Jones per Theodore Davis nel 1908                  |
| KV N | 1908          | nei pressi della KV48 di Amenemipet                                                                   |
| KV O | 1909          | pozzo non ultimato circondato da pietre (ricovero per lavoratori?) [segnalato da Ernest Harold Jones] |
| KV P | 1909          | pieno di detriti combusti di legno, di canne, di vasellame e ossa                                     |
| KV Q | 1909          | pieno di detriti combusti di legno, di canne, di vasellame e ossa                                     |
| KV R | 1909          | pieno di detriti combusti di legno, di canne, di vasellame e ossa                                     |
| KV S | 1908          | nei pressi della KV47 di Siptah, pieno di detriti combusti di legno, di canne, di vasellame e ossa    |
| KV T | 1898 (?)      | a sud della KV36 di Maiherpera (forse scoperto da Victor Loret)                                       |

### Furti nella Valle
Ripeté il giuramento di legge dicendo: "Se dico il falso che possa essere mutilato ed esiliato in Kush".
Gli dissero allora: "Raccontaci di quando sei andato con i tuoi complici a profanare la Grande Tomba, quando hai portato via da lì argento e te ne sei appropriato".
Egli rispose: "Andammo alla tomba, ma prendemmo alcuni vasi e li dividemmo tra noi cinque.
Opportunamente bastonato, rispose: "Non ho altro da dirvi, quel che ho detto è tutto quel che ho visto"
Nuovamente bastonato egli rispose: "Basta, vi dirò tutto..."»
(dal Papiro BM 10052)
Le tombe egizie, in genere, e quelle della Valle dei re in particolare, furono oggetto di ruberie. Dall'esame archeologico, nonché da riscontri dei papiri giudiziari relativi a procedimenti contro ladri e complici (talvolta anche nell'entourage degli stessi addetti alla tutela della Valle), è possibile concentrare gli episodi sostanzialmente in due specifici periodi:
- uno coincidente con la fine della XVIII dinastia a seguito della quale vennero attenzionate, in special modo, le tombe di Tutankhamon (KV62), di Thutmose IV (KV34) e, forse, di Amenofi III (KV22);
- una fase più estesa temporalmente durante la XX dinastia anche a causa di periodica corruzione della classe amministrativa, di ripetute carestie e delle incursioni libiche.

Numerosi sono i testi, su papiro, relativi a indagini o procedimenti contro ladri i più importanti dei quali sono compendiati nella tabella "L".

#### Tabella "L": papiri giudiziari
| Papiro        | Denominazione                                             | Periodo                     | Descrizione                                                                              | Posizione attuale                                         |
| ------------- | --------------------------------------------------------- | --------------------------- | ---------------------------------------------------------------------------------------- | --------------------------------------------------------- |
| BM 10221      | Papiro Abbott                                             | anno XVI Ramses IX          | ispezione di tombe depredate                                                             | Londra: British Museum                                    |
| -             | Papiro Leopold II/Amherst                                 | anno XVI Ramses IX          | avvenimenti conseguenti al testo del P. Abbott                                           | New York: John Pierpont Morgan Library                    |
| BM 10054      | -                                                         | anno XVI Ramses IX (?)      | elenco di ladri e interrogatorio di alcuni sacerdoti complici                            | Londra: British Museum                                    |
| BM 10068      | -                                                         | anno XVII Ramses IX         | elenco di materiali in oro, argento, rame requisiti ai ladri                             | Londra: British Museum                                    |
| BM 10053      | -                                                         | anno IX forse di Ramses XI  | furti in vari luoghi tra cui i templi di Ramses II e Ramses III                          | Londra: British Museum                                    |
| BM 10383      | Papiro Van Burgh                                          | anno II (sconosciuto il re) | furti nel tempio di Ramses III a Medinet Habu                                            | Londra: British Museum                                    |
| BM 10121      | Papiro Abbott Dockets (pag. 8 del Papiro Abbott BM 10221) | anno XIX di Ramses XI       | furti in tabernacoli processionali della necropoli                                       | Londra: British Museum                                    |
| BM 10052      | -                                                         | anno XIX di Ramses XI       | atti relativi ai furti di tabernacoli di cui al papiro BM 10121                          | Londra: British Museum                                    |
| MAG 51.346.1  | Papiro Rochester                                          | anno XIX di Ramses XI       | elenco di furti commessi dal capo portinaio del tempio di Karnak Djieutyhotep            | New York: Memorial Art Gallery della Rochester University |
| M 11162       | Papiro Mayer                                              | senza data                  | confessioni di ladri coinvolti in furti ripetuti probabilmente in KV6 di Ramses VI       | Liverpool: City Museum                                    |
| BM 10403      | -                                                         | anno XIX di Ramses XI       | atti relativi ai furti di tabernacoli di cui al papiro BM 10121                          | Londra: British Museum                                    |
| M 11162       | Papiro Mayer B                                            | senza data                  | confessioni di ladri coinvolti in furti ripetuti probabilmente in KV6 di Ramses VI       | Liverpool: City Museum                                    |
| Papiro Ambras | Papiro Vienna 30                                          | anno VI "della rinascita"   | elenco di papiri rinvenuti in due giare (in parte identificabili con altri sopra citati) | -                                                         |

#### Tabella "M": Furti nelle tombe reali
| Tomba | Titolare                                 | Periodo saccheggio         | Evidenza                            |
| ----- | ---------------------------------------- | -------------------------- | ----------------------------------- |
| KV46  | Yuya e Tuia                              | Amenofi III                | archeologica                        |
| KV62  | Tutankhamon                              | Ay / Horemheb              | archeologica                        |
| KV43  | Thutmose IV                              | anno VIII di Horemheb      | iscrizione parietale                |
| KV22  | Amenofi III                              | Ay / Horemheb (?)          | archeologica                        |
| KV15  | Seti II                                  | poco dopo il seppellimento | papirologica                        |
| KV36  | Maiherpera                               | Ramesside                  | archeologica                        |
| KV46  | Yuya e Tuia                              | Ramesside                  | archeologica                        |
| KV7   | Ramses II                                | anno XXIX di Ramses III    | papirologica                        |
| KV12  | non noto                                 | Ramses V / Ramses VI       | archeologica                        |
| KV35  | Amenofi II                               | anno VIII di Ramses VI     | iscrizione parietale                |
| KV9   | Ramses VI                                | anno IX di Ramses IX       | iscrizione parietale e papirologica |
| KV55  | Amenofi IV/Akhenaton (?) - Smenkhara (?) | Ramses IX                  | archeologica                        |
| KV23  | Ay                                       | Ramses IX                  | iscrizione parietale                |
| KV60  | -                                        | Ramses IX / Ramses XI      | archeologica                        |
| KV46  | Yuya e Tuia                              | Ramses IX                  | archeologica                        |

### WN A: la tomba di Inhapi e DB320
Apparentemente slegate dall'argomento di questa voce possono apparire i complessi tombali DB320 e WN A; il primo posizionato nella valle di Deir el-Bahari e il secondo costituito dalla tomba rupestre molto verosimilmente della regina Ahmose-Inhapi, sposa del re Seqenenra Ta'o. WN A (localmente conosciuta come Bab el-Muallaq, ovvero "la tomba sospesa") di fatto, all'atto della scoperta (avvenuta nel 1931/32), conteneva mummie di età romana. Tali siti acquistano, tuttavia, particolare importanza nella storia della Valle dei Re là ove si consideri che DB320 divenne il ricovero di oltre 50 mummie di re, regine e funzionari qui traslate da altre tombe, e WN A (a poco più di 750 m da DB320) venne quasi sicuramente utilizzata come deposito "provvisorio" prima dello spostamento di altri corpi in sepolture successive. Lo studio di etichette, graffiti e iscrizioni all'interno, o nei pressi, delle tombe, o dei vari "magazzini", come DB320 e WN A, o come la KV35, consentono di seguire gli spostamenti dei vari corpi fino alla loro destinazione finale.

#### Tabella "N": spostamenti delle mummie reali
[X = sepoltura corretta; ==>x = spostamento; ==>O = posizione finale]
| Nome               | Sepoltura originale | KV57 | KV17 | KV35     | AN B | WN A | DB320    |
| Tetisheri          | ?                   | -    | -    | -        | -    | ==>x | ==>O     |
| Seqenenra Ta'o II  | ?                   | -    | -    | -        | -    | ==>x | ==>O     |
| Ahhotep I          | ?                   | -    | -    | -        | -    | ==>x | ==>O     |
| Senekhtenra Ahmose | ?                   | -    | -    | -        | -    | ==>x | ==>O     |
| Ahotep I           | ?                   | -    | -    | -        | -    | ==>x | ==>O     |
| Ahmose-Inhapi      | WN A (?)            | -    | -    | -        | -    | -    | ==>O     |
| Amhosi I           | ?                   | -    | -    | -        | -    | ==>x | ==>O     |
| Ahmose Nefertari   | AN B                | -    | -    | -        | -    | ==>x | ==>O     |
| Ahmose-Henutemipet | ?                   | -    | -    | -        | -    | ==>x | ==>O     |
| Ahmose-Henuttamehu | ?                   | -    | -    | -        | -    | ==>x | ==>O     |
| Rai                | ?                   | -    | -    | -        | -    | ==>x | ==>O     |
| Ahmose Sitkhamose  | ?                   | -    | -    | -        | -    | ==>x | ==>O     |
| Siamon             | ?                   | -    | -    | -        | -    | ==>x | ==>O     |
| Sitamon            | ?                   | -    | -    | -        | -    | ==>x | ==>O     |
| Meritamon          | ?                   | -    | -    | -        | -    | ==>x | ==>O     |
| Seniu              | ?                   | -    | -    | -        | -    | ==>x | ==>O     |
| Amenofi I          | An B (?) - KV39 (?) | -    | -    | -        | -    | ==>x | ==>O     |
| Ahmose-Sipair      | ?                   | -    | -    | -        | -    | ==>x | ==>O     |
| Thutmose I         | KV20 / KV38         | -    | -    | -        | -    | ==>x | ==>O     |
| Thutmose II        | DB358 (?)           | -    | -    | -        | ==>x | ==>x | ==>O     |
| Thutmose III       | KV34                | -    | -    | -        | -    | ==>x | ==>O     |
| Hatshepsut         | KV20                | -    | -    | -        | -    | ==>x | ==>O (?) |
| Amenofi II         | KV35                | -    | -    | X        | -    | -    | -        |
| Thutmose IV        | KV43                | -    | -    | ==>O     | -    | -    | -        |
| Amenofi III        | KV22 (WV22)         | -    | -    | ==>O     | -    | -    | -        |
| Thutmose IV        | KV43                | -    | -    | ==>O     | -    | -    | -        |
| Tiy (?)            | ?                   | -    | -    | ==>O (?) | -    | -    | -        |
| Ay                 | KV23 (WV23)         | ==>O | -    | -        | -    | -    | -        |
| Horemheb           | KV57                | X    | -    | -        | -    | -    | -        |
| Ramses I           | KV16                | -    | ==>x | -        | -    | ==>x | ==>O     |
| Seti I             | KV17                | -    | -    | -        | -    | ==>x | ==>O     |
| Ramses II          | KV7                 | -    | ==>x | -        | -    | ==>x | ==>O     |
| Merenptah          | KV8                 | -    | -    | ==>O     | -    | -    | -        |
| Seti II            | KV15                | -    | -    | ==>O     | -    | -    | -        |
| Siptah             | KV47                | -    | -    | ==>O     | -    | -    | -        |
| Tausert (?)        | KV14 (?)            | -    | -    | ==>O     | -    | -    | -        |
| Sethnakht          | KV14                | -    | -    | ==>O     | -    | -    | -        |
| Ramses III         | KV11                | -    | -    | -        | -    | ==>x | ==>O     |
| Ramses IV          | KV2                 | -    | -    | ==>O     | -    | -    | -        |
| Ramses V           | KV9                 | -    | -    | ==>O     | -    | -    | -        |
| Ramses VI          | KV9                 | -    | -    | ==>O     | -    | -    | -        |
| Ramses IX          | KV6                 | -    | -    | -        | -    | ==>X | ==>O     |

## Galleria d'immagini

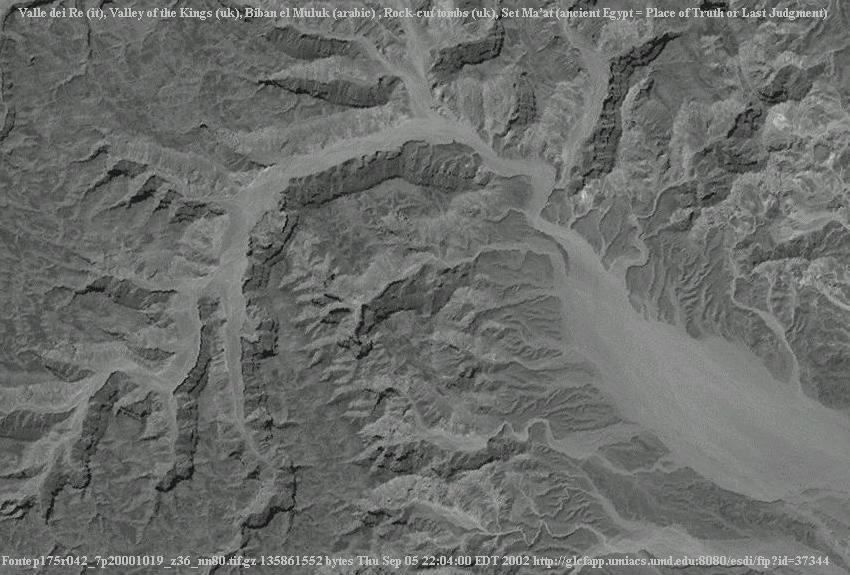
Ingrandimento della Valle dei Re ripresa dal Landsat 7
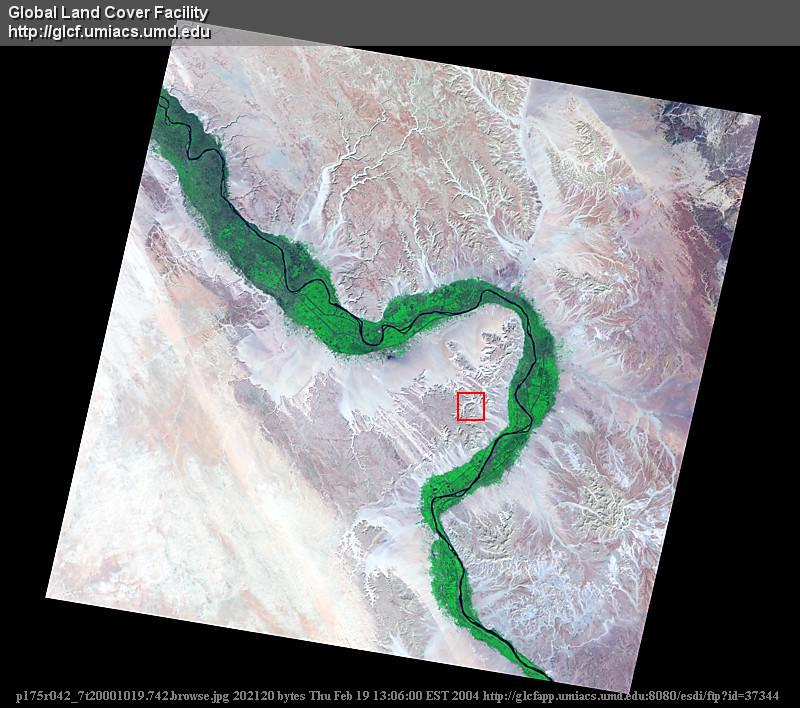
La valle ripresa dal Landsat 7
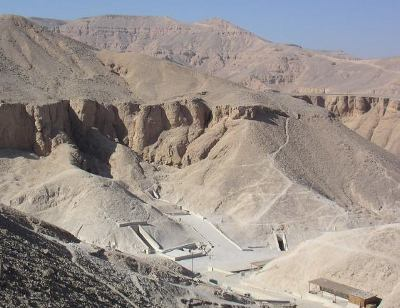
La Valle dei Re
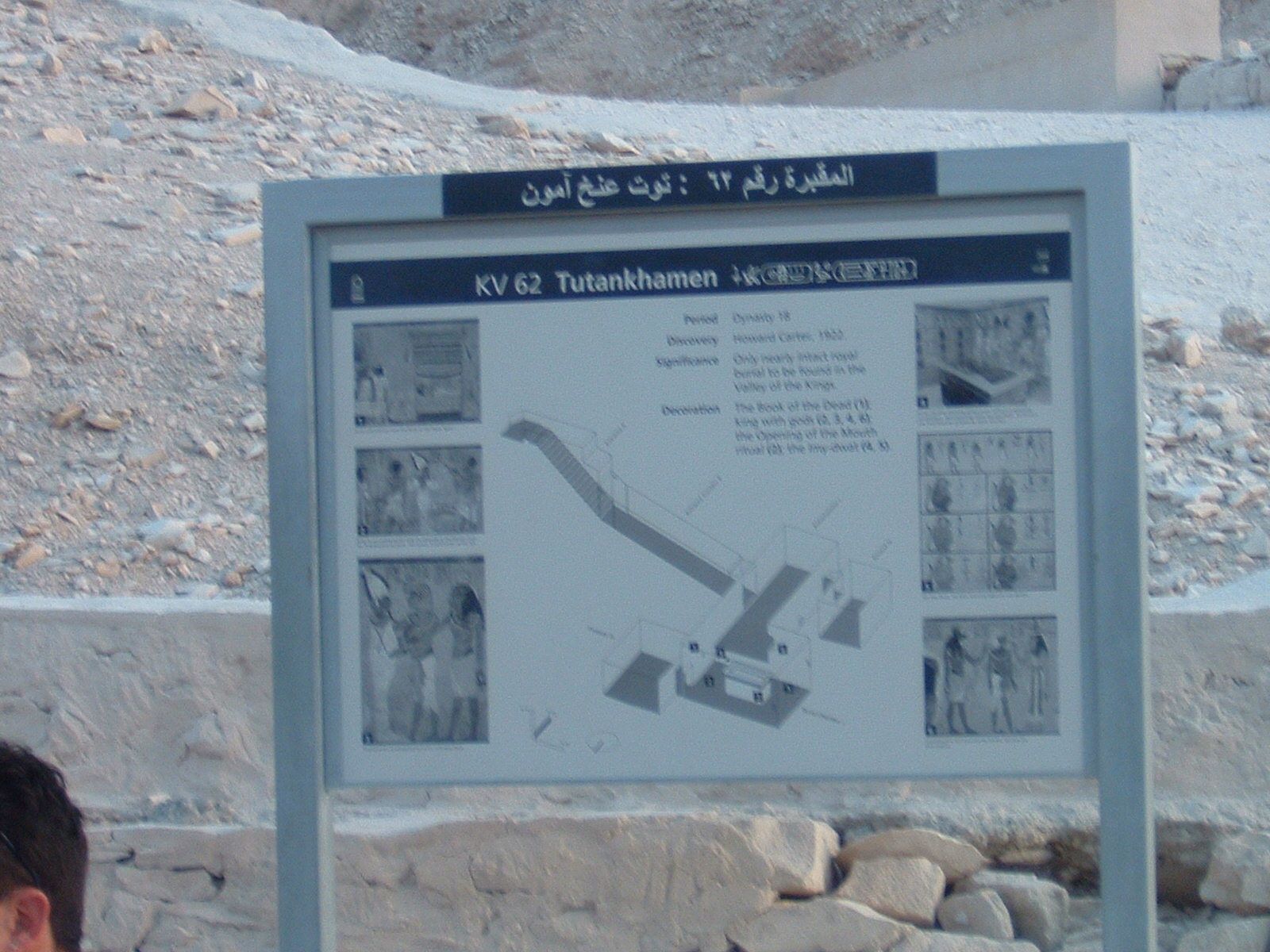
Pannello posto all'ingresso della tomba di Tutankhamon
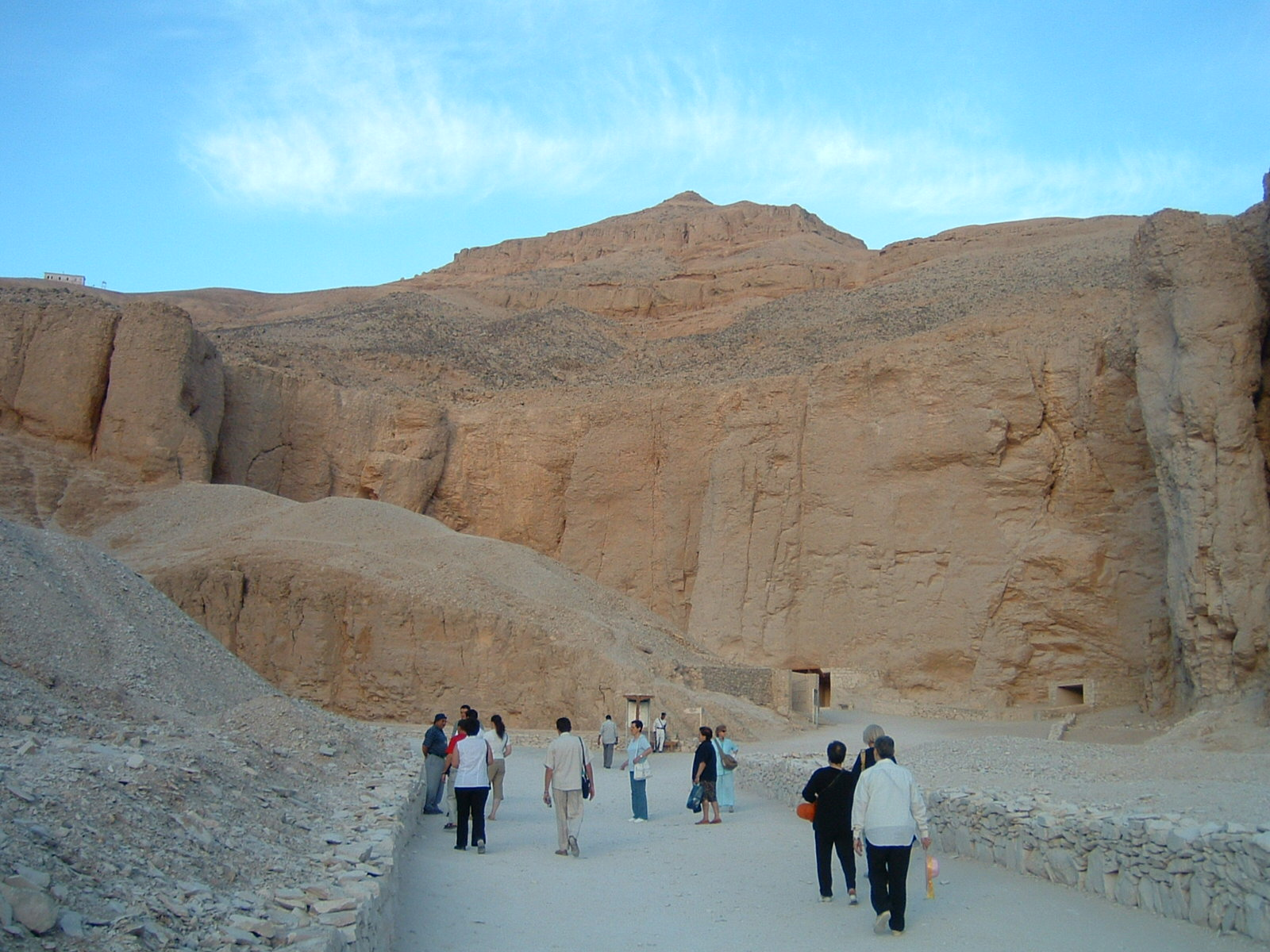
La piramide naturale

### Annotazioni
1. ↑  Il termine Per-Aa, ovvero "Grande Casa", da cui i Greci fecero derivare quello di "Faraone", entra in uso, per indicare il re, proprio con la XVIII Dinastia e, segnatamente, con Thutmose III. Antecedentemente, il termine per indicare il sovrano era Nefer Neter, ovvero "grande dio" o "bel dio". A rigor di logica, tutti i re precedenti alla XVIII dinastia non dovrebbero, perciò, essere indicati come faraoni, ma il termine è ormai invalso nell'uso comune e, benché improprio, può non essere considerato errore il suo uso.
2. ↑  Bāb è traducibile con "porta", il cui plurale è abwāb o bībān.
3. ↑  Mentre le tombe della valle sono indicate normalmente con la sigla "KV", ovvero King's Valley ("valle dei Re"), quelle della valle ovest sono precedute dalla sigla "WV", ovvero West Valley ("valle ovest").
4. ↑  Salvo rare eccezioni come la Tomba di Tutankhamon, KV62.
5. ↑  È il caso della tomba di Thutmose III.
6. ↑  È il caso della tomba di Amenofi III.
7. ↑  L'attuale Qurna, in arabo, ovvero la Cima.
8. ↑  Designata nei testi come te-dhn.t nfr.t, ovvero "il bel promontorio", la montagna era il regno che la dea Mertseger, rappresentata da un cobra con il capo eretto, condivideva con Ptah.
9. ↑  È il caso della tomba KV54, un pozzo profondo poco più di un metro e mezzo, contenente suppellettili che facevano riferimento a Tutankhamon e che gli scopritori, l'archeologo Edward Russell Ayrton e il magnate americano Theodore Davis, ritennero essere, nel 1907, la sepoltura proprio del faraone bambino.
10. ↑  Una forza di polizia specifica, i Medjay, era preposta alla sicurezza della Valle e, più genericamente, alla protezione delle aree di qualche interesse per la casa reale. Il termine, originariamente, nell'Antico Regno, faceva riferimento a un'area geografica del sud del paese, a est della seconda cateratta in Nubia; con il Medio Regno si passò a indicare una popolazione nomade impiegata nel presidio delle fortezze del deserto a protezione dell'area nubiana e delle aree desertiche. Durante il Secondo Periodo Intermedio i Medjay compaiono quali soldati combattenti nelle esercito di Khamose (XVII dinastia) durante la fase di liberazione dalle dinastie Hyksos; con il Nuovo Regno i Medjay assurgono al rango di forza di polizia di elite particolarmente dedicata alla tutela dei palazzi reali e delle necropoli reali.
11. ↑  La stessa tomba di Tutankhamon (KV62), con il suo ricco corredo, fu soggetta ad almeno due intrusioni tanto che, nonostante la ricchezza delle suppellettili sepolcrali rinvenute da Howard Carter, si calcolò che oltre il 60% dei gioielli e dei materiali di minori dimensioni, ivi compresi balsamari o contenitori di oli preziosi, era stato asportato dai ladri.
12. ↑  Uno sciacallo, rappresentante Anubi, il dio protettore della necropoli tebana, che sovrasta 9 prigionieri – i nemici dell'Egitto - legati per le braccia.
13. ↑  Il nome di sala d'oro deve intendersi nel senso che di tale metallo prezioso si riteneva fosse fatta la carne degli dei, cui il re defunto era pienamente assimilato.
14. ↑  Il pericoloso viaggio del sole durante la notte è narrato nel libro delle Due Strade risalente al Medio Regno e confermato nel libro dell'Amduat (o libro di ciò che è nel mondo sotterraneo), risalente al Nuovo Regno, a proposito delle ore quarta e quinta della notte.
15. ↑  Si ritiene tuttavia che tale andamento contorto, almeno per le prime tombe della XVIII dinastia, derivasse dal bisogno di seguire quanto più possibile l'andamento naturale del substrato roccioso o dalla necessità di superare ostacoli fisici incontrati durante i lavori di scavo e che solo successivamente lo si sia in qualche modo formalizzato attraverso significati simbolici.
16. ↑  Si veda la tomba di Thutmose III.
17. ↑  Si ritiene che la variazione architettonica, che era già iniziata con le ultime tombe della XVIII dinastia e segnatamente con quella di Horemheb, sia derivata dalla struttura delle tombe realizzate ad Akhetaton, oggi Tell el-Amarna, durante il breve periodo dell'Eresia Amarniana di Akhenaton.
18. ↑  In alcuni casi i corridoi superano i tre metri di larghezza e i quasi quattro di altezza.
19. ↑  Il testo è ripartito in 12 "ore" corrispondenti a quelle che il Sole deve percorrere ogni notte per poter risorgere il giorno successivo.
20. ↑  L'ultima scoperta, la più importante, è stata certo quella della Tomba di Tutankhamon, nel 1922; successivamente, in ordine cronologico, si passa alla KV63, nel 2006, alla KV64, che rappresenta in qualche modo un'anomalia giacché risalirebbe alla XXII dinastia, per giungere cronologicamente, al 2008, con la scoperta della KV65 di cui, a oggi (gennaio 2017), non sono state divulgate notizie in ordine al suo contenuto, né al suo titolare. Per tipologia di ingresso, la si ritiene tuttavia accreditabile alla XVIII dinastia.
21. ↑  A metà dell'Ottocento James Burton (1786-1862), egittologo britannico, tentò a sua volta di identificare 24 tombe e propose una classificazione sfruttando lettere dell'alfabeto; precedentemente, negli anni venti dello stesso secolo, un altro tentativo di classificazione era stato portato avanti da Robert Hay (1799-1863), antiquario ed egittologo dilettante scozzese. In questo caso le tombe prese in considerazione erano 23 e il sistema comprendeva numeri, come nel caso di Wilkinson. Per quanto riguarda il primo, Burton, questi non pubblicò mai i suoi lavori che giunsero in possesso del British Museum solo alla sua morte in 63 volumi di appunti, disegni e acquerelli. Analogamente, il lavoro di Hay giunse alla British Library in 49 volumi di appunti e disegni.
22. ↑  La tomba di Tutankhamon reca perciò il progressivo 62 a indicare che è stata la sessantaduesima scoperta nella Valle.
23. ↑  Informazioni schematiche relative alle singole tombe ricavate dal sito del Theban Mapping Project consultato a gennaio 2017.
24. ↑  Planimetria rilevata a mappata nel 1737-1738 a cura di Richard Pococke; 1799, rilevata e mappata la planimetria, registrati i dettagli dei dipinti dalla spedizione napoleonica; nuova rilevazione e mappatura nel 1825 a cura di James Burton; 1825-1835, visita e rilevamento del sarcofago a cura di Robert Hay; 1828-1829, rilevazione epigrafica a cura della spedizione franco toscana di Ippolito Rosellini; 1844-1845, nuova rilevazione epigrafica a cura di Karl Richard Lepsius; riapertura della tomba e rimozione del sarcofago nel 1906 a cura di Edward Russell Ayrton; 1958, riprese fotografiche a cura di Alexandre Piankoff (Aleksandr Nikolajevitš Pjankov 1897-1966 archeologo francese di origini russe, specialista di testi funerari del Nuovo Regno); campagne di scavo varie anni 1983-1984, 1990, 1994 a cura del Royal Ontario Museum, sotto la guida di Edwin C. Brock (1946-2015, egittologo statunitense del Theban Mapping Project).
25. ↑  Prima visita nota a cura del gesuita Claude Sicard nel 1718; planimetria rilevata a mappata nel 1737-1738 a cura di Richard Pococke; nuova rilevazione e mappatura nel 1825 a cura di James Burton; 1828-1829 rilevazione epigrafica a cura della spedizione franco toscana di Ippolito Rosellini; riapertura della tomba nel 1906 a cura di Edward Russell Ayrton per conto di Theodore Davis; scavi condotti da Howard Carter nel 1920 per conto di Lord Carnarvon.
26. ↑  Planimetria rilevata a mappata nel 1737-1738 a cura di Richard Pococke; nuova rilevazione e mappatura nel 1825 a cura di James Burton; 1828-1829 rilevazione epigrafica a cura della spedizione franco toscana di Ippolito Rosellini; scavi nei pressi dell'entrata a cura di James Edward Quibell e Edward Russell Ayrton nel 1904-1906; 1912 scavi eseguiti da Harry Burton per conto di Theodore Davis.
27. ↑  Planimetria rilevata a mappata nel 1737-1738 a cura di Richard Pococke; rilevata e mappata la planimetria, registrati i dettagli dei dipinti dalla spedizione napoleonica del 1799; nuova rilevazione e mappatura a cura di Edward Wiliam Lane nel 1826-1827; rilevazione epigrafica a cura di Karl Richard Lepsius nel 1844-1845; Howard Carter la sceglie, nel 1923 quale ricovero dei reperti rinvenuti nella Tomba di Tuitankhamon e come sala da pranzo per i membri della spedizione; rilevazioni epigrafiche a cura di John Romer nel periodo 1978-1980.
28. ↑  La cache di Deir el-Bahari, nota anche come TT320 e contenente le mummie di oltre 50 sovrani per preservarne il corpo dalle razzie compiute ab antiquo nella Valle, venne scoperta nel 1881.
29. ↑  Planimetria rilevata a mappata nel 1737-1738 a cura di Richard Pococke; rilevata e mappata la planimetria, registrati i dettagli dei dipinti dalla spedizione napoleonica del 1799; nuova rilevazione e mappatura nel 1825 a cura di James Burton; 1828-1829 rilevazione epigrafica a cura della spedizione franco toscana di Ippolito Rosellini; 1844-1845 nuova rilevazione epigrafica a cura di Karl Richard Lepsius che esegue anche scavi nel 1845; riapertura della toba nel 1914 a cura di Harry Burton per conto di Theodore Davis; mappatura e trasposizione informatica a cura del Theban Mapping Project nel 1979.
30. ↑  Planimetria rilevata a mappata nel 1737-1738 a cura di Richard Pococke; rilevata e mappata la planimetria, registrati i dettagli dei dipinti dalla spedizione napoleonica del 1799; nuova rilevazione e mappatura nel 1825 a cura di James Burton; 1828-1829 rilevazione epigrafica a cura della spedizione franco toscana di Ippolito Rosellini; 1844-1845 nuova rilevazione epigrafica a cura di Karl Richard Lepsius che esegue anche scavi nel 1845; 1903-1904 Howard Carter fa installare un cancello in ferro e l'lluminazione elettrica.
31. ↑  Planimetria rilevata a mappata nel 1737-1738 a cura di Richard Pococke; rilevata e mappata la planimetria, registrati i dettagli dei dipinti dalla spedizione napoleonica del 1799; nuova rilevazione e mappatura nel 1825 a cura di James Burton; 1828-1829 rilevazione epigrafica a cura della spedizione franco toscana di Ippolito Rosellini; scavi a cura di George Daressy nel 1888; rilevazioni epigrafiche nel 1958 a cura di Alexandre Piankoff; campagne di scavo 1996 e 1998-2000 a cura di Adam Lukaszewicz per rilevazioni epigrafiche.
32. ↑  Planimetria rilevata a mappata nel 1737-1738 a cura di Richard Pococke; nuova rilevazione e mappatura nel 1825 a cura di James Burton e John Gardner Wilkinson; 1828-1829 rilevazione epigrafica a cura della spedizione franco toscana di Ippolito Rosellini; nuova rilevazione epigrafica nel 1883 a cura di Eugéne Lefébure; scavi a cura di Edward Russell Ayrton nel 1907 per conto di Theodore Davis; 1992-1999 Scavi a cura di Otto J. Schaden.
33. ↑  Planimetria rilevata a mappata nel 1737-1738 a cura di Richard Pococke; rilevamento epigrafico di James Bruce nel 1769 e, successivamente, nel 1799 dalla spedizione napoleonica; 1816 e 1819 scavi a cura di Giovanni Battista Belzoni che rimuove il sarcofago; 1828-1829 rilevazione epigrafica a cura della spedizione franco toscana di Ippolito Rosellini; 1844-1845 nuova rilevazione epigrafica a cura di Karl Richard Lepsius; 1959-1981 rilevazione epigrafica a cura di Marek Marciniak.
34. ↑  Planimetria rilevata a mappata nel 1737-1738 a cura di Richard Pococke; mappatura e planimetria a cura di Giovanni Battista Belzoni nel 1817; 1908-1909 ritrovamento a cura di Ernst Harold Jones di ushabti recanti il nome di Ramses VI nei pressi dell'entrata; 1920-1921 Howard Carter esegue scavi infruttuosi alla ricerca del deposito di fondazione; Edwin C. Brock e Otto John Schaden (1937-2015, egittologo statunitense, capo del Amenmesse Tomb Project -KV10- dell'Università di Memphis) eseguono campagna fotografica nel 1994.
35. ↑  Planimetria rilevata a mappata nel 1737-1738 a cura di Richard Pococke; rilevata e mappata la planimetria, registrati i dettagli dei dipinti dalla spedizione napoleonica del 1799; 1988-1994 scavi a cura di Hartwig Altenmüller (1938, egittologo tedesco)
36. ↑  Planimetria rilevata a mappata nel 1737-1738 a cura di Richard Pococke; rilevamento epigrafico, nel 1799, a cura della spedizione napoleonica e, successivamente, nel 1828-1829, a cura della spedizione franco toscana di Ippolito Rosellini; 1983-1987 scavi a cura di Hartwig Altenmüller
37. ↑  Planimetria rilevata a mappata nel 1737-1738 a cura di Richard Pococke; rilevamento epigrafico, nel 1799, a cura della spedizione napoleonica; mappatura e planimetria a cura di James Burton nel 1825; rilevamento epigrafico, nel 1828-1829, a cura della spedizione franco toscana di Ippolito Rosellini; scavi a cura di Howard Carter nel 1903-1904.
38. ↑  1817 scoperta della tomba a cura di Giovanni Battista Belzoni e scavi relativi per conto di Henry Salt; mappatura e planimetria a cura di James Burton nel 1825; rilevamento epigrafico, nel 1828-1829, a cura della spedizione franco toscana di Ippolito Rosellini; nuovi rilevamenti epigrafici nel 1844-1845 a cura di Karl Richard Lepsius e, nel 1957, di Alexandre Piankoff.
39. ↑  1817 scoperta della tomba a cura di Giovanni Battista Belzoni e scavi relativi per conto di Henry Salt; lavori di conservazione e restauro nel 1825 a cura di James Burton; rilevamento epigrafico, nel 1828-1829, a cura della spedizione franco toscana di Ippolito Rosellini; lavori di scavo e restauro nel 1902-1903 a cura di Howard Carter; rilevazioni fotografiche a cura di Harry Burton 1921-1928; rilevazione informatizzata a cura del Theban Mapping Project nel 1979; rilevazioni epigrafiche nel 1991 a cura di Erik Hornung; lavori di conservazione e restauro a cura dell'American Research Center in Egypt 1996-2000.
40. ↑  Planimetria rilevata a mappata nel 1737-1738 a cura di Richard Pococke; rilevamento epigrafico, nel 1799, a cura della spedizione napoleonica; mappatura e planimetria a cura di James Burton nel 1825; rilevamento epigrafico, nel 1828-1829, a cura della spedizione franco toscana di Ippolito Rosellini; mappatura e rilevazione a cura di Eugène Lefébure nel 1880; 1902 Howard Carter rinviene il deposito di fondazione nei pressi dell'ingresso; 1998-2000 scavi a cura della MISR: MIssion Siptah Ramses X.
41. ↑  1817 scoperta della tomba a cura di Giovanni Battista Belzoni e scavi relativi per conto di Henry Salt; lavori di conservazione e restauro nel 1825 a cura di James Burton; rilevamento epigrafico, nel 1828-1829, a cura della spedizione franco toscana di Ippolito Rosellini; rilevamento epigrafico nel 1944-1845 a cura di Karl Richard Lepsius; scavi dell'entrata a cura di Howard Carter nel 1903; scavi e svuotamento completo della tomba a cura di Edward Russell Ayrton nel 1905-1906 per conto di Theodore Davis.
42. ↑  Mappatura e planimetria eseguite a cura della spedizione napoleonica nel 1799; mappatura e planimetria eseguite da Giovanni Battista Belzoni nel 1817; scavi e mappatura di James Burton nel 1825; scavi condotti nel 1903-1904 da Howard Carter per conto di Theodore Davis.
43. ↑  1817 scoperta della tomba a cura di Giovanni Battista Belzoni e scavi relativi per conto di Henry Salt; lavori di mappatura e rilevazione planimetrica nel 1825 a cura di James Burton; scavi nel 1989-1990 a cura di Donald P. Ryan (1957, archeologo statunitense).
44. ↑  1799 scoperta della tomba a cura di Édouard de Villiers du Terrage (1780-1855, ingegnere civile e archeologo francese, facente parte della spedizione napoleonica); rilevamento epigrafico, nel 1799, a cura della spedizione napoleonica; rilevamento epigrafico, nel 1828-1829, a cura della spedizione franco toscana di Ippolito Rosellini; rilevamenti epigrafici a cura di Karl Richard Lepsius e Victor Loret rispettivamente nel 1844 e nel 1898; scavi di Theodore Davis 1905-1914; 1915 Howard Carter scopre cinque depositi di fondazione per conto di Lord Carnarvon; 1959 rilievi epigrafici a cura di Alexandre Piankoff ed Erik Hornung; 1989 scavi e lavori di conservazione e restauro a cura della Università di Waseda.
45. ↑  1816 scoperta della tomba a cura di Giovanni Battista Belzoni e scavi relativi per conto di Henry Salt; rilevamenti epigrafici a cura di Karl Richard Lepsius nel 1824; rimozione dei resti del sarcofago nel 1908 a cura di Howard Carter per conto di Gaston Maspero; rilevamenti epigrafici a cura di Alexandre Piankoff nel 1958; scavi a cura di Otto Schaden nel 1972 per conto dell'Università del Minnesota.
46. ↑  Mappatura e planimetria a cura di John Gardner Wilkinson 1825-1828; mappatura e planimetria nel 1970-1971 a cura di Jaroslav Cerny (1898-1970, egittologo cecoslovacco) e A.A. Sadek; scavi a cura di Otto Schaden nel 1991-1992.
47. ↑  1817 scoperta della tomba a cura di Giovanni Battista Belzoni e scavi relativi; scavi a cura di Otto Schaden nel 1972-1973.
48. ↑  Visitata da James Burton nel 1825 e da Victor Loret nel 1898.
49. ↑  Mappatura e planimetria a cura di John Gardner Wilkinson nel 1825-1828; scavi di Donald Ryan nel 1990.
50. ↑  Mappatura e planimetria a cura di John Gardner Wilkinson nel 1825-1828; scavi di Donald Ryan nel 1990.
51. ↑  Mappatura a cura di James Burton, nel 1825, John Gardner Wilkinson nel 1828 e Victor Loret nel 1899.
52. ↑  1817 scoperta della tomba a cura di Giovanni Battista Belzoni e scavi relativi per conto del Conte di Belmore; mappatura e planimetria a cura di James Burton nel 1825 e Victor Loret nel 1898.
53. ↑  1817 scoperta della tomba a cura di Giovanni Battista Belzoni e scavi relativi per conto del Conte di Belmore; mappatura e planimetria a cura di Victor Loret nel 1898.
54. ↑  1898 scoperta e scavi della tomba a cura di Victor Loret per conto del Service des Antiquités; 2000-2001 scavi a cura della MISR: Mission Siptah-Ramses X.
55. ↑  1898 scoperta e scavi della tomba a cura di Victor Loret per conto del Service des Antiquités.
56. ↑  1898 tomba scoperta dall'ispettore egiziano Hosni, ma rivendicata da Victor Loret che ne curò lo scavo per conto del Service des Antiquités; scavi a cura di Georges Daressy nel 1898-1899; rilevamento fotografico nel 1932 a cura di Paul Bucher.
57. ↑  1898 scoperta e scavi della tomba a cura di Victor Loret per conto del Service des Antiquités; rilevamento fotografico nel 1932 a cura di Paul Bucher; rilevamento epigrafico a cura di Erik Hornung nel 1982-1992.
58. ↑  1898 scoperta e scavi della tomba a cura di Victor Loret per conto del Service des Antiquités.
59. ↑  1889 mappatura a planimetria a cura di Eugéne Lefébure; 1899 scoperta e scavi della tomba a cura di Victor Loret per conto del Service des Antiquités.
60. ↑  1899 scoperta e scavi della tomba a cura di Victor Loret per conto del Service des Antiquités; 1919 scavi di Howard Carter che rinviene il deposito di fondazione nei pressi dell'entrata.
61. ↑  1900 scoperta e scavi della tomba a cura di Andraos Boutros e C. Macarios; scavi di John Rose nel 1989 e nel 1991-1994; scavi, mappatura e planimetria a cura di Ian Buckley dal 2001.
62. ↑  1899 scoperta e scavi della tomba a cura di Victor Loret per conto del Service des Antiquités.
63. ↑  1899 scoperta e scavi della tomba a cura di Victor Loret per conto del Service des Antiquités; 1991 scavi condotti dall'Institut français d'archéologie orientale in collaborazione con la Facoltà di Archeologia dell'Università del Cairo (Ministero delle Antichità).
64. ↑  1899 scoperta della tomba a cura di Victor Loret; 1900 scavi a cura di Boutros Andraos, C. Macarios e Howard Carter; scavi di Howard Carter anche nel 1921 con ritrovamento del deposito di fondazione; scavi e lavori di conservazione e restauro a cura del Consiglio Supremo delle Antichità egizie dal 1991.
65. ↑  1903 scoperta della tomba, scavi e rilevazioni epigrafiche a cura di Howard Carter.
66. ↑  1901 scoperta della tomba e scavi a cura di Howard Carter per conto di Theodore Davis; 1990-1991 scavi, e ritrovamento dei resti di sette corpi, a cura di Donald P. Ryan.
67. ↑  1903 scoperta della tomba e scavi a cura di Howard Carter per conto di Theodore Davis; 1992 scavi a cura di Donald P. Ryan.
68. ↑  1905 scoperta della tomba e scavi a cura di James Edward Quibell per conto di Theodore Davis.
69. ↑  1905 scoperta della tomba e scavi a cura di Edward Russell Ayrton per conto di Theodore Davis; rilievi epigrafici a cura di Ernest Harold Jones nel 1907; scavi a cura di Harry Burton nel 1912-1913; 1922 scavi a cura di Howard Carter; 1994 scavi e lavori di conservazione e restauro a cura del Supremo Consiglio delle Antichità egizie; scavi, rilevamento epigrafico e lavori di conservazione e restauro a cura della MISR: Mission Siptah-Ramses X dal 1999.
70. ↑  1905 scoperta della tomba e scavi a cura di Edward Russell Ayrton per conto di Theodore Davis; 1986, costruzione di muro a protezione delle infiltrazioni d'acqua a cura del Theban Mapping Project.
71. ↑  1905 scoperta della tomba e scavi a cura di Edward Russell Ayrton per conto di Theodore Davis.
72. 1 2 3 4  1906 scoperta della tomba e scavi a cura di Edward Russell Ayrton per conto di Theodore Davis.
73. ↑  1907 scoperta della tomba e scavi a cura di Edward Russell Ayrton per conto di Theodore Davis; 1999-2000 scavi a cura della MISR: Mission Siptah-Ramses X.
74. ↑  1907 scoperta della tomba e scavi a cura di Edward Russell Ayrton per conto di Theodore Davis; 1992-1996, scavi a cura di Lyla Pinch Brock (egittologa canadese, specializzata in epigrafia).
75. ↑  1908 scoperta della tomba e scavi a cura di Edward Russell Ayrton per conto di Theodore Davis; 1999-2002, scavi del ARTP: Amarna Royal Tombs Project
76. ↑  1908 scoperta della tomba e scavi a cura di Edward Russell Ayrton per conto di Theodore Davis; 1912 mappatura e planimetria a cura di Theodore Davis; rilevamento fotografico a cura di Harry Burton nel 1923 per conto del Metropolitan Museum of Art; lavori di conservazione e restauro nel 1934 a cura del Service des Antiquités; 1971 rilevazioni fotografiche, a colori, a cura di Erik Hornung; dal 1994 lavori di conservazione e restauro a cura del Supreme Council of Antiquities.
77. ↑  1909 scoperta della tomba e scavi a cura di Ernest Harold Jones per conto di Theodore Davis che, erroneamente, la accreditò come scoperta nel 1907 da Edward Russell Ayrton.
78. ↑  1825, mappatura e planimetria a cura di James Burton; 1889, mappatura e planimetria a cura di Eugène Lefébure; 1921, mappatura e planimetria a cura di Howard Carter.
79. ↑  1903 scoperta della tomba e scavi a cura di Howard Carter per conto di Theodore Davis; 1906, scavi a cura di Edward Russell Ayrton e rimozione della mummia di Sit-Ra; 1989-1990, ri-localizzazione della tomba e scavi a cura di Donald P. Ryan.
80. ↑  1903, scoperta della tomba e scavi a cura di Ernest Harold Jones per conto di Theodore Davis, ma non esiste alcuna registrazione.
81. ↑  1922, scoperta della tomba e scavi a cura di Howard Carter per conto di Lord Carnarvon; 1923, rilevazioni fotografiche a cura di Harry Burton; 1922-1932 lavori di svuotamento, conservazione e restauro delle suppellettili funerarie a cura di team diretto da Howard Carter.
82. ↑  Da un frammento di legno recante la sola scritta "..aaton" si è ritenuto che il nome completo della defunta fosse Ankhesepaaton, figlia di Akhenaton e Nefertiti e consorte di Tutankhamon con il nome di Ankhesenamon.
83. ↑  Datata alla XXII dinastia, la tomba presenta anche una seconda anomalia: la titolare, infatti, non avrebbe titolo a essere qui sepolta trattandosi di una "cantante" del tempio di Amon a Karnak. È bene tener presente che la sigla KV64 era tuttavia già stata impiegata nel 2000 dall'archeologo Nicholas Reeves che l'aveva assegnata a un'anomalia rilevata dal georadar impiegato nell'ambito dell'Amarna Royal Tombs Project.
84. ↑  La tomba, scoperta nell'agosto 2008, non risulta essere stata ancora aperta per problemi di staticità.
85. ↑  Si veda, a titolo esemplificativo, la voce Sennedjem.
86. ↑  Gli altri sono il villaggio operaio nell'area di Tell el-Amarna, l'antica Akhetaton, e il villaggio di el-Lahun risalente alla XII Dinastia e ubicato presso El-Lashur.
87. ↑  L'approvvigionamento idrico avveniva perciò, molto probabilmente, con carovane di bestie da soma.
88. ↑  Le considerevoli spese sostenute durante il regno di Ramses III per la costruzione di monumenti a Tebe, portò a ritardi nel pagamento degli operai di Deir e—Medina tanto che, nell'anno venticinquesimo di regno, lo scriba Neferhotep scriveva al re: "ci è stato consegnato un khar e mezzo di grano (circa 76 Kg.)… stiamo morendo e non possiamo vivere". Nell'anno ventinovesimo (circa il 1165 a.C.), la situazione si aggravò evidentemente al punto tale che gli operai di Deir el-Medina, guidati dallo scriba Amonnakhte, scesero in sciopero raggiungendo uno dei templi funerari di Deir el-Bahari e qui effettuarono quello che noi oggi chiameremmo un sit-in. Il giorno successivo la manifestazione venne ripetuta presso un altro tempio fino a che i rappresentanti degli operai non vennero ricevuti dagli amministratori di Tebe e non vennero soddisfatte le richieste con il pagamento del dovuto.
89. ↑  L'esame dei numerosi reperti rinvenuti a Deir el-Medina, ha consentito di individuare nomi di operai di almeno 30 differenti provenienze.
90. ↑  Le squadre erano denominate iswt, traducibile con il termine marinaresco "equipaggio", di babordo e tribordo a seconda che operassero rispettivamente sul lato sinistro o destro della tomba.
91. ↑  Amico di Gaio Elio Gallo, prefetto d'Egitto durante il regno di Augusto.
92. ↑  A Memnone vennero peraltro assegnate le statue colossali, uniche vestigia a oggi visibili, del faraone Amenofi III nell'odierna località di Kom el-Hettan. L'assegnazione all'eroe greco troverebbe la sua ragion d'essere nel fatto che era figlio di Eos, l'aurora, e che proprio al mattino i Colossi emettessero un suono che veniva interpretato come un canto di saluto alla dea.
93. ↑  Nel 1900 venne inoltre pubblicata una preziosa raccolta di disegni e acquerelli del Denon:  Egypte : documents d'art Egyptien d'aprés la Description de l'Armée Francaise sous Napoléon Ier, L'Expédition d'Egypte, dessins du Baron Denon, et le Musée Egyptine, Parigi, A. Guérinet, SBN NAP0404394.
94. ↑  Titolo completo: Description de l'Égypte, ou Recueil des observations et des recherches qui ont été faites en Égypte pendant l'expédition de l'armée française ["Descrizione dell'Egitto, o la raccolta di osservazioni e ricerche fatte in Egitto durante la spedizione dell'esercito francese"].
95. ↑  Qui cercò di convincere gli indigeni, inutilmente, a scavare il tempio di Abu Simbel.
96. ↑  La collezione, che originariamente il Drovetti aveva tentato di vendere al conte de Forbin, direttore dei Musei Reali di Francia, comprendeva tra l'altro 169 papiri (tra cui il Papiro dei Re, forse rinvenuto proprio in una tomba della Valle dei re, e la planimetria della tomba di Ramses IV, KV2), 102 mummie e 95 statue (tra cui quelle di Ramses II e di Tutankhamon).
97. ↑  Per il primo allestimento del Museo della Regia Università (da cui deriverà il Museo Egizio), re Carlo Felice aggiunse, alla collezione ricevuta da Drovetti, quella già in su possesso di oggetti raccolti in Egitto, nel 1759, da Vitaliano Donati.
98. ↑  Fredrick Henniker (1793-1825), viaggiatore ed esploratore inglese.
99. ↑  Dal 1821 al 1835; successivamente, dal 1842 al 1843; poi dal 1848 al 1849, quindi nel 1855.
100. ↑  L'opera di Wilkinson, raccolta in 56 volumi è oggi conservata presso la Biblioteca Bodleiana dell'Università di Oxford
101. ↑  Burton raggiunse l'Egitto nel 1822 chiamato da Mohammed Ali Pasha quale supervisore minerario; nel 1824 lasciò l'incarico e iniziò la sua carriera di egittologo. Nel 1825 navigò a lungo sul Nilo raggiungendo Abu Simbel e trascorrendo alcuni mesi a Tebe con scavi a Medinet Habu, Karnak e nella Valle dei Re. Dal 1825 al 1834 scomparve nel deserto e nulla si sa di tale periodo. Ritornò a Londra nel 1835.
102. ↑  Nel 1818, durante il servizio militare in marina, visitò Alessandria d'Egitto. Tornò nel Paese dal 1824 al 1828 e, successivamente, dal 1829 al 1834
103. ↑  Il lavoro di traduzione, verosimilmente molto intenso, arrivò persino a diventare noioso se uno dei partecipanti, Nestor Hippolyte Antoine l'Hôte (1804-1842), pittore e artista grafico, allievo di Champollion, annotò nel suo diario: Dio! i geroglifici sono davvero noiosi e depressivi! Ne siamo tutti stanchi!
104. ↑  Da KV1 alla KV4; da KV14 a KV19; KV16 e, forse, KV17.
105. ↑  A lui si deve l'acquisto nel 1858 del papiro che reca il suo, oggi al British Museum.
106. ↑  Nel suo Thebes, its Tomb and their Tenants egli scriverà: avendo scavato in ogni possibile luogo ove non esisteva traccia di precedenti scavi, sono ragiovenolmente certo che non esistono altre tombe se non quelle già note
107. ↑  KV26; KV29; KV37; KV40; KV59; WV24 (KV24) e WV25 (KV25, forse di Amenofi IV/Akhenaton).
108. ↑  Uno dei collaboratori di Loret, Emile Brugsh, così lo descrisse: il direttore precedente era un piccolo diavolo, ma niente a confronto di Loret che era venti diavoli
109. ↑  KV26, KV27, KV28, KV30 e KV31.
110. ↑  Emma B. Andrews (1837-1922) Accompagnatrice di Theodore Davis in Egitto dal 1889 al 1913.
111. ↑  Robert Mond (1867-1938), industriale chimico britannico con la passione per l'archeologia.
112. ↑  37.820 Lire egiziane per i soli materiali, 2.640 per il trasporto, 15.920 per la sorveglianza e 51.995 per le paghe. Cifre così riportate da Reeves & Wilkinson (2000), p. 72.
113. ↑  Si trattava di lampade da 10, 16 o 32 candele
114. ↑  In più occasioni Gaston Maspero ebbe a lamentarsi dei metodi posti in essere da Davis nel timore che la Valle dei Re divenisse, per Davis, un immenso campo da gioco di cui, per il potere economico di cui disponeva, egli fosse l'unico proprietario. I rapporti delle sue scoperte, peraltro, brillavano per l'incompletezza, gli errori e le omissioni.
115. ↑  La posizione della tomba KV53 non è oggi più nota, proprio per la superficialità del lavoro svolto e la fretta di Davis di passare subito ad altre ricerche più fruttuose.
116. ↑  Il reverendo Archibald Henry Sayce, in una sua lettera indirizzata a Weigall, scrisse: temo che non si possa fermare una valanga come non si possa fermare Mr. Davis quando è convinto di una certa cosa.
117. ↑  Un ospite di Davis dirà: si camminava letteralmente su polvere d'oro e Davis regalava ai suoi ospiti i frammenti più grandi.
118. ↑  A dimostrazione di quanto fosse precario il rapporto tra i due, in una sua lettera ad Arthur Weigall, a proposito dell'abbandono di Ayrton, Davis scrisse: l'elemento di disturbo è andato via, innegabilmente il cielo sarà ora più brillante!
119. ↑  Di Harry Burton (conosciuto da Davis a Firenze dove il fotografo stava lavorando per lo storico del rinascimento Henry Cust) saranno tutte le fotografie della tomba KV62 di Tutankhamon.
120. ↑  Quale ispettore anche del sito di Saqqara, e tenendo fede al suo proposito di tutelare le antichità egizie, Carter aveva dato ordine alle guardie di vietare l'accesso indiscriminato al sito. Nel 1905, le insistenze di una comitiva di turisti francesi fece insorgere una rissa con le guardie locali. La Francia pretese scuse formali che Carter rifiutò venendo allontanato dal suo incarico.
121. ↑  È di certo un'illazione (dacché non risultano scritti in tal senso), ma si ritiene che Carter avesse già individuato "qualcosa" anni prima quando, improvvisamente, aveva sospeso la propria attività di scavo dinanzi all'ingresso della tomba KV9, di Ramses VI, e aveva - senza alcun motivo apparente - variato il sito di scavo.
122. ↑  Elizabeth Thomas (1907 - 1986), egittologa statunitense.
123. ↑  Nestor Hippolyte Antoine l'Hôte (1804 - 1842) egittologo, pittore e disegnatore grafico francese.

### Fonti
1. ↑  Howard Carter, "Tutankhamen", Garzanti, ISBN 88-11-68045-X, pag. 17
2. 1 2 3  (EN) Theban Mapping Project: La Valle dei Re, su thebanmappingproject.com, Theban Mapping Project. URL consultato il 26 gennaio 2017 (archiviato dall'url originale il 19 luglio 2008).
3. ↑  Jacq (1998), pp. 19-20.
4. ↑  Reeves & Wilkinson (2000), p. 18.
5. ↑   Alberto Siliotti, Guida alla Valle dei Re, ai templi e alle necropoli tebane, Vercelli, White Star, 2010, ISBN 978-88-540-1420-6.
6. ↑  Reeves & Wilkinson (2000), p. 14.
7. 1 2 3  Theban Mapping Project
8. ↑  Reeves & Wilkinson (2000), p. 17.
9. ↑  Alberto Siliotti (2000), Guida alla Valle dei Re, Vercelli, White Star, p. 12.
10. 1 2 3 4  Reeves & Wilkinson (2000), p. 20.
11. 1 2 3 4  Reeves & Wilkinson (2000), p. 21.
12. ↑  Alberto Siliotti (2000), p. 13
13. ↑  Guillemette Andreu e Anna Maria Donadoni Roveri (2003), Gli artisti del faraone. Deir el-Medina e le Valli dei Re e delle Regine, Milano, Electa, pp. 248-255.
14. ↑  Reeves & Wilkinson (2000), p. 19.
15. ↑   Toby Wilkinson, Dictionary of Ancient Egypt, Londra, Thames & Hudson, 2005, ISBN 0-500-05137-2.
16. ↑  Sull'impiego dei Medjay nella guerra di liberazione dagli Hyksos, vedi  Ian Shaw, The Oxford history of Ancient Egypt, Oxford University Press, 2000, ISBN 0-19-280293-3.
17. 1 2 3  Reeves & Wilkinson (2000), p. 25.
18. 1 2  Reeves & Wilkinson (2000), p. 26.
19. ↑  Reeves & Wilkinson (2000), p. 27.
20. ↑  Ove noto è stata indicata la completezza o il/i capitolo/i presente/i.
21. ↑  Reeves e Wilkinson (2000), p. 38.
22. ↑  Tosi (2006), da pag. 105 a pag. 127.
23. ↑  Kent R. Weeks (2005) da pag. 234 a pag.351
24. ↑  Reeves & Wilkinson (2000), p. 38.
25. 1 2 3  Reeves & Wilkinson (2000), p. 63.
26. 1 2 3 4  Reeves & Wilkinson (2000), p. 62.
27. 1 2  (EN) Theban Mapping Project, su thebanmappingproject.com. URL consultato il 22 giugno 2005 (archiviato dall'url originale il 5 dicembre 2006).
28. ↑   Hawass Z et al., Ancestry and pathology in king tutankhamun's family, in JAMA, vol. 7, n. 303, 17 febbraio 2010,  pp. 638-647, DOI:10.1001/jama.2010.121, ISSN 0098-7484 0098-7484 (WC · ACNP).
29. ↑   King Tut's Family Secrets - National Geographic Magazine, su ngm.nationalgeographic.com. URL consultato il 23 marzo 2017 (archiviato dall'url originale il 21 marzo 2018).
30. 1 2  Hawass, Z., Y. Z. Gad, et al.; Ancestry and Pathology in King Tutankhamun's Family; 2010. Journal of the American Medical Association: Ancestry and Pathology in King Tutankhamun's Family.
31. ↑  (EN) Le tombe reali, su amarnaproject.com.
32. ↑  Kent R. Weeks, I tesori di Luxor e della Valle dei Re, pag. 231.
33. ↑  Tutte le misure sono ricavate dal Theban Mapping Project, consultato il 13 febbraio 2017
34. ↑  Guillemette Andreu e Anna Maria Donadoni Roveri (2003), Gli artisti del faraone. Deir el-Medina e le Valli dei Re e delle Regine, Milano, Electa.
35. ↑  Reeves & Wilkinson (2000), pp. 22 e sgg.
36. 1 2  Reeves & Wilkinson (2000), p. 23.
37. ↑  Reeves & Wilkinson (2000), pp. 22-23.
38. ↑  Joyce Tildesley (1996), Hatchespsut: the female Pharaoh, Viking, p. 62.
39. ↑   History of the Valley of the Kings (Third Intermediate Period-Byzantine Period), su thebanmappingproject.com, Theban Mapping Project. URL consultato il 13 gennaio 2017 (archiviato dall'url originale il 23 settembre 2008).
40. ↑  Reeves & Wilkinson (2000), p. 50.
41. ↑  Reeves & Wilkinson (2000), pp. 31-33.
42. ↑  (FR) Jules Baillet, Inscriptions grecques et latines des tombeaux des rois ou syringes à Thèbes, il Cairo, Institut français d'archéologie orientale, 1920, SBN USM1585820.
43. ↑  Reeves & Wilkinson (2000), pp. 50 e sgg.
44. 1 2  Reeves & Wilkinson (2000), p. 51.
45. ↑   Charles-François d'Orléans, Relation du voyage du Sayd, ou de la Thébaide, fait en 1668 par les PP. Protais & Charles-François d'Orléans, capucins missionaires, in M. Thevenot (a cura di), Relations des divers Voyages Curieux,... (in folio), volume 2/13, Parigi, 1696..
46. 1 2  Reeves & Wilkinson (2000), p. 52.
47. ↑  (EN) Richard Pococke, A description of the East, and some other countries. Vol. 1: Observations on Egypt, Londra, by W. Bowyer, 1743, SBN TO0E044752.
48. 1 2  Reeves & Wilkinson (2000), p. 53.
49. ↑  (EN) William George Browne, Travels in Africa, Egypt and Syria from the year 1792 to 1798, Londra, T. Caddell Junior & W. Davies, 1799, SBN TO0E110191.
50. ↑  Johann Michael Vansleb (1677), Nouvelle Relation En forme de Iournal, D´un Voyage Fait en Egypte. Par le P. Vansleb, R.D., en 1672 & 1673, Parigi, Chez Estienne Michallet.
51. ↑  (FR) Benoît de Maillet, Description de l'Egypte contenant plusieurs remarques curieuses sur la Geographie ancienne et moderne de ce Pais, sur les Monumens anciens, sur le Moeurs, les Costumes & la Religion del Habitans, sur les Animaux, les Arbres, les Plantes &c, Parigi, Chez Isaac Beauregard, 1740, SBN UBOE027627.
52. ↑  Reeves & Wilkinson (2000), p. 55.
53. 1 2   Bernardino Drovetti, in Dizionario biografico degli italiani, Roma, Istituto dell'Enciclopedia Italiana. URL consultato il 15 gennaio 2017.
54. ↑  Reeves & Wilkinson (2000), p. 56.
55. ↑  Notes during the visit to Egypt, Nubia the Oasis, Mount Sinai, and Jerusalem, Londra, 1823.
56. ↑  Reeves & Wilkinson (2000), p. 59.
57. 1 2  Reeves & Wilkinson (2000), p. 60.
58. ↑  Reeves & Wilkinson (2000), p. 58.
59. ↑  John Gardner Wilkinson (1835), Topography of Thebes, and General View of Egypt: Being a Short Account of the Principal Objects worthy of notice in the Valley of the Nile, cap. II, pp. 100 e sgg., Londra, J. Murray.
60. ↑  Reeves & Wilkinson (2000), p. 61.
61. ↑  Reeves & Wilkinson (2000), p. 64.
62. ↑   Progetto Rosellini.com, su progettorosellini.com. URL consultato il 26 giugno 2019 (archiviato dall'url originale il 28 novembre 2018).
63. 1 2 3  Reeves & Wilkinson (2000), p. 66.
64. ↑  Karl Richard Lepsius (1849), Denkmäler aus Aegypten und Aethiopien, Berlino, Nicolaische Buchhandlung.
65. 1 2  Reeves & Wilkinson (2000), p. 67.
66. ↑  Alexander Henry Rhind (1862), Thebes, its Tomb and their Tenants in the Necropolis, Londra, Longman, Green, Longman and Roberts.
67. ↑   Maspero ‹-eró›, Gaston, in Treccani.it – Enciclopedie on line, Roma, Istituto dell'Enciclopedia Italiana. URL consultato il 16 gennaio 2017.
68. 1 2  Reeves & Wilkinson (2000), p. 68.
69. 1 2  Reeves & Wilkinson (2000), p. 69.
70. ↑   Progetto Diari di Emma Andrews., su emmabandrews.org.
71. 1 2  Reeves & Wilkinson (2000), p. 70.
72. 1 2 3  Reeves & Wilkinson (2000), p. 71.
73. 1 2  Reeves & Wilkinson (2000), p. 72.
74. 1 2 3 4  Reeves & Wilkinson (2000), p. 73.
75. 1 2  Reeves & Wilkinson (2000), p. 76.
76. ↑  Reeves & Wilkinson (2000), p. 78.
77. ↑  Reeves & Wilkinson (2000), p. 153.
78. 1 2  Reeves & Wilkinson (2000), p. 79.
79. 1 2  Reeves & Wilkinson (2000), p. 80.
80. 1 2 3  Reeves & Wilkinson (2000), p. 81.
81. ↑  Reeves & Wilkinson (2000), p. 84.
82. ↑  Reeves & Wilkinson (2000), p. 187.
83. ↑  Reeves & Wilkinson (2000), p. 190.
84. ↑  Alberto Elli (2015), I furti nelle tombe a Tebe alla fine del Nuovo Regno.
85. ↑  Reeves & Wilkinson (2000), p. 191.
86. 1 2  Reeves & Wilkinson (2000), p. 207.

### In italiano
- Alessandro Bongioanni, Luxor e la Valle dei Re, Vercelli, White Star, 2004, ISBN 88-540-0109-0.
- Graziella Busi, Nefertiti: l'ultima dimora; il giallo della tomba KV55, Torino, Ananke, 2002, ISBN 88-7325-003-3.
- Sergio Donadoni, Tebe, Centri e Monumenti dell'Antichità, Milano, Electa, 1999, ISBN 88-435-6209-6.
- Alberto Elli, "E una gran quantità di egiziani ruba in esse..." -i furti nelle tombe a Tebe alla fine del nuovo regno (XII-XI sec. a.C., Digital Magazine di egittologia, 2015.
- Guillemette Andreu e Anna Maria Donadoni Roveri (a cura di), Gli artisti del faraone. Deir el-Medina e le Valli dei Re e delle Regine, Milano, Electa, 2003, ISBN 88-370-2073-2.
- Erik Hornung, La Valle dei Re, traduzione di Umberto Gandini, ET Saggi, n. 1260, Torino, Einaudi, 2004, ISBN 88-06-17076-7.
- Christian Jacq, La Valle dei Re, traduzione di Elena Dal Pra, O. Saggi, n. 553, Milano, Mondadori, 1998, ISBN 88-04-44270-0.
- Christiane Leblanc e Alberto Siliotti, Nefertari e la Valle delle Regine, tavole di Luca Rossi, Firenze, Giunti, 1993, ISBN 88-09-20275-9.
- Alessandro Roccati, L'area tebana, Quaderni di Egittologia, n. 1, Roma, Aracne, 2005, ISBN 88-7999-611-8.
- Catharine H. Roehrig, Esploratori e artisti nella Valle dei Re, Vercelli, White Star, 2001, ISBN 88-8095-759-7.
- Alberto Siliotti, La Valle dei Re, Vercelli, White Star, 2004, ISBN 88-540-0121-X.
- Alberto Siliotti, Guida alla Valle dei Re, ai templi e alle necropoli tebane, Vercelli, White Star, 2010, ISBN 978-88-540-1420-6.
- Pietro Testa, Cospirazioni e furti nell'Egitto della XX dinastia, Roma, Aracne, 2009, ISBN 978-88-548-2834-6.
- Kent R. Weeks, I tesori di Luxor e della Valle dei Re, Vercelli, Edizioni White Star, 2005, ISBN 88-8095-854-2.
- Mario Tosi, Dizionario enciclopedico delle Divinità dell'Antico Egitto, vol. 2, Torino, Ananke, 2006, ISBN 88-7325-115-3.

### In inglese
- (EN) Nicholas Reeves e Richard Wilkinson, The complete Valley of the Kings, New York, Thames & Hudson, 2000, ISBN 0-500-05080-5.
- (EN) Ian Shaw, The Oxford history of Ancient Egypt, Oxford, Oxford University Press, 2000, ISBN 0-19-280293-3.
- (EN) Joyce Tildesley, Hatchespsut: the female Pharaoh, Londra, Viking, 1996, ISBN 0-670-85976-1. Ediz. ital.  Hatshepsut, l'unica donna che fu Faraone, traduzione di Franca Genta Bonelli, Milano, Piemme, 2000, ISBN 88-384-4890-6.
- (EN) Toby Wilkinson, Dictionary of Ancient Egypt, Londra, Thames & Hudson, 2005, ISBN 0-500-05137-2.

### In francese
- (FR) Jules Baillet, Inscriptions grecques et latines des tombeaux des rois ou syringes à Thèbes, Il Cairo, Impr. de l'Institut français d'archéologie orientale, 1926.
- (FR) Jean Baptiste Le Mascrier, Description de l'Egypte, contenant plusieurs remarques curieuses sur la geographie ancienne et moderne de ce païs... composé sur les Mémoires de m. De Maillet ... par m. l'abbé Le Mascrier. Ouvrage enrichie de cartes & de figures, Parigi, Louis Genneau, à S. Pierre au Liens et Jacques Rollin, fils, à Saint Athanase, 1677.
- (FR) Johann Michael Vansleb, Nouuelle relation en forme de iournal, d'un voyage fait en Egypte. Par le P. Vansleb, R.D. en 1672. & 1673, Parigi, Estienne Michallet, ruë S. Jacques, proche la fontaine saint Seuerin, à l'image S. Paul, 1677.